# Colombie
Pour les articles homonymes, voir Colombie (homonymie).
République de Colombie
(es) República de Colombia 
La Colombie, en forme longue la république de Colombie (en espagnol : Colombia ou República de Colombia  audio) est une république unitaire d'Amérique du Sud comprenant 32 départements. Le pays est situé dans le Nord-Ouest du continent sud-américain ; il est bordé à l'ouest par l'océan Pacifique, au nord-ouest par le Panama, au nord par la mer des Caraïbes (donnant accès à l'océan Atlantique), au nord-est par le Venezuela, au sud-est par le Brésil, au sud par le Pérou et au sud-ouest par l'Équateur. La Colombie est le 26e plus grand pays par sa superficie et le 4e en Amérique du Sud. Avec plus de 51 millions d'habitants, la Colombie est le 28e pays le plus peuplé du monde et le 2e de tous les pays de langue espagnole après le Mexique. La Colombie est une moyenne puissance, la 4e plus grande économie d'Amérique latine, et la 3e en Amérique du Sud. La production de café, de fleurs, d'émeraudes, de charbon et de pétrole forme le principal secteur de l'économie colombienne.
La Colombie couvre aujourd'hui un territoire qui était, à l'origine, habité par des peuples autochtones dont les Muiscas, les Quimbayas et les Tayronas. Les Espagnols arrivent en 1499 et lancent une colonisation aboutissant à la création du royaume de Nouvelle-Grenade puis de la vice-royauté de Nouvelle-Grenade (comprenant les actuels pays de Colombie, Venezuela, Équateur, le Nord-Ouest du Brésil et le Panama), avec sa capitale à Bogota. L'indépendance de la Colombie est acquise en 1819, mais en 1830 la Grande Colombie s'effondre avec la sécession du Venezuela et de l'Équateur. Les futurs pays de Colombie et du Panama forment alors la république de Nouvelle-Grenade. La nouvelle nation fait l'expérimentation du fédéralisme en devenant la Confédération grenadine (1858), puis les États-Unis de Colombie (1863), avant de redevenir un pays centralisé sous le nom actuel de république de Colombie en 1886. Le Panama fait sécession en 1903 à la suite de la guerre des Mille Jours (1899-1902). La Colombie est le premier gouvernement constitutionnel en Amérique du Sud et un promoteur important des organisations panaméricaines, d'abord par le congrès de Panama et plus tard en tant que fondateur de l'Organisation des États américains. Les partis libéral et conservateur, fondés respectivement en 1848 et 1849, sont deux des plus anciens partis politiques toujours actifs en Amérique.
La Colombie est ethniquement diverse. L'interaction entre les descendants des premiers habitants indigènes, les colons espagnols, les populations africaines déportées dans le pays comme esclaves et l'immigration du XXe siècle venue d'Europe et du Moyen-Orient, a produit un patrimoine culturel varié et influencé par la grande variété géographique du pays. La majorité des centres urbains sont situés dans les hauts plateaux de la cordillère des Andes, alors que le territoire colombien englobe aussi la forêt amazonienne, les Llanos et les côtes nord (mer des Antilles ou des Caraïbes) et ouest sur l'Océan Pacifique. Écologiquement, la Colombie est l'un des 17 pays mégadivers du monde avec le plus grand nombre d'oiseaux.

## Toponymie

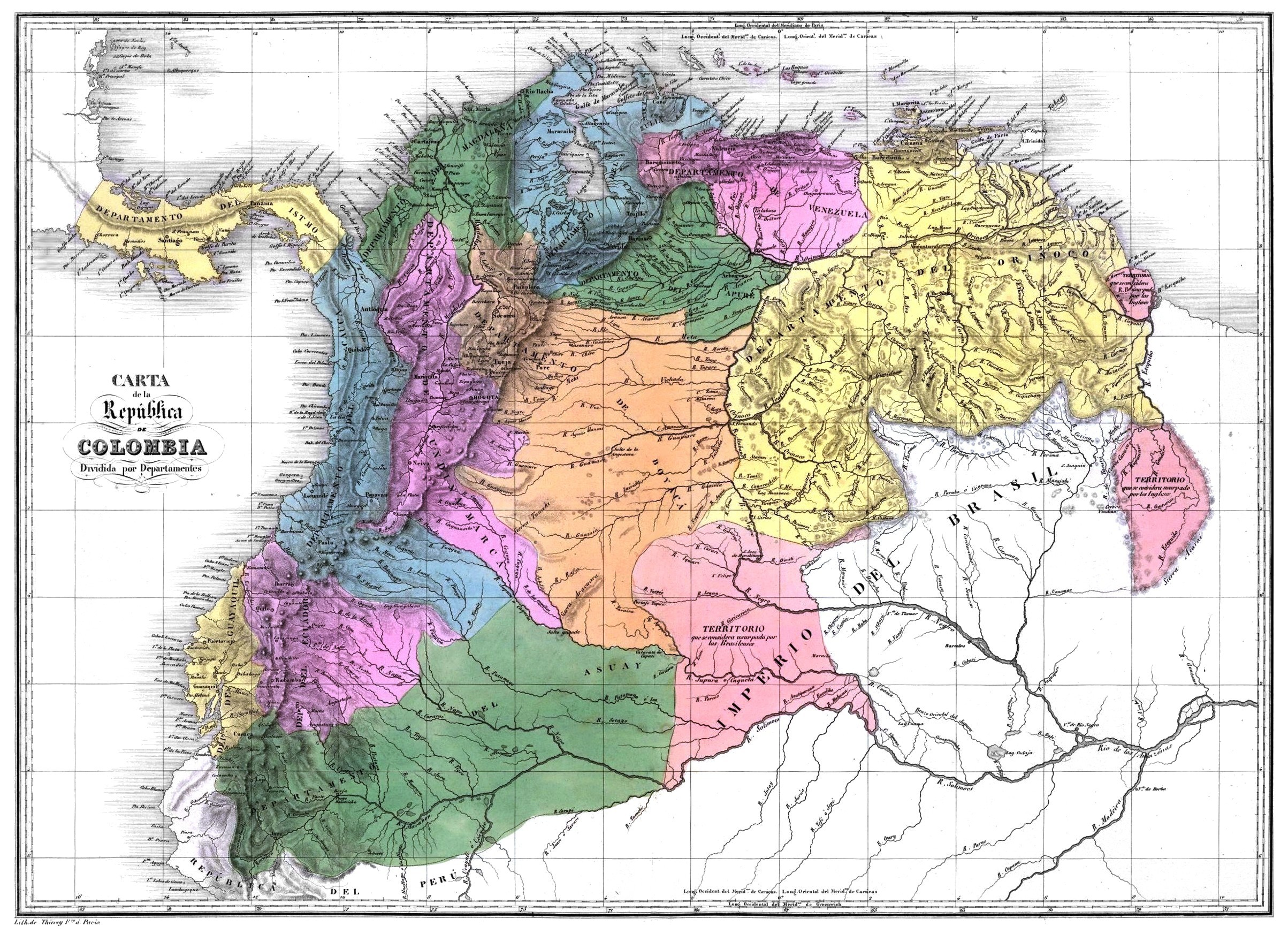
Colombia ou terre de Christophe Colomb, aujourd'hui appelée la Grande Colombie.

Le nom « Colombia » fut conçu pendant le Congreso de Angostura pour dénommer le territoire correspondant aux actuels Équateur, Colombie et Venezuela, en hommage à Christophe Colomb (en espagnol : Cristóbal Colón) (en italien : Cristoforo Colombo),,.
Le 15 février 1819, au cours du congrès d'Angostura, fut proclamé l'État qui adopta le nom officiel de « république de Colombie » (« República de Colombia »), aujourd'hui connu sous le nom de Grande Colombie afin d'éviter les confusions avec la Colombie actuelle. La souveraineté de cet État s'étendait sur les territoires jusqu'alors dénommés vice-royauté de Nouvelle-Grenade (Virreinato de Nueva Granada), Audience royale de Quito (Real Audiencia de Quito) et Capitainerie générale du Venezuela (Capitanía General de Venezuela). Le nom fut proposé par Simón Bolívar dans la Lettre de Jamaïque.
L'origine du nom est mentionnée dans une strophe de l'hymne national : « Se baña en sangre de héroes la tierra de Colón ».
En 1830, le pays fut érigé sous la forme d'une république avec le nom de « république de Nouvelle-Grenade » (« República de la Nueva Granada »), qui devint plus tard un État fédéral dénommé Confédération grenadine, après l'approbation de la Constitution de 1858. La confédération choisit en 1863 le nom d'États-Unis de Colombie, qui retinrent, cette fois définitivement jusqu'à aujourd'hui, la dénomination de « Colombie » (« Colombia »), avec les critiques des congrès de l'Équateur et du Venezuela d'alors considérant ce choix comme une usurpation du patrimoine historique commun. Ce désaccord fut cependant résolu il y a longtemps déjà.
Pour désigner le pays, l'État colombien fait usage des deux termes « Colombie » et « république de Colombie », officiellement, et sans que leurs usages respectifs soient légalement réglementés.

## Histoire

La Colombie doit son nom à Christophe Colomb, le « découvreur » de l'Amérique.

Les colons espagnols arrivent dans cette région aux alentours de 1500, y trouvant les tribus indigènes Chibchas (ou Muiscas) et les Tayronas, lesquelles sont décimées et conquises. Les Espagnols y implantent diverses colonies, qui, plus tard, sont converties en provinces fondant la Nouvelle-Grenade comme noyau au tout début et, à partir de 1717, comme vice-royauté. Celle-ci inclut diverses provinces qui ont appartenu jusqu'à ce moment à la juridiction des vice-royautés de la Nouvelle-Espagne et du Pérou.
Le mouvement indépendantiste débute en 1810, mené en grande partie par Simón Bolívar et Francisco de Paula Santander, et triomphe en 1819. Le territoire, qui est alors connu comme étant la vice-royauté de Nouvelle-Grenade, est converti, le 17 décembre 1819 au congrès d'Angostura, en république fédérale de Grande Colombie, à la suite de la bataille de Boyacá (le 7 août 1819) et la proclamation, par Simon Bolívar (le 10 août), de l'union du Venezuela et de la Nouvelle-Grenade.
Les divisions au sein du pouvoir interne conduisent en 1830 à la séparation des départements qui composent la Grande Colombie : le Venezuela, l'Équateur et la Colombie. À la suite de cette séparation, Cundinamarca prend le nom de Nouvelle-Grenade jusqu'en 1886 où il devient la république de Colombie. Des divisions internes demeurent, déclenchant ainsi une guerre civile qui aboutit à la sécession du Panama en 1903, avec l'ingérence des États-Unis.
En 1948, l’assassinat à Bogota du dirigeant de gauche Jorge Eliécer Gaitán provoque une guerre civile, appelée « La Violencia », entre les deux forces politiques qui se partagent le pouvoir, libéraux et conservateurs. La Violencia dure près de dix ans (1948-1957) et fait 300 000 morts. Cette guerre se termine par un accord de partage du pouvoir entre libéraux et conservateurs, accord dit du Front national, qui dure jusqu'en 1974. Plusieurs groupes armés, notamment de tendance communiste, estiment que cet accord ne se traduit pas par un programme de développement social et de réduction des inégalités et refusent, en conséquence, de rendre les armes.
Depuis les années 1960, la Colombie connaît donc un conflit armé impliquant l'armée, des guérillas marxistes telles que les FARC ou l'ELN et des groupes paramilitaires d'extrême-droite, mis sur pied par les grands propriétaires terriens, comme les Autodéfenses unies de Colombie (AUC) ou les Águilas Negras (Aigles noirs).

### Époque précolombienne

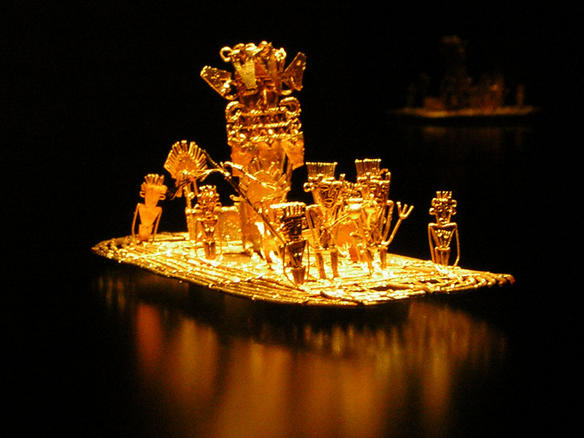
Radeau en or de culture Muisca. Origine possible de la légende de l'Eldorado.

Les vestiges archéologiques comme ceux d'El Abra indiquent que l'occupation humaine de l'actuel territoire colombien remonte entre le XXe et le XIe millénaire av. J.-C. Les chemins suivis par le peuplement furent variés, comme en témoignent la répartition des différentes familles linguistiques et le développement culturel (périodes paléoindienne, archaïque et formative). Sa situation géographique en fit un couloir de population entre la Mésoamérique, la Caraïbe, les Andes et la forêt amazonienne.
Au XVIe siècle, le territoire était occupé par des peuples à divers états du formatif, comme les Arawaks, les Kalinagos et les Chibchas. Ces derniers, formés de deux groupes, les Tayronas et les Muiscas, sont remarquables dans le formatif supérieur du fait de leur niveau élevé de civilisation.

### Colonisation espagnole

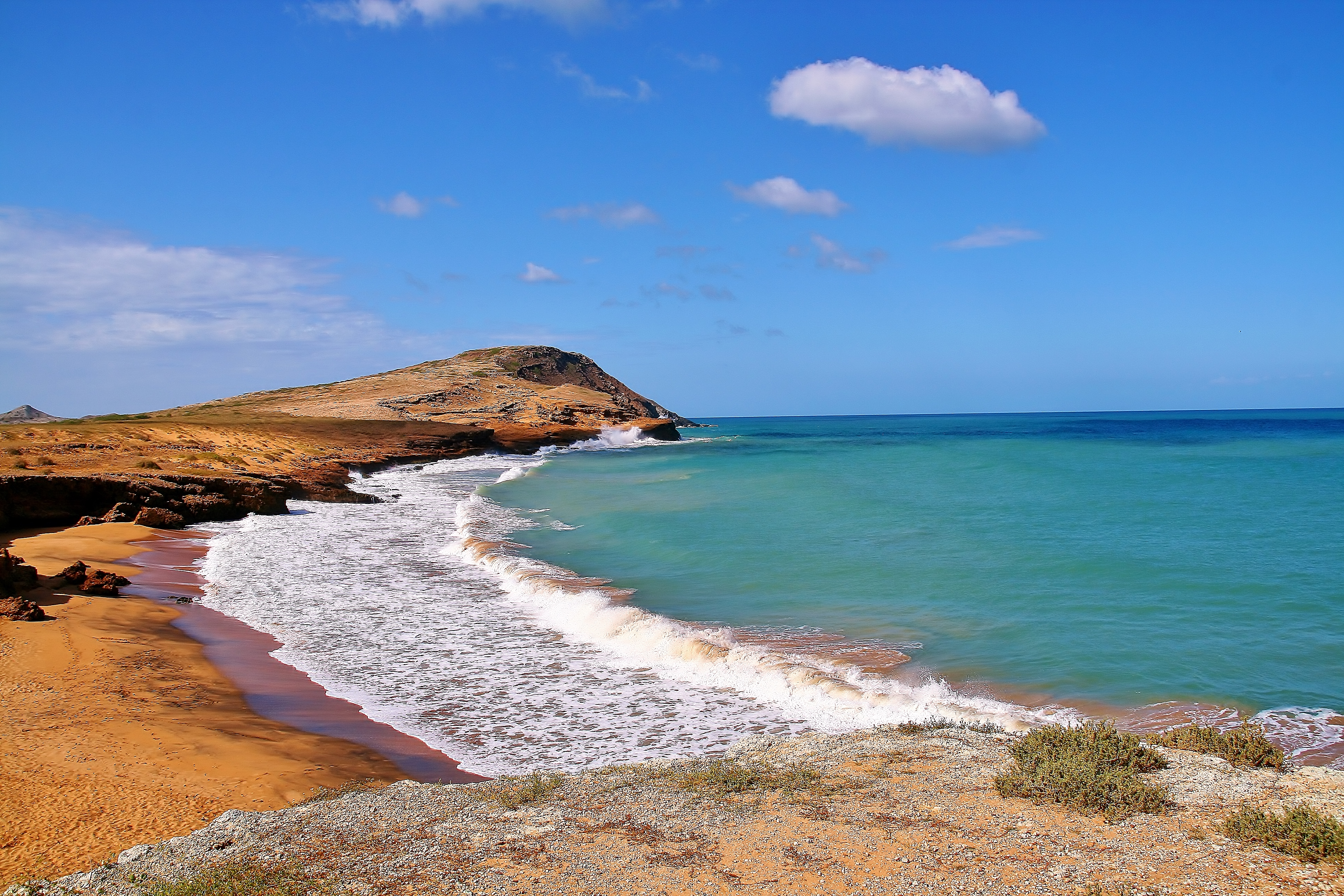
C'est au cap de la Vela que le premier Espagnol, Alonso de Ojeda, découvre les côtes de la Colombie, en 1499.

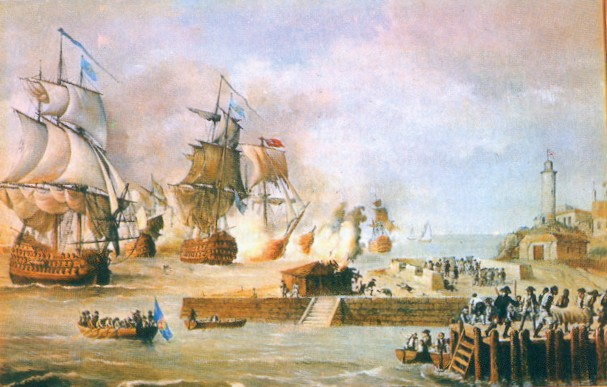
Siège de Carthagène des Indes (1741). Cette ville a été l'un des principaux ports commerciaux entre l'Espagne et les Amériques à l'époque coloniale.

Le premier contact entre les Européens et l'actuelle Colombie eut lieu à la suite d'une expédition commandée par l'Espagnol Alonso de Ojeda, menée depuis la péninsule de la Guajira en 1499.
Douze ans plus tard, les Espagnols fondèrent Santa María la Antigua del Darién, leur première colonie sur le continent américain puis, après avoir consolidé leur présence dans les zones côtières avec la fondation de Santa Marta (1525) et Carthagène des Indes (1533), commencèrent l'exploration des régions intérieures, avec la fondation de Popayán (1536) et Bogota (1538).
En 1513, les lois de Burgos furent promulguées dans le but de limiter les mauvais traitements infligés par les colons aux indigènes, mais leur effet fut limité. Les indigènes étaient soumis au système de l’encomienda et subirent une évangélisation forcée. Les difficiles relations avec les Européens furent à l'origine de nombreuses révoltes indigènes qui empêchèrent la pacification du territoire. Les institutions de repartimiento, d'encomienda et de mita (service obligatoire, notamment dans les mines) contraignirent les indigènes aux travaux forcés et au paiement de tributs. La traite négrière fut introduite par le port de Carthagène des Indes entre la fin du XVIe siècle et le début du XVIIe siècle.
Les institutions coloniales furent implantées en 1550, l'année suivant la création de l'Audience royale de Santa Fe de Bogota, qui comprenait les territoires des gouvernorats de Bogota, Santa Marta, San Juan, Popayán, Guyane et Carthagène des Indes.
Les provinces de Caracas, Cumaná, Guyane et Maracaibo dépendaient de l'Audience royale, mais furent occasionnellement rattachées, particulièrement dans le domaine judiciaire, avec celle de Saint Domingue. Au XVIIIe siècle, la Nouvelle-Grenade fut établie comme vice-royauté, rassemblant les Audiences royales de Santa Fe, de Panama, de Quito ainsi que certaines provinces qui furent ultérieurement rattachées à la Capitainerie générale du Venezuela, avec capitale à Santa Fe.
Durant toute l'époque coloniale, la zone fut la cible d'attaques de pirates des Caraïbes au service de la Couronne britannique, qui fut vaincue en 1741, lors de la guerre de l'oreille de Jenkins, après le siège de Carthagène des Indes. En 1781 survint la révolte des Comuneros, qui constitue la première manifestation de l'identité créole, lorsque les insurgés marchèrent sur la capitale pour protester contre les nouveaux impôts exigés par les Espagnols et pour réclamer une part de la richesse du pays.

### Émancipation et Grande Colombie

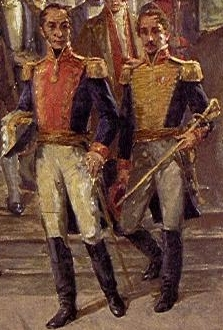
Simón Bolívar et Santander au Congrès de Cúcuta.

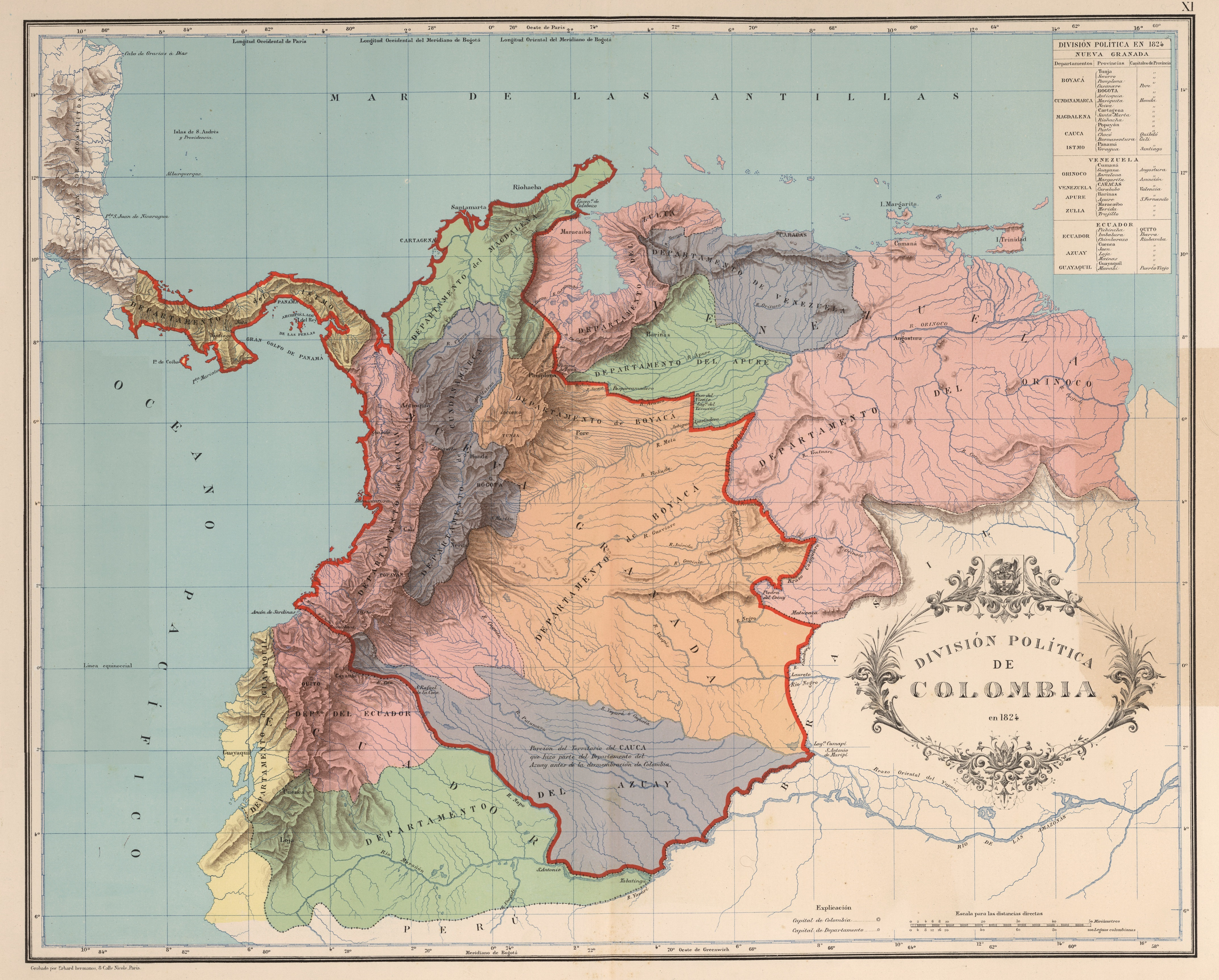
Carte de la Grande Colombie.

Après l'invasion de l'Espagne par la France de Napoléon en 1808 commencèrent les guerres d'indépendance en Amérique du Sud, inspirées par la mentalité des Lumières en Europe ainsi que les processus d'indépendance des États-Unis et de Haïti.
Antonio Nariño, opposé au centralisme espagnol, lança un mouvement d'opposition contre le vice-royaume, ce qui conduisit à des revendications d'une autonomie lors de soulèvements survenus dans les grandes villes de la Nouvelle-Grenade en 1810. Après l'indépendance de Carthagène en novembre 1811 furent formés deux gouvernements indépendants qui s'affrontèrent et disparurent dans une guerre civile, au cours d'une période connue comme la Patria Boba (« patrie idiote »). L'année suivante furent proclamées les Provinces-Unies de Nouvelle-Grenade, menées par Camilo Torres Tenorio. Malgré les triomphes de la rébellion, l'apparition de deux courants idéologiques opposés parmi les partisans de l'émancipation, fédéralistes et centralistes, donna lieu à un affrontement interne qui favorisa la reconquête du territoire par les Espagnols et la restauration de la vice-royauté dirigée par Juan de Sámano, dont le régime mena une répression contre les participants aux soulèvements. En conséquence, les espoirs d'indépendance grandirent au sein de la population et, ajoutés aux difficultés économiques et militaires connues en Espagne, favorisèrent le triomphe de la campagne libératrice de la Nouvelle-Grenade menée par Simón Bolívar, qui proclama l'indépendance définitive du pays en 1819. La résistance royaliste fut finalement vaincue en 1822 dans l'actuel territoire colombien, et en 1823 dans le reste du vice-royaume d'alors.
Le congrès de Cúcuta de 1821 approuva une constitution, dont le principal objectif était la création d'une république de Colombie, aujourd'hui connue sous le nom de Grande Colombie. Le nouvel État se composait toutefois d'une union très instable entre les actuels États de Colombie, du Venezuela, d'Équateur et de Panama principalement, et fut entamé par la sécession du Venezuela en 1829, suivie de celle de l'Équateur en 1830. Comme le Chili, la Bolivie, le Mexique, ou le Pérou, le pays fait appel à la Bourse de Londres pour financer des sociétés minières : des centaines de techniciens anglais traversent l’océan, avec leur machine à vapeur, pour les moderniser comme aux mines d'or et d'argent de la Vega de Supia, remarquées dès 1803 par le géographe Alexander von Humboldt et mises en garantie par Bolivar auprès de créanciers anglais pendant les guerres de libération.

### Premier siècle de la République

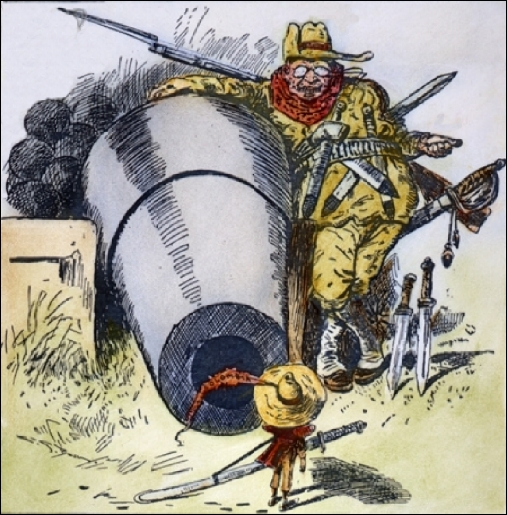
Caricature de 1903 faisant allusion aux négociations du traité Herrán-Hay portant sur les droits d'accès à l'isthme de Panama.

Entre 1839 et 1884, le pays se trouva dans une situation très instable et souffrit d'une série de guerres civiles qui marquèrent son histoire et dont certaines favorisèrent des changements de régime, de nom ou de constitution. En 1854, un coup d'État politico-militaire porta José María Melo au pouvoir durant quelques mois. Après son renversement, les autorités entreprirent une politique de réduction des forces armées, prérequis important pour le fonctionnement fédéraliste qui fut instauré jusqu'en 1859, moment où se produisit la quatrième guerre civile à la suite d'une rébellion dans l'État de Cauca, qui mit à bas le gouvernement. Dès lors et jusqu'en 1876, sous la Constitution de Rionegro, qui favorisait l'autonomie des États et la création d'armées régionales en réaction à la faiblesse politique et militaire du gouvernement central, survinrent près de 40 guerres civiles régionales et une nationale (1876-1877). En 1884, les libéraux radicaux tentèrent, sans succès, de renverser le président Rafael Núñez. Au cours de ces guerres, le nom officiel du pays changea continuellement. Entre 1831 et 1858, le pays se nomma « république de Nouvelle-Grenade » (« República de Nueva Granada »), entre 1858 et 1861 « Confédération grenadine » (« Confederación Granadina »), de 1861 à 1886 « États-Unis de Colombie » (« Estados Unidos de Colombia »), avant la restauration de « république de Colombie » (« República de Colombia »), qui est encore la dénomination actuelle.
Au début du XXe siècle, la Colombie fut en proie à la guerre des Mille Jours, qui, avec le processus de séparation du Panama soutenu par les États-Unis (qui cherchaient à s'emparer de la région pour y construire un canal), conduisit le gouvernement Rafael Reyes (1904-1909) à démissionner sous la pression populaire. Cette guerre civile sanglante dura trois ans et fit plus de 100 000 morts. En 1930, l'hégémonie conservatrice commencée en 1886 prit fin.

### De la République libérale au Front national

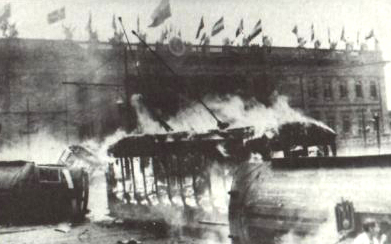
Scène du Bogotazo.

Entre 1930 et 1946, le Parti libéral colombien prit le pouvoir et gouverna dans une perspective revancharde. En 1932 éclata la guerre colombo-péruvienne, dont le dénouement garantit la participation colombienne à l'occupation de la zone amazonienne.
De 1934 à 1938, puis de 1942 à 1945, le président le plus progressiste de l'histoire de la Colombie gouverne : Alfonso López Pumarejo, originaire de Bogota et membre du Parti libéral, qui ouvre un espace pour les syndicats et l'enseignement public et jette les bases d'une réforme agraire. Son projet s'appelait la « révolution en marche » mais il ne conduisit pas à une rupture avec le système capitaliste et le pouvoir des élites traditionnelles. La droite a réagi rapidement, le parti libéral s'est divisé et, finalement, les craintes concernant la propriété privée et la montée du communisme ont abouti à l'échec de son projet progressiste. C'est aussi dans ce contexte que s'est produit le premier pic de violence : dans les campagnes, les paysans étaient réprimés dans le sang par des groupes paramilitaires liés aux propriétaires terriens.
À la suite des divisions au sein du Parti libéral, les conservateurs reprirent le pouvoir présidentiel, mais pas la majorité au congrès. En 1948, avec l'assassinat de Jorge Eliécer Gaitán, figure de l'aile gauche du Parti libéral et pressenti comme le vainqueur de l'élection présidentielle, fut lancé le Bogotazo (littéralement « coup de Bogota »), à l'origine de La Violencia, période de guerre civile caractérisée par l'opposition violente entre les deux partis et qui perdura jusqu'au début des années 1960.
Ces troubles sont à l'origine de la formation de mouvements d'auto-défense dans le Tolima et les Llanos orientales, avec des initiatives telle la « Segunda Ley del Llano », d'où émergeront les chefs guérilleros, principalement libéraux. Entre-temps, le conservateur Laureano Gómez, inspiré par le fascisme, assume la présidence du pays le 7 août 1950 après une élection à laquelle les libéraux ont refusé de participer. Il dissipe la méfiance des États-Unis (le département d'État l'avait placé sur liste noire pour ses prises de position durant la Seconde Guerre mondiale) en manifestant un anti-communisme virulent, notamment par l'envoi du seul contingent militaire sud-américain en Corée. Sur le plan intérieur, Gómez instaure un régime de caractère dictatorial (répression de l'opposition, persécution de la minorité protestante) et le suffrage universel, jugé « contradictoire avec la nature hiérarchique de la société », est suspendu.
Les conservateurs se maintinrent à la présidence jusqu'en 1953, où la classe politique favorisa un coup d'État qui livra le pouvoir au général Gustavo Rojas Pinilla, qui mit en place un régime dictatorial. La plus grande partie des guérillas, séduites par les propositions de paix du gouvernement, déposèrent les armes, mais plusieurs de leurs membres furent assassinés ultérieurement. Un accord entre le parti libéral et le parti conservateur mit fin à la dictature et à la suite d'une junte militaire provisoire fut fondé le Front national, permettant un retour à un gouvernement civil avec une alternance concertée entre les deux partis. Si d'une part ce front mit fin à la violence bipartiste, il ferma d'autre part certaines portes, poussant quelques anciens guérilleros libéraux à retourner à la guérilla, en fondant ou en rejoignant des organisations telles que l'ELN, le M-19 et les FARC appuyées par le Parti communiste colombien.

### La Violencia et le conflit armé
Les tensions entre les partis politiques ont fréquemment dégénéré en violence, et plus particulièrement durant la guerre des Mille Jours (1899-1902) et La Violencia, à partir de 1948. Depuis les années 1960, l'Armée nationale colombienne, les insurgés de gauche (FARC, ELN) et les paramilitaires sont engagés dans le plus long conflit armé du continent alimenté par le narcotrafic qui a pris son essor dans les années 1980. Depuis 2010, la violence a diminué, avec quelques démobilisations des groupes paramilitaires dans le cadre d'un processus de paix controversé et les guérilleros ont perdu le contrôle d'une grande partie du territoire qu'ils dominaient autrefois. Dans le même temps le taux d'homicide colombien a presque diminué de moitié entre 2002 et 2006. Grâce à une politique d'éradication des cultures, la Colombie, premier producteur mondial de cocaïne pendant de nombreuses années, est maintenant largement considérée comme étant au deuxième ou troisième rang,. La Colombie est le troisième pays le plus inégalitaire d’Amérique latine après le Honduras et Haïti,.

### Histoire récente

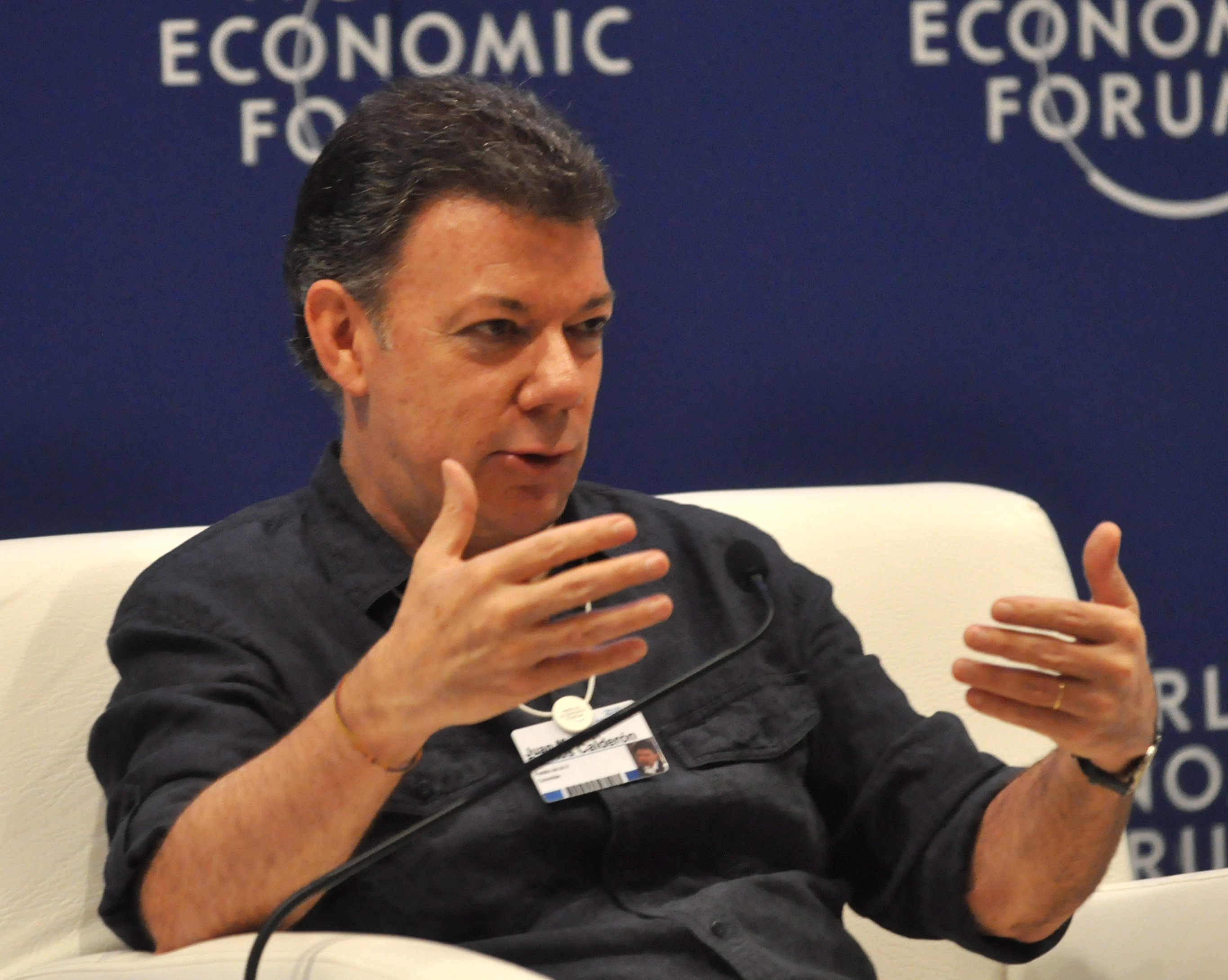
Juan Manuel Santos, président de la Colombie de 2010 à 2018, lors du Forum économique mondial.

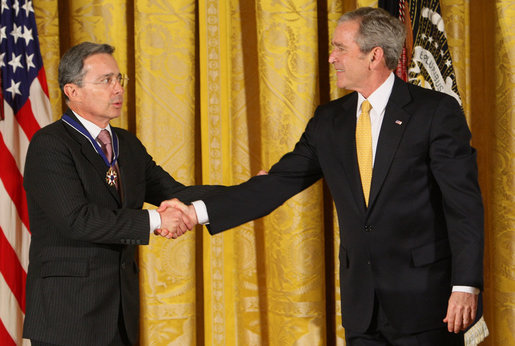
Le président Álvaro Uribe recevant la médaille présidentielle de la Liberté du président des États-Unis George W. Bush, en 2009.

La répartition du pouvoir entre libéraux et conservateurs se poursuivit encore après la fin du Front national en 1974, bien que, à partir de la réforme constitutionnelle de 1968, la participation d'autres partis politiques fût autorisée. C'est alors que commença le développement du trafic de stupéfiants dans le pays, qui constitue depuis lors l'un des facteurs clefs de la situation conflictuelle connue par le pays.
Le sénateur Luis Carlos Galán (Parti libéral), grand favori de l'élection présidentielle de 1990, est assassiné en août 1989. En mars 1990, Bernardo Jaramillo, le candidat de l'Union patriotique (gauche et communiste) à ce même scrutin, est tué à son tour par les narcotrafiquants. Carlos Pizarro, ancien commandant du mouvement de guérilla M-19 et lui aussi candidat à l'élection présidentielle, est assassiné le 26 avril, également par les narcotrafiquants. Le libéral César Gaviria est finalement élu à l'issue du scrutin. Son gouvernement crée en 1994 les « Convivir », censées aider l'armée à prévoir les activités des groupes insurgés grâce à un réseau d’informateurs. Toutefois, « la réalité a démontré que les Convivir ont permis de légaliser les réseaux de tueurs à gages au service des narcotrafiquants et des propriétaires fonciers tout en ayant pour objectif principal d’utiliser la population civile comme cache-sexe du mouvement paramilitaire. »   
Sous le mandat d'Ernesto Samper (1994-1998), le gouvernement se vit impliqué dans un scandale d'alliance avec les narcotrafiquants, le proceso 8 000, à l'origine d'un conflit diplomatique avec les États-Unis et d'une crise du pouvoir. Comme le chaos politique se prolongeait encore, la guérilla des FARC et de l'ELN ainsi que les paramilitaires AUC renforcèrent leur influence en participant au contrôle des cartels de trafiquants. C'est dans ce contexte que les FARC et le gouvernement colombien entreprirent des négociations de paix entre 1998 et 2002, qui échouèrent alors que le conflit était en pleine recrudescence, le pays en grave crise économique et le plan Colombie en cours d'implantation.
En 2002, Álvaro Uribe Vélez devint le premier président colombien élu depuis plus de 150 ans à être issu d'un autre parti que le parti libéral ou le parti conservateur. Son élection fut rendue possible par une coalition entre différents partis et le soutien des paramilitaires, qui dans les zones rurales ont ordonné aux paysans de voter pour lui. Cette coalition mit en place une réforme de la constitution permettant la réélection immédiate ; Uribe obtint ainsi un deuxième mandat en 2006. Álvaro Uribe a tenu une ligne dure contre les FARC, refusant le dialogue et préférant miser sur une solution exclusivement militaire pour achever le conflit. Pour écraser la guérilla , il s'appuya notamment sur les paramilitaires des Autodéfenses unies de Colombie (AUC, extrême-droite), qui fonctionnent comme une force auxiliaire de l'armée gouvernementale «utilisée pour semer la terreur et détourner les soupçons concernant la responsabilité des forces armées dans la violation des droits humains lors du conflit», indique Amnesty International. Ces paramilitaires sont tenus responsables par l'ONU de 80 % des crimes et massacres perpétrés durant le conflit, contre 12 % pour les guérillas et 8 % pour l'armée. Dans le cadre du programme Justicia y Paz, Álvaro Uribe propose en 2006 une quasi-amnistie des AUC et obtient que 30 000 des membres de ces milices déposent les armes.
Pour améliorer ses résultats en matière de lutte contre la guérilla, l'armée colombienne a procédé à des exécutions massives de civils, présentés comme des rebelles tués au combat. Si des exactions de ce genre existaient déjà auparavant, le phénomène s'est généralisé à partir de 2002, encouragé par les primes versées aux soldats et par une impunité quasi-absolue,. Le scandale, dit des faux positifs, éclate en 2008. La justice colombienne reconnait en 2021 au moins 6 402 civils exécutés par l’armée colombienne entre 2002 et 2008 afin d’être présentés fallacieusement comme des membres des guérillas,.
Au cours des dernières années, divers scandales de coopération entre hommes politiques, groupes de narcotrafiquants et paramilitaires (voir par exemple l'article « Scandale de la parapolitique »), concentrèrent l'attention de l'opinion publique au niveau international, et le conflit colombien a montré des signes de contagion vers les pays voisins, comme lors de la crise diplomatique de la Colombie avec l'Équateur et le Venezuela de 2008. Diverses manifestations populaires dénonçant les crimes des différentes forces impliquées dans le conflit ont été menées. En contrepartie toutefois, la Colombie est l'un des pays d'Amérique du Sud les plus stables sur le plan institutionnel.
En novembre et décembre 2019, des centaines de milliers de personnes manifestent contre le gouvernement dans ce qui constitue le plus important mouvement de protestation de l'histoire du pays.
En juin 2022, le premier président de gauche de l'histoire de la Colombie, le socialiste Gustavo Petro, ancien guérillero du M-19 et maire de Bogota, est élu, peu de temps après une bascule vers la gauche du parlement. Sa colistière qui devient vice-présidente, Francia Márquez, est féministe et écologiste,. Gustavo Petro annonce le 3 décembre 2022 la conclusion d’un accord entre son gouvernement et l'ELN sur le retour de réfugiés indigènes déplacés dans l’ouest du pays. On constate depuis 2024, même près des grandes villes, un retour en force de la guérilla que le régime d'Álvaro Uribe puis celui de Juan Manuel Santos avaient réussi à museler dans une bonne partie du pays.[réf. nécessaire]

## Politique

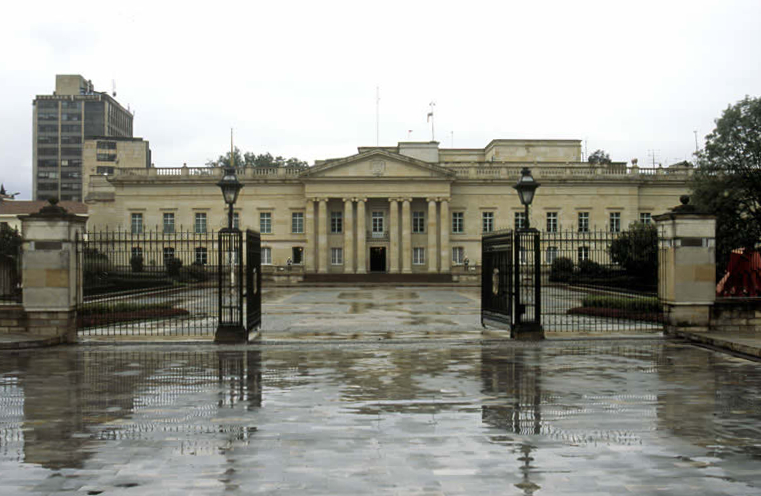
La Casa de Nariño est la résidence officielle et le lieu de travail principal du président de la Colombie.

Depuis 1991, la Colombie est une république fonctionnant avec un régime présidentiel. Le droit de vote est accordé à tous les citoyens âgés de plus de 18 ans. Le président de la République est élu pour une période de 4 ans. Le Congrès est composé de deux chambres : la Chambre des représentants (163 membres élus tous les 4 ans) et le Sénat de la République (102 membres, également élus tous les 4 ans). Le droit colombien est copié sur le modèle du droit espagnol et le Code Napoléon introduit par Andrés Bello.
Depuis le 7 août 2022, le président de la République de Colombie est Gustavo Petro, premier président à être issu de la gauche,,.

### Prisonniers politiques et répression
Selon plusieurs rapports d'associations de défense des droits de l'homme, les autorités colombiennes useraient de façon récurrente du motif de « rébellion » pour justifier l'incarcération de militants d'opposition, indigènes et syndicalistes. Pour le président du Comité de solidarité avec les prisonniers politiques, la Colombie compterait, en 2009, 7 000 prisonniers politiques. Le nombre est évalué en 2012 par l'opposante Piedad Córdoba à 7 500. En 2015, la Fondation pour la solidarité et la défense estime à environ 10 000 le nombre de personnes emprisonnées en Colombie pour des raisons politiques, mais ajoute cependant que 3 500 sont d'ex-guérilleros capturés ou démobilisés.
Selon le dirigeant communiste Jaime Caycedo, 7 000 membres du Parti communiste colombien ont été assassinés en 30 ans.
La Colombie se situe, en 2019, à la 130e place sur 180 pays en matière de liberté de la presse, loin derrière l’Argentine (64e) et même le Brésil (107e). La Fondation pour la liberté de la presse a recensé cette année-là 113 menaces et 360 agressions contre des journalistes.
Le pays est en 2018, selon l’indice de la Confédération syndicale internationale (CSI), l’un des pires du monde pour les droits des travailleurs. La Colombie présente notamment le plus haut indice de syndicalistes assassinés au monde. Si le nombre d’assassinats de syndicalistes a baissé pendant la période 2014-2016, il est à nouveau en hausse depuis 2017. Une cinquantaine de syndicalistes ont été assassinés entre 2018 et 2020.
Les mobilisations ouvrières et indigènes sont généralement réprimées : « Quand il y a une mobilisation, elle est attribuée aux rebelles. Si personne n'y croit, on stigmatise les leaders et on tente de les jeter en prison ». En 2019, des milliers d'indigènes bloquent la route panaméricaine ; les affrontements avec la police font plusieurs morts.
Entre 2016 et 2020, plus d’un millier de militants colombiens (écologistes, syndicalistes, représentants indigènes, etc) ont été assassinés.
L'État colombien est condamné en 2023 par la Cour interaméricaine des droits de l'homme pour le massacre de plus de 6 000 militants de l'Union patriotique, un parti politique de gauche, dans les années 1980 et 1990. Jusqu'ici, ces crimes ont été couverts par un appareil judiciaire peu enclin à poursuivre leurs auteurs et leurs commanditaires.

### Organisation politico-administrative
En accord avec la Constitution de 1991 la Colombie est divisée en 32 départements et un district formé par la capitale Bogota. Les gouvernements des départements rassemblent trois pouvoirs : la branche exécutive, exercée par le gouverneur départemental, élu tous les quatre ans et à mandat unique. Chaque département dispose de sa propre assemblée, qui bénéficie d'une autonomie administrative et d'un budget particulier. Les assemblées départementales comprennent, selon leur population, de onze à trente et un députés, élus au suffrage universel pour une durée de quatre ans. Elles émettent des ordonnances, qui ont une valeur légale dans leurs juridictions territoriales respectives.
Les départements sont formés par l'association des municipalités. Celles-ci sont au nombre de 1 120, parmi lesquelles se trouvent le district de la capitale, Bogota, ceux de Barranquilla, Carthagène, Santa Marta, Tunja, Cúcuta, Popayán, Buenaventura, Medellín, Turbo et Tumaco. Chaque municipalité ou district est présidé par des maires (alcaldes). Ils sont élus pour un mandat de quatre ans, en accord avec le calendrier électoral du Conseil national électoral (Consejo Nacional Electoral). La représentation de l'exécutif au niveau local est assurée par un Conseil (cabildo ou Consejo) formé de conseillers, également élus pour une durée de quatre ans.
Les territoires indigènes sont constitués en accord entre le gouvernement et les communautés indigènes. Dans les cas où ceux-ci s'étendent sur plus d'un département ou d'une municipalité, les gouvernements locaux administrent de façon conjointe les conseils indigènes, comme l'établissent les articles 329 et 330 de la Constitution. Les territoires indigènes peuvent obtenir le statut d'entité territoriale s'ils satisfont à certains critères légaux. Ils représentent une superficie d'environ 30 485 231 hectares, en majorité situés dans les départements d'Amazonas, Cauca, La Guajira, Guaviare et Vaupés.
|    | Département  | Capitale              |
| -- | ------------ | --------------------- |
| 1  | Amazonas     | Leticia               |
| 2  | Antioquia    | Medellín              |
| 3  | Arauca       | Arauca                |
| 4  | Atlántico    | Barranquilla          |
| 5  | Bolívar      | Carthagène            |
| 6  | Boyacá       | Tunja                 |
| 7  | Caldas       | Manizales             |
| 8  | Caquetá      | Florencia             |
| 9  | Casanare     | Yopal                 |
| 10 | Cauca        | Popayán               |
| 11 | Cesar        | Valledupar            |
| 12 | Chocó        | Quibdó                |
| 13 | Córdoba      | Montería              |
| 14 | Cundinamarca | Bogota                |
| 15 | Guainía      | Inírida               |
| 16 | Guaviare     | San José del Guaviare |
| 17 | Huila        | Neiva                 |

|    | Département              | Capitale       |
| -- | ------------------------ | -------------- |
| 18 | La Guajira               | Riohacha       |
| 19 | Magdalena                | Santa Marta    |
| 20 | Meta                     | Villavicencio  |
| 21 | Nariño                   | Pasto          |
| 22 | Norte de Santander       | Cúcuta         |
| 23 | Putumayo                 | Mocoa          |
| 24 | Quindío                  | Armenia        |
| 25 | Risaralda                | Pereira        |
| 26 | San Andrés y Providencia | San Andrés     |
| 27 | Santander                | Bucaramanga    |
| 28 | Sucre                    | Sincelejo      |
| 29 | Tolima                   | Ibagué         |
| 30 | Valle del Cauca          | Cali           |
| 31 | Vaupés                   | Mitú           |
| 32 | Vichada                  | Puerto Carreño |
| 33 | Distrito Capital         | Bogota         |

### Défense

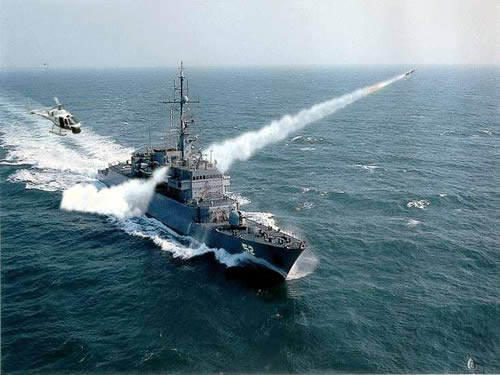
La frégate ARC Caldas (FM-52) de la marine colombienne.

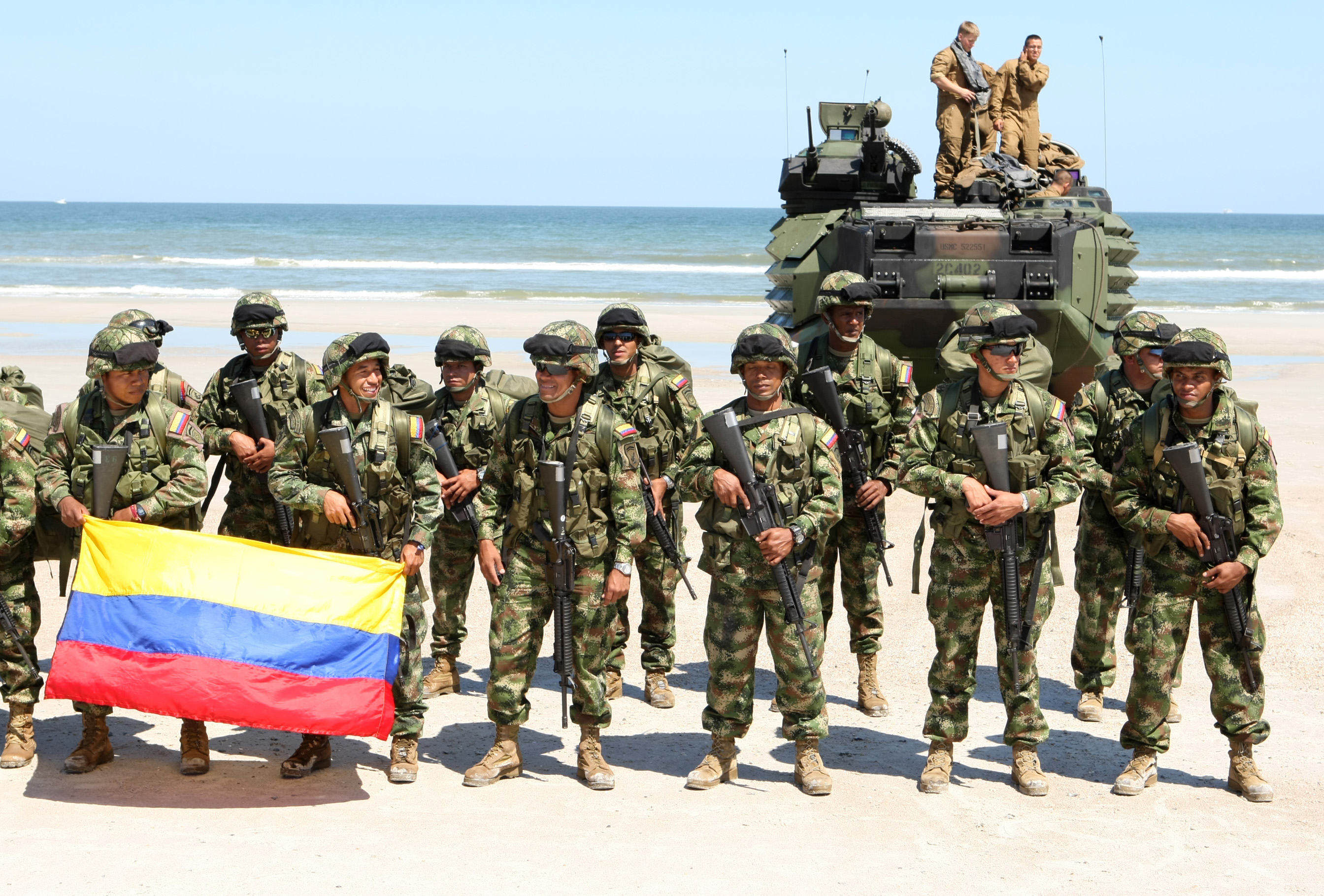
Soldats colombiens de l'infanterie de marine.

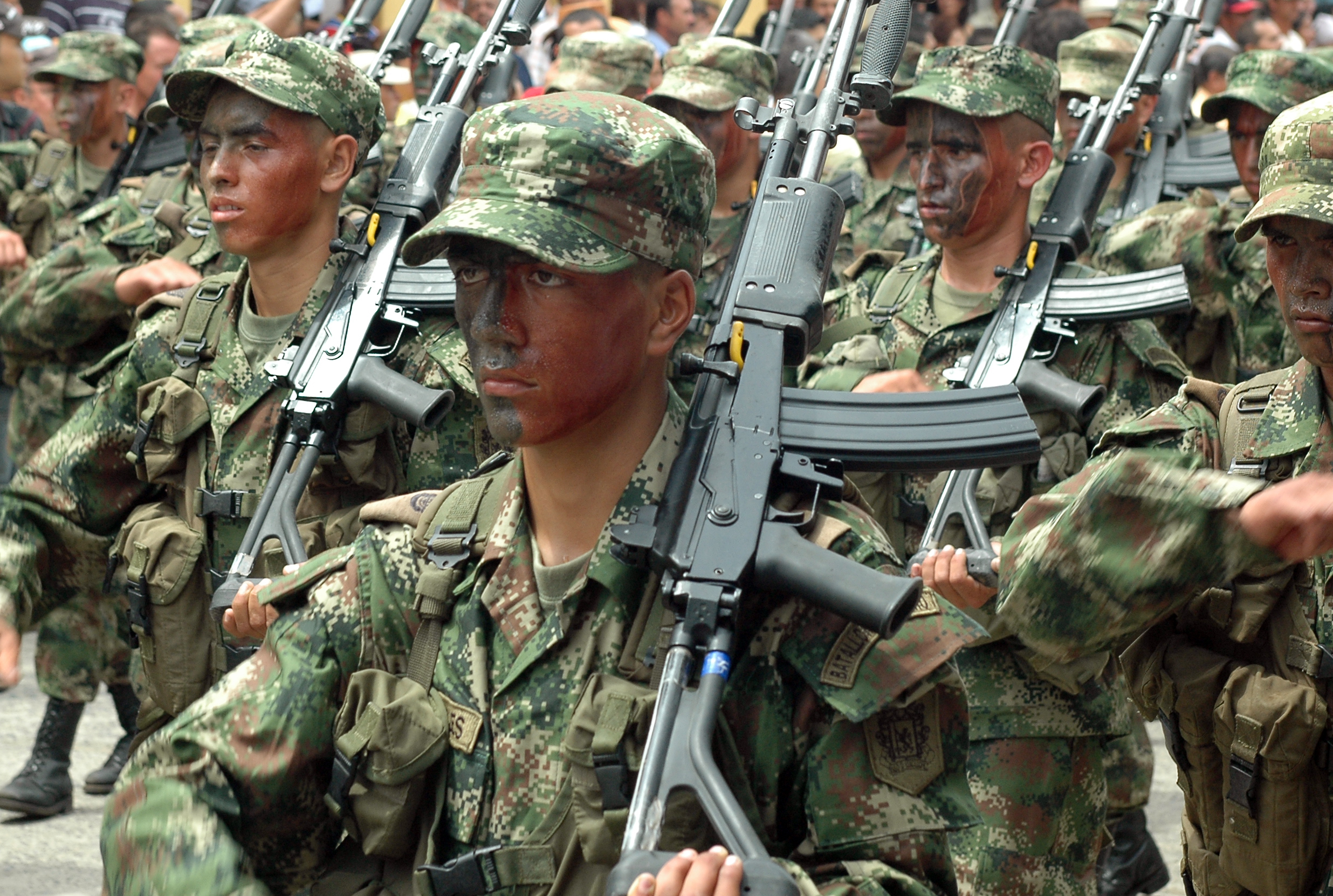
Armée colombienne.

La branche exécutive du gouvernement est responsable de la gestion de la défense de la Colombie, avec le président commandant en chef des forces armées. Le Ministère de la Défense exerce au jour le jour le commandement de l'armée et de la police. Selon les critères de l’Human Development Report des Nations unies, la Colombie dispose de 209 000 militaires, et en 2005, 3,7 % du PIB du pays est consacré aux dépenses militaires, deux chiffres plaçant le pays au 21e rang dans le monde. En Amérique latine, les forces armées colombiennes sont la troisième force, derrière celles du Brésil et du Mexique, et représentent la deuxième proportion la plus élevée du PIB après le Chili.
L'armée colombienne est divisée en trois branches : l'Armée nationale colombienne (Ejército Nacional de Colombia) ; la Force aérienne colombienne (Fuerza Aérea Colombiana) ; la Marine nationale colombienne (Armada Nacional Colombiana).
Malgré l'important effort budgétaire, l'Armée de l'air rencontre de nombreux problèmes avec ses avions Kfir fournis par Israël en 1975 qui sont entrés en obsolescence. Face au refus du gouvernement de les renouveler, une dizaine de pilotes ont décidé de se mettre en grève pour exiger le remplacement de ces appareils qui sont les uniques avions de défense aérienne et attaque de l’aviation colombienne.
La Police nationale, en tant que gendarmerie, fonctionne indépendamment de l'armée pour l'ensemble du pays et elle est présente dans toutes les municipalités. Chacune de ces forces opère avec un appareil de renseignement distinct de celui de l'agence de renseignement national, la Dirección Nacional de Inteligencia (es), ou DNI, qui a remplacé l'ancien Departamento Administrativo de Seguridad en 2011 à la suite de divers scandales.
L’armée colombienne, en particulier les forces terrestres, fait l'objet de controverses au sujet des violations massives des droits de l’homme commises dans le cadre du conflit armé. Plusieurs milliers de civils ont été exécutés dans les dernières années du conflit par des militaires et présentés fallacieusement en guérilleros tués au combat afin de grossir les statistiques des succès rencontrés par l'armée dans la guerre contre les groupes rebelles. L’impunité pour ce genre d'exactions était encore en 2010 quasi-systématique selon l'ONU, puisque 98,5 % des soldats qui se livraient à ces pratiques n'étaient pas condamnés. Par ailleurs, des combats ont ponctuellement opposé certaines unités de l’armée à la police anti-drogue colombienne, en raison de l’implication de certains soldats dans le narcotrafic.

#### Déminage
Au cours du conflit armé, de nombreuses mines ont été placées et divers explosifs se trouvent ensevelis et représentent un danger pour les populations civiles de territoires désormais pacifiés. Le gouvernement colombien annonce 12 390 personnes tuées par des mines entre 1990 et 2023 dont 85 en 2023. Entre 2019 et 2023 c'est une majorité de civils qui périt ce qui implique que les mines sont placées à des endroits considérés sécurisés par ces derniers. Une mission de l'ONU (UNMAS) vise à déminer le territoire colombien.

### Relations extérieures

Pays avec lesquels la Colombie maintient des missions diplomatiques :
Colombie.
Ambassades.
Consulats généraux.

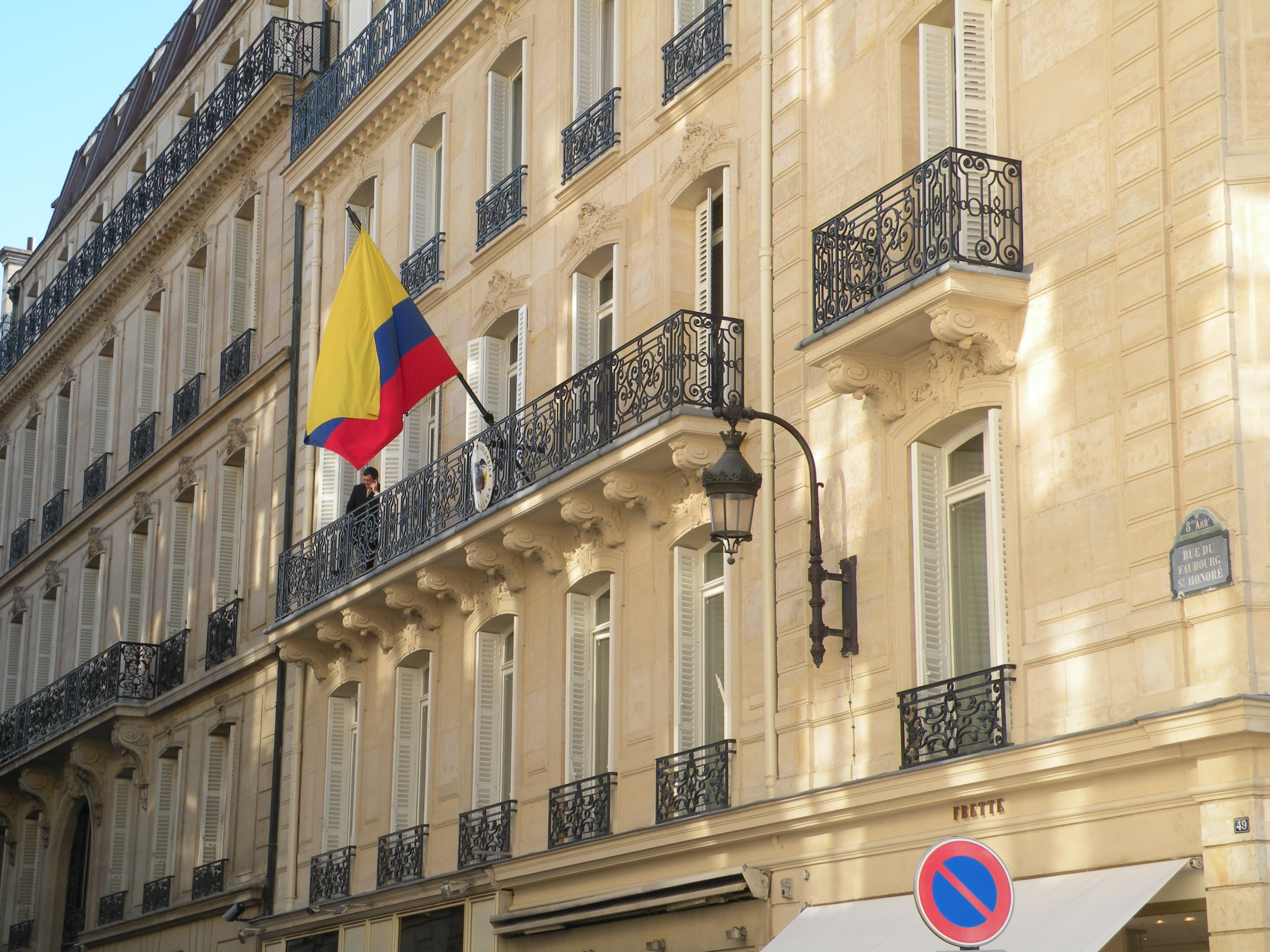
Ambassade de Colombie à Paris.

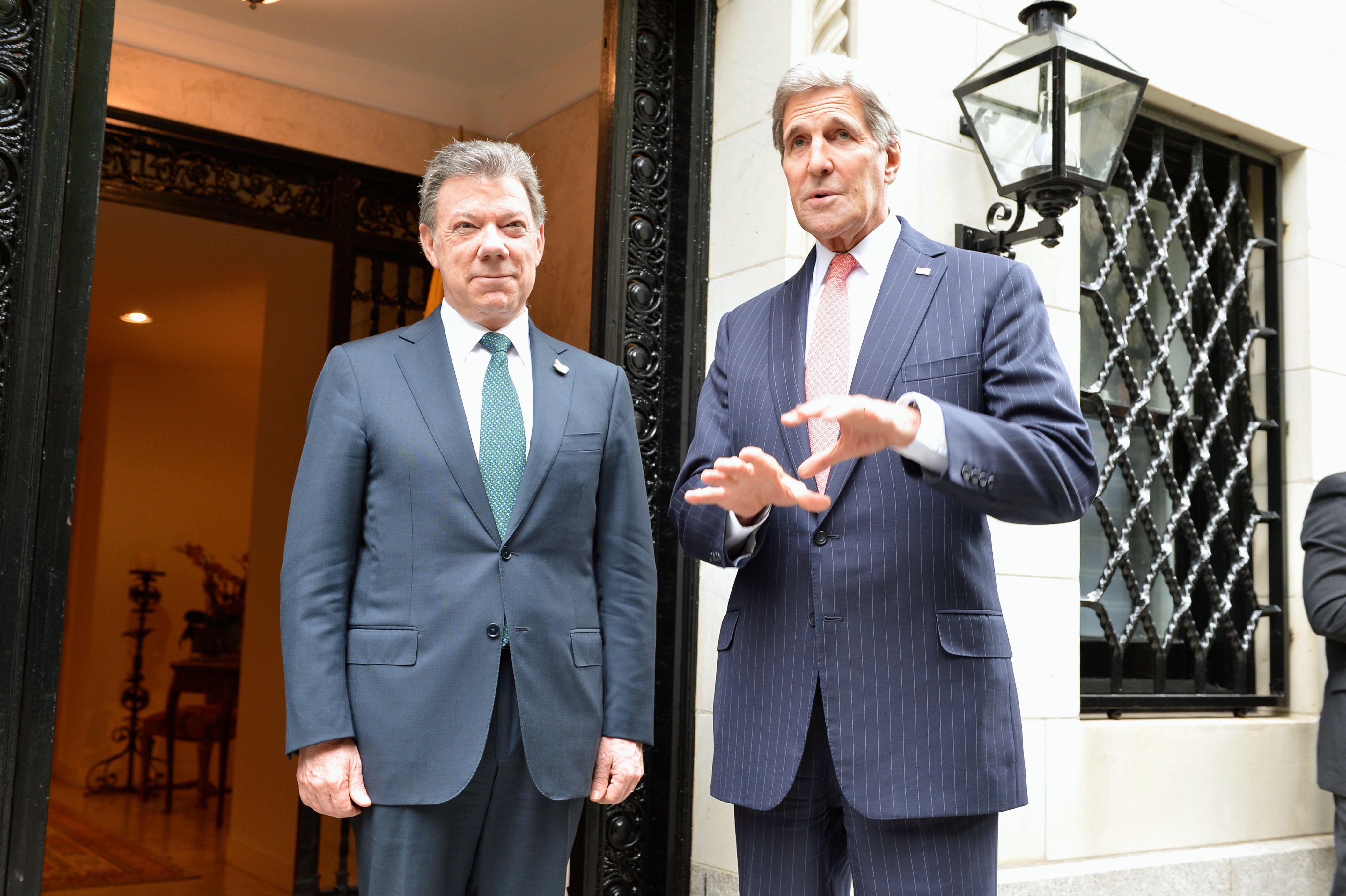
Le président Juan Manuel Santos avec le secrétaire d'État américain John Kerry.

Les relations extérieures de la Colombie incombent au président du pays en sa qualité de chef d'État, et sont déléguées au ministère des Affaires étrangères (Ministerio de Relaciones Exteriores de Colombia) ou chancellerie (cancillería). Celle-ci est chargée des missions diplomatiques auprès des autres pays et des représentations dans les organismes multilatéraux.
La Colombie maintient des relations diplomatiques avec des pays d'Europe (Autriche, Belgique, Bulgarie, Danemark, Slovaquie, Slovénie, Estonie, Finlande, France, Grèce, Hongrie, Irlande, Allemagne, Vatican, Italie, Pays-Bas, Norvège, Pologne, Portugal, Russie, Espagne, Lettonie, Lituanie, Luxembourg, Malte, Kosovo, Suède, Royaume-Uni, Tchéquie, Roumanie, Turquie et Suisse), d'Amérique (Canada, Costa Rica, Cuba, République dominicaine, Salvador, Guyana, Haïti, Jamaïque, Mexique, Nicaragua, Panama, États-Unis, Porto Rico, Argentine, Bolivie, Brésil, Chili, Équateur, Paraguay, Pérou, Uruguay et Venezuela), d'Afrique et du Moyen-Orient (Algérie, Ghana, Iran, Maroc, Israël, Liban, Autorité palestinienne, Égypte, Kenya et Afrique du Sud), d'Extrême-Orient (Chine, Hong Kong, Inde, Indonésie, Japon, Malaisie et Corée du Sud), en Océanie (Australie et Fidji). La Colombie a aussi des relations avec des organisations multilatérales : Union européenne, Organisation des Nations unies, ALADI, Mercosur, UNESCO, Organisation des Nations unies pour l'alimentation et l'agriculture et Organisation des États américains.

### Ordres et décorations
- Ordre de Boyacá
- Ordre de San Carlos
- Ordre du Mérite naval « Almirante Padilla »
- Ordre du Mérite sanitaire « José Fernandez Madrid »
- Ordre du Mérite militaire « Antonio Nariño »
- Ordre de la Démocratie
- Ordre du Congrès

### Symboles nationaux

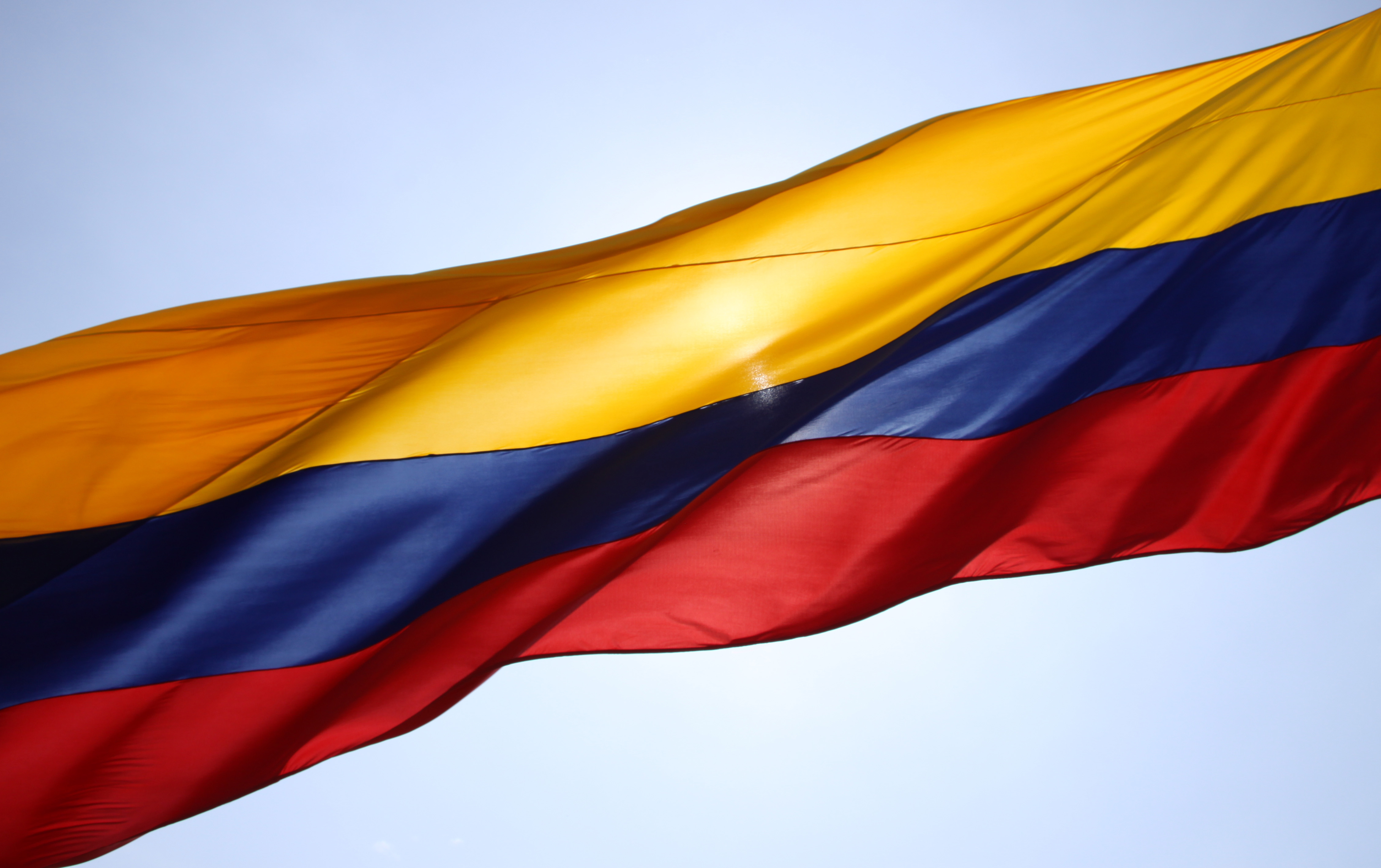
Drapeau de la Colombie.

Les symboles nationaux de la Colombie sont des éléments représentatifs du pays, aussi bien à l'intérieur du pays qu'au niveau extérieur. Le drapeau, les armoiries et l'hymne sont actuellement[C'est-à-dire ?] réglementés par la loi 12 de 1984 qui définit les dispositions générales de ces symboles.

#### Armoiries
Les armoiries de la Colombie sont considérées comme étant le symbole de tous les symboles de la Colombie. Elles intègrent des symboles majeurs pour lesquels l'identité colombienne prévaut. Leur usage est codifié par le décret 1967 du 15 août 1991 de la Constitution de la Colombie de 1991. Les armoiries de la Colombie ne sont utilisées qu'au centre du drapeau du président de la Colombie, du drapeau de guerre de la Colombie et sur les documents officiels. Elles peuvent également être utilisées à des fins éducatives ou d'affichage dans les lignes directrices de respect pour le symbole.

#### Drapeau
Le drapeau de la Colombie, de forme rectangulaire, est composé de trois bandes horizontales - jaune, bleue et rouge - agencées l'une en dessous de l'autre. Le ratio est de 2:1:1. Ainsi, la bande jaune occupe la moitié supérieure du drapeau, l'autre moitié étant composée de deux bandes bleue et rouge de largeurs égales. La composition chromatique du drapeau de la Colombie est basée sur celui créé en 1801 par le général vénézuélien Francisco de Miranda, précurseur de l'indépendance latino-américaine. Le 12 mars 1806, il déploie ainsi pour la première fois un drapeau composé des trois couleurs primaires à bord de son brigantin Leandro lors de l'invasion manquée du port de Coro. Le design du drapeau colombien est définitivement adopté le 26 novembre 1861.
L'interprétation moderne des couleurs est la suivante :
- le jaune : représente la richesse de la terre colombienne, comme le soleil, source de lumière, ainsi que la souveraineté, l'harmonie et la justice ;
- le bleu : représente le ciel qui couvre la Patrie, les fleuves et les deux océans qui bordent les côtes du pays ;
- le rouge : représente le sang versé sur les champs de bataille par les héros qui ont acquis la liberté de la Colombie, significative d'amour, de puissance, de force et de progrès.

#### Hymne
L'hymne national est composé d'un refrain en heptasyllabes et de onze couplets en alexandrins. Généralement, seuls le refrain et le premier couplet sont interprétés. Les couplets illustrent des faits historiques et des réflexions philosophiques au sujet de l'indépendance de la Colombie et d'autres pays hispano-américains.
En 1887, le directeur de théâtre José Domingo Torres contacta le maître italien Oreste Síndici pour lui commander une chanson sur la célébration de l'indépendance de Carthagène, lui demandant de mettre en musique le poème « Himno Patriótico » (« Hymne Patriotique ») écrit par le président de la République Rafael Núñez en l'honneur de cette ville. Ce poème avait été initialement composé pour être lu publiquement lors de la célébration du 11 novembre 1850 avant d'être publié dans le journal La Democracia alors que Núñez était secrétaire du gouvernement de cette province. L'hymne fut présenté pour la première fois au public le 11 novembre 1887, lors des festivités célébrant l'indépendance de Carthagène, par un chœur d'enfants, élèves d'Oreste Síndici, venus de trois écoles primaires. Celui-ci devint très rapidement célèbre et des éditions en furent publiées dans tout le pays. Le représentant à la Chambre du département de Nariño, Sergio Burbano, présenta un projet de loi le 9 août 1920 sur l'adoption de l'hymne national. Le projet fut approuvé lors du débat de la commission d'instruction publique puis durant la séance plénière du Congrès de la république de Colombie qui officialisa ce chant par la loi numéro 33 du 28 octobre 1920, ratifiée par le président Marco Fidel Suárez.

#### Autres symboles
La fleur nationale est l'orchidée Cattleya trianae, l'arbre national est le Palmier à cire du Quindío et l'animal national est le Condor des Andes.
D'autres symboles nationaux ont été définis. Ce sont les bus Chiva, le Sombrero vueltiao, le Poporo et le Carriel (en).

## Géographie

Topographie de la Colombie.

La Colombie est divisée en cinq grandes régions naturelles : la Caraïbe, le Pacifique, les Andes, l'Orénoquie, et l'Amazonie ; dans chacune d'elles, la composition ethnique, la langue, la nourriture et les activités économiques sont très diversifiées.
Les zones les plus peuplées sont, d'une part, la zone des Andes où se trouvent les villes les plus importantes, notamment Bogota, Medellín, Bucaramanga, Cúcuta, San Juan de Pasto, Manizales, Pereira, Neiva, Ibagué et Tunja, et, d'autre part, la zone de la côte nord, la Caraïbe, où se trouvent Barranquilla, Carthagène des Indes, Santa Marta, Sincelejo, Montería et Valledupar, entre autres. La troisième ville du pays, Cali, se trouve à la frontière des zones Pacifique et andine.
Les trois autres zones, c'est-à-dire la côte Pacifique, l'Orinoquie et l'Amazonie, sont les moins développées, notamment les départements de Chocó, Vaupés, Guainía, Putumayo, Caquetá, Guaviare, Vichada et Amazonas.
Les Andes colombiennes, à la différence de celles des autres pays andins, sont divisées en trois massifs séparés par deux grandes rivières : le Cauca et le Magdalena, qui était autrefois la voie de transport la plus importante du pays. Ces contrastes géographiques offrent une grande diversité climatique dans une zone restreinte : c'est ainsi, par exemple, qu'à 60 km du « froid » de Bogota, on peut trouver des déserts, des forêts tropicales ou subtropicales ou même des neiges éternelles.

### Géographie physique

#### Relief et géologie

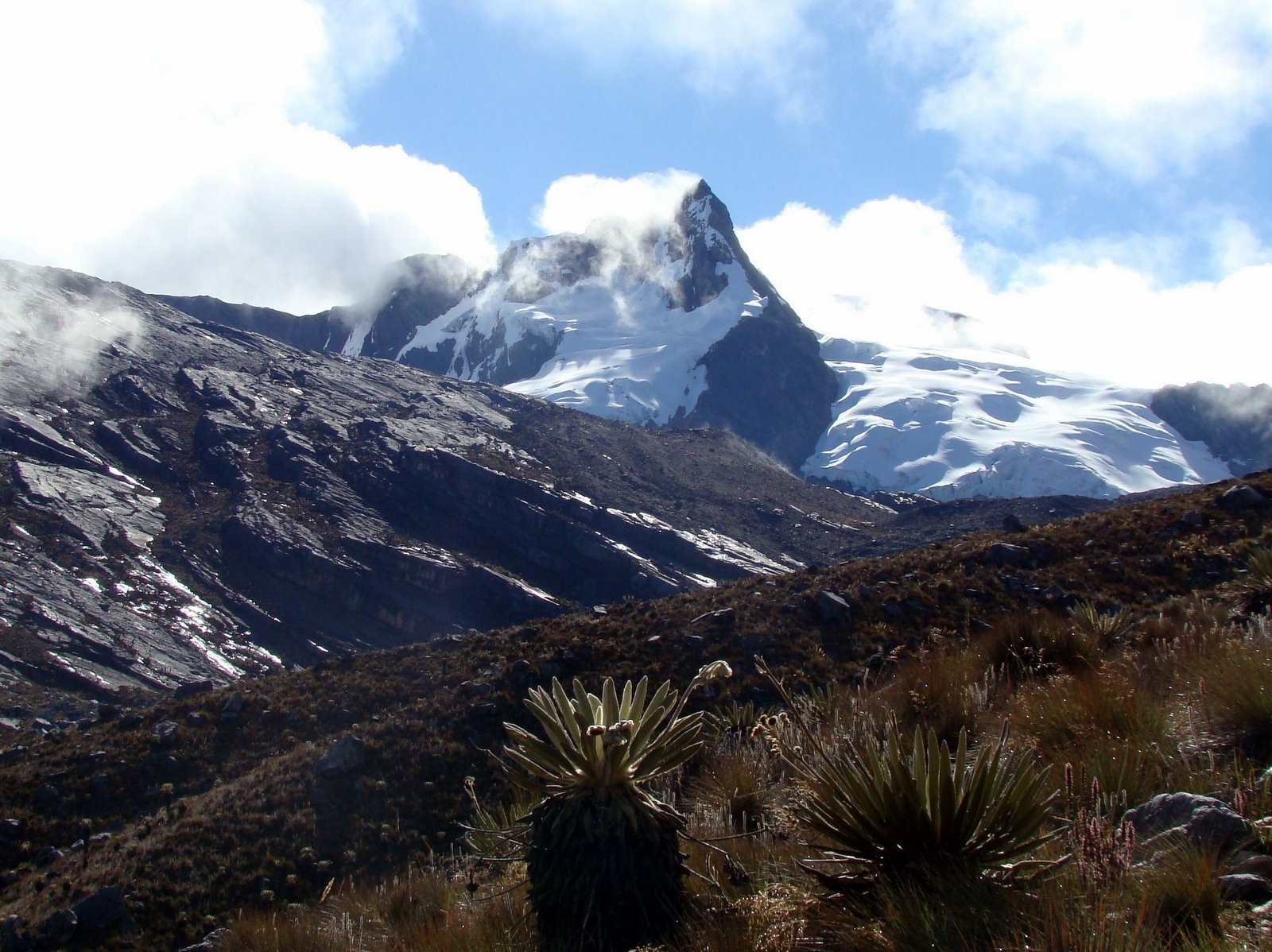
Sierra Nevada del Cocuy.

Le territoire colombien s'étend sur une large partie de la plaque sud-américaine, où se trouvent la plupart des terres émergées, la plaque caraïbe au nord et la plaque de Nazca à l'ouest.
La Colombie est traversée du sud-ouest au nord-est par la cordillère des Andes. À partir du Nœud de los Pastos, massif situé à la frontière de l’Équateur, celle-ci se divise en trois branches, les cordillères Occidentale, Centrale et Orientale.
Les cordillères Occidentale et Centrale sont séparées par la vallée du río Cauca tandis que les cordillères Centrale et Orientale sont séparées par la vallée du río Magdalena. Les points culminants de ces trois cordillères sont le Cerro Tamaná (4 100 m) pour la cordillère Occidentale, le Nevado del Huila (5 364 m) pour la cordillère Centrale et le Ritacuba Blanco (5 410 m) pour la cordillère Orientale.
La Colombie comprend de nombreux volcans, ceux qui sont actifs étant tous situés dans la Cordillère Centrale. Ce sont l'Azufral, le Cerro Bravo, le Cerro Machín, le Cerro Negro de Mayasquer, le Cumbal, le Doña Juana, le Galeras, le Nevado del Huila, le Nevado del Tolima, le Nevado del Ruiz, le Petacas, le Puracé, le Romeral, le Santa Isabel et le Sotará.
D'autres massifs isolés parsèment le territoire colombien. Il s'agit de la Serranía del Baudó, sur la côte Pacifique, la Serranía de Chiribiquete et la Serranía de la Macarena, dans la région amazonienne, la Serranía del Darién, à la frontière avec le Panama, Serranía de Macuira, à l'extrême nord-est de la péninsule de Guajira, et la Sierra Nevada de Santa Marta, sur la côte Caraïbe, où se trouve le point culminant du pays, le Pic Cristóbal Colón (5 775 m).

#### Climat
Le climat de la Colombie est un climat tropical à température constante au long de l'année prédominant, bien adapté à l'agriculture grâce aux conditions météorologiques classiques des régions proches de l'Équateur. D'autres facteurs influencent le climat : ce sont les alizés et la zone de convergence intertropicale qui jouent sur les précipitations, ainsi que le phénomène El Niño.
La température décroît généralement d'environ 2 °C tous les 300 m d'altitude au-dessus du niveau des mers. Ainsi, la température moyenne à Bogota, à environ 2 600 m d'altitude est de seulement 14 °C, contre 26 °C à Barranquilla, sur la côte de la mer des Caraïbes, et la Colombie possède des sommets couverts de glaciers aussi bien que des zones à climat tropical. Les précipitations sont concentrées sur deux saisons des pluies (qui correspondent essentiellement au printemps et à l'automne des latitudes tempérées), mais varient considérablement selon les lieux. La côte colombienne du Pacifique a l'un des plus hauts niveaux de précipitations au monde, avec le sud-est recevant plus de 5 m de pluie par an alors que les précipitations dans certaines régions de la péninsule de Guajira dépassent rarement les 76 cm par an. La pluviométrie dans le reste du pays s'étend entre ces deux extrêmes.
La surface des glaciers colombiens a reculé de 90 % depuis le XIXe siècle.
L'altitude affecte aussi les principaux types de végétation. Les parties montagneuses du pays peuvent être divisées en plusieurs zones de végétation selon l'altitude, bien que les limites de chaque zone puissent varier quelque peu selon la latitude. En dessous de 1 000 m, on trouve les cultures tropicales de la tierra caliente (terre chaude). Les terres les plus productives et la majorité de la population se trouvent dans la tierra templada (terre tempérée entre 1 000 et 2 000 m d'altitude) qui offrent les meilleures conditions pour les producteurs de café du pays, et la tierra fría (terre froide entre 2 000 et 3 200 m d'altitude) où dominent le blé et les pommes de terre. Au-dessus on trouve les zones alpines de la zona forestada (zone boisée, entre 3 200 et 3 900 m d'altitude), puis les paramos entre 3 900 et 4 600 m d'altitude. Au-dessus de 4 600 m, on entre dans l'étage nival, où les températures sont presque toujours négatives.

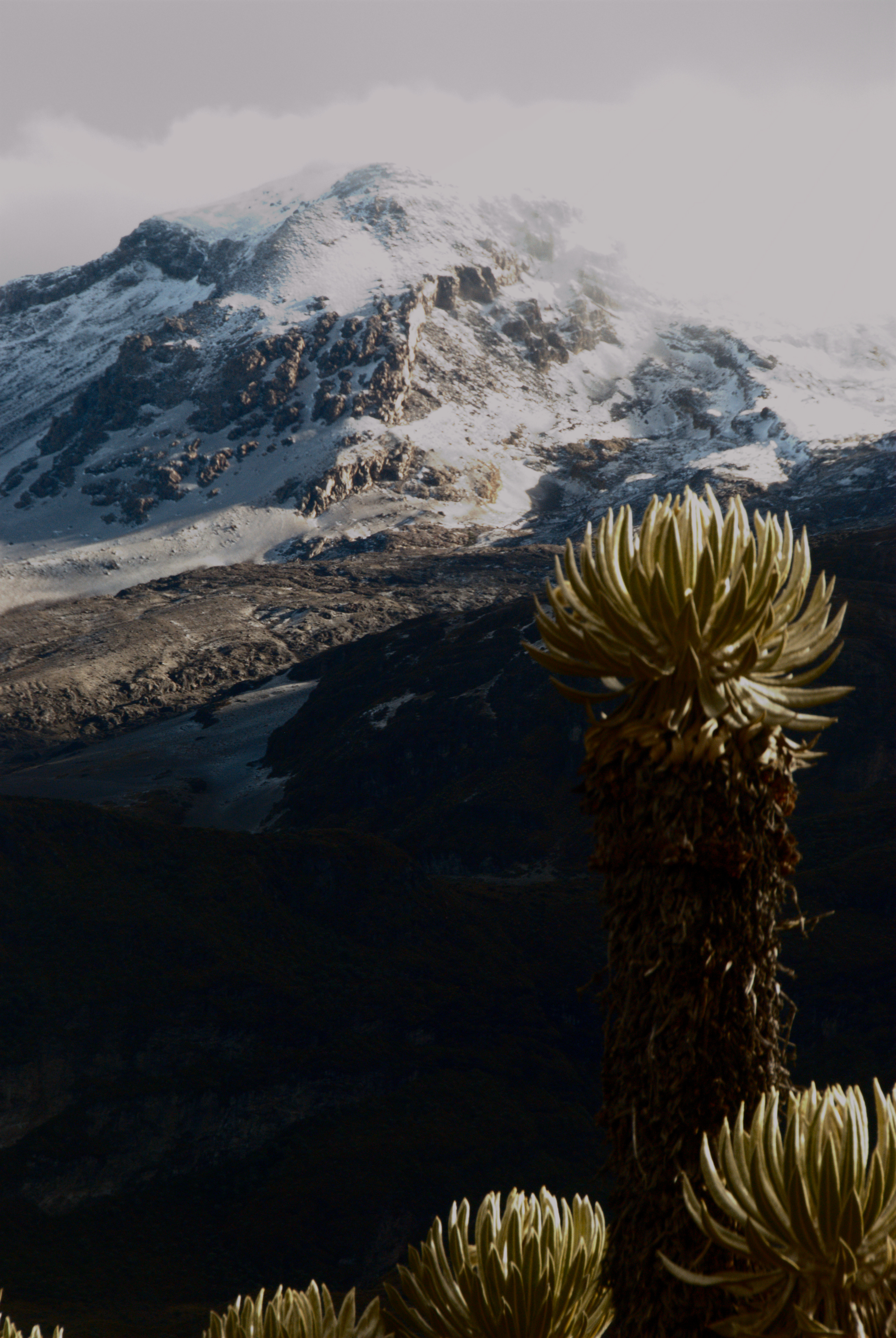
Nevado del Ruiz. En Colombie, la neige est sur les plus hauts sommets.
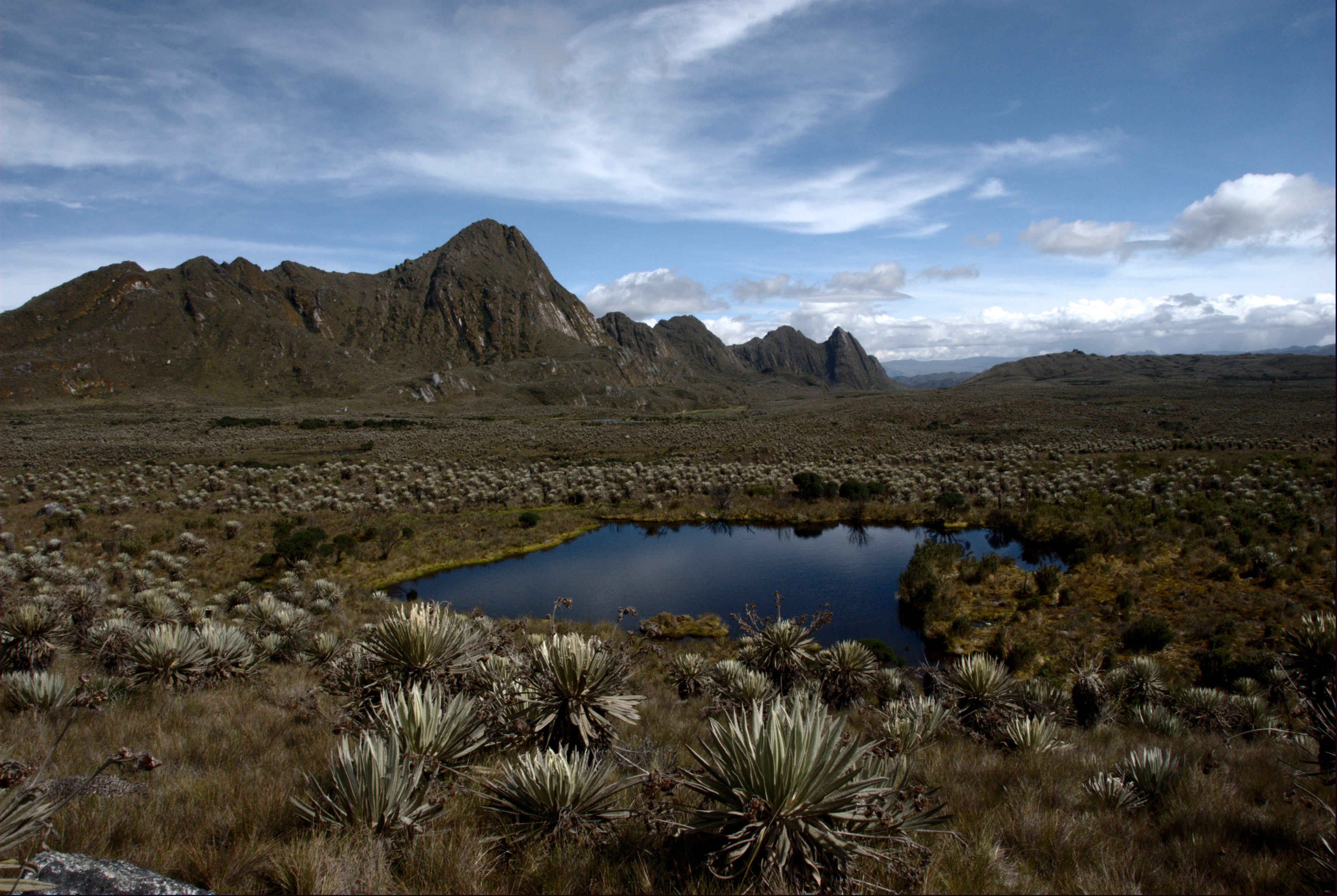
Climat froid Páramo en région andine.
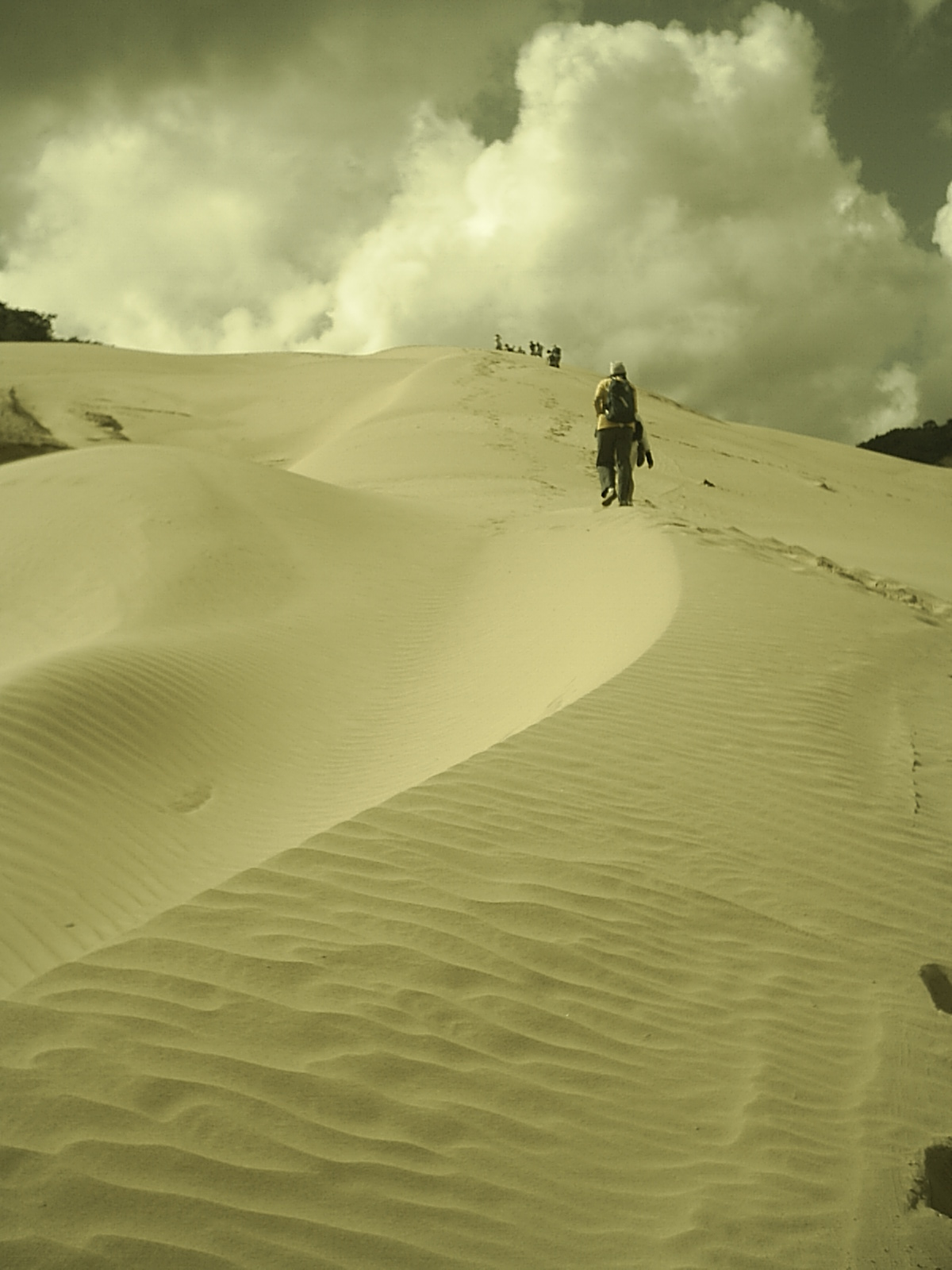
Désert de La Guajira.

#### Espèces

Parcs naturels nationaux de Colombie.

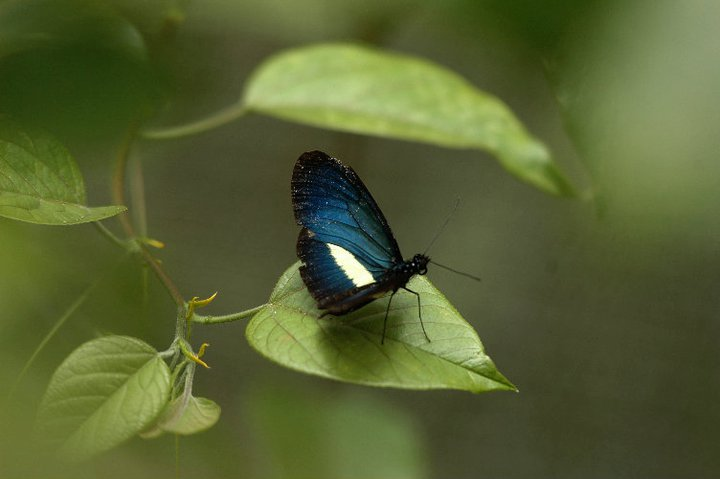
Papillon

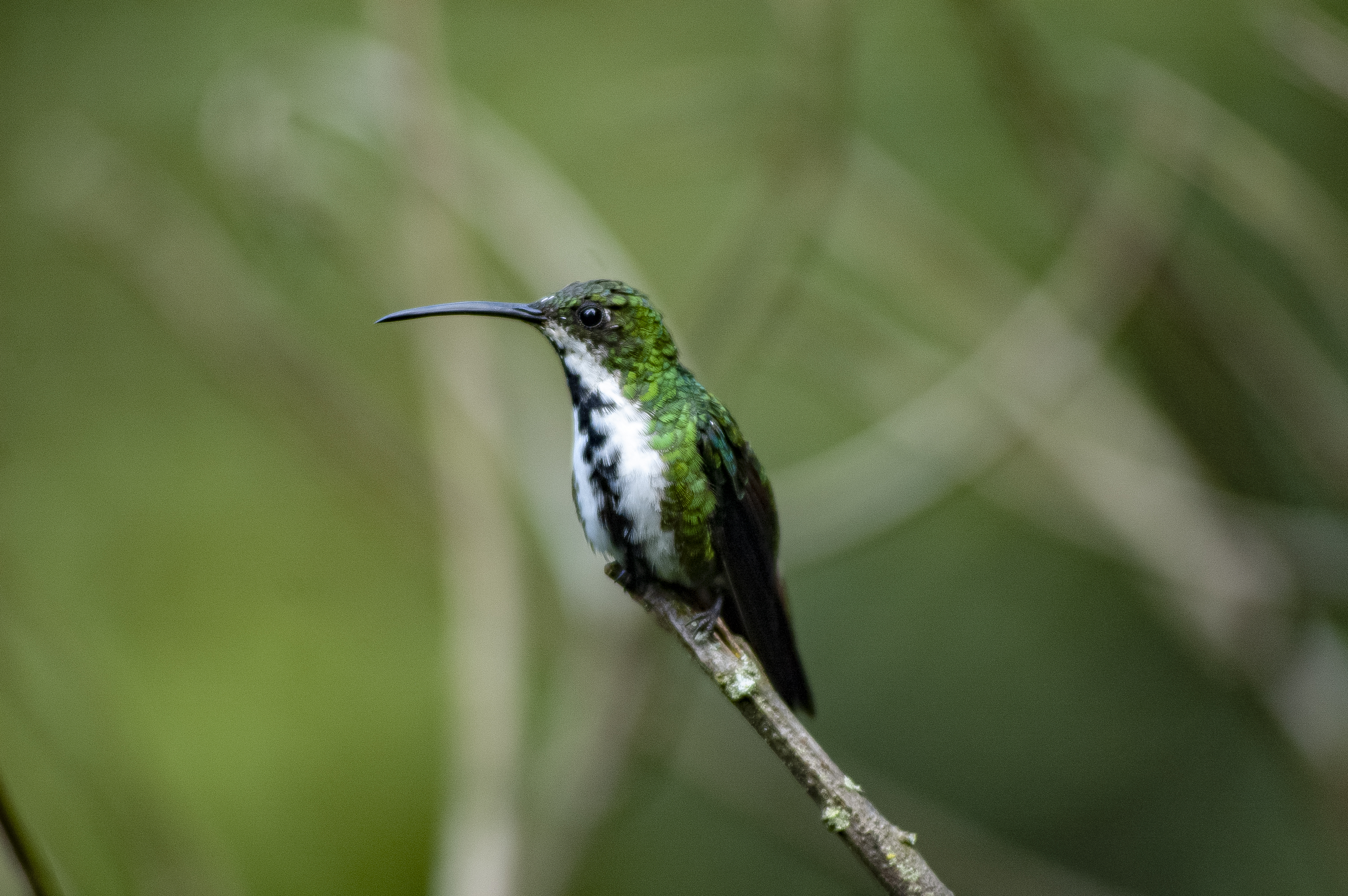
Mango à cravate noire	Anthracothorax nigricollis

La Colombie est l'un des pays les plus riches de la planète en matière de biodiversité, classée à ce titre de pays mégadivers en tant que deuxième pays le plus diversifié au monde. Avec ses deux côtes (Pacifique et Caraïbe), ses nombreuses montagnes, son climat varié, la diversité des biotopes est particulièrement vaste. La Colombie intègre notamment dans son territoire deux hotspots (points chauds de la biodiversité) : les Andes tropicales et l'ensemble Tumbes-Chocó-Magdalena, extrêmement riches et menacés,. On y trouve notamment 398 espèces de mammifères, 1 871 espèces d'oiseaux (c'est-à-dire plus que dans n'importe quel autre pays au monde) et pas moins de 754 espèces d'amphibiens. La diversité végétale est aussi immense, avec entre 40 000 et 45 000 espèces, soit près de 15 % de la flore mondiale.
Récemment, c'est au cœur des montagnes de Tacarcuna, au nord-ouest de la Colombie, qu'une équipe de scientifiques a découvert 10 nouvelles espèces d'amphibiens, parmi lesquelles on compte neuf espèces de grenouilles dont trois espèces de grenouilles dites « de verre » (Centrolenidae) à la peau quasiment transparente, un type de grenouille arlequin (Atelopus), deux types de grenouilles tropicales et une salamandre (Urodela). Entre 2000 et 2010, 56 nouvelles espèces d'oiseaux ont été découvertes dans le monde dont 7 en Colombie.
La Colombie compte 1 825 espèces d'oiseaux, soit 19 % des espèces mondiales et 60 % en Amérique du Sud. Cela représente plus que l'Europe et l'Amérique du Nord réunies. On y trouve plus de 3 000 familles de papillons (2e mondial), 15 % des espèces d'amphibiens (733 espèces) et 30 % des espèces de tortues au monde. Près de la moitié des orchidées se trouvent en Colombie, on compte plus de 3 500 espèces. En moyenne 17 nouvelles espèces sont découvertes chaque année. Selon une étude de WWF, la moitié des écosystèmes colombiens étudiés sont dans un état critique de détérioration ou menacés. La déforestation massive, et les exploitations non-réglementées de mines et de pétrole en seraient les causes essentielles. La détérioration des écosystèmes menace l'existence de plus d'un tiers des plantes de Colombie et de 50 % de ses animaux.
Près de la moitié du pays n'a pas encore été étudiée compte tenu des reliefs et des problèmes de sécurité, mais aussi faute de moyens, toutefois la situation évolue. La forêt tropicale est cependant menacée par la déforestation. Le problème continue de s'accentuer puisqu'en 2016, 178 000 hectares de forêts ont été perdus, soit une augmentation de 44 % en un an. Cette augmentation brutale s'expliquerait par la démobilisation des FARC qui interdisaient auparavant de couper les arbres en trop grand nombre dans les régions qu'ils contrôlaient. Au moins 37 personnes ont été assassinées en 2016 parce qu'elles protégeaient l’environnement.

#### Hydrographie

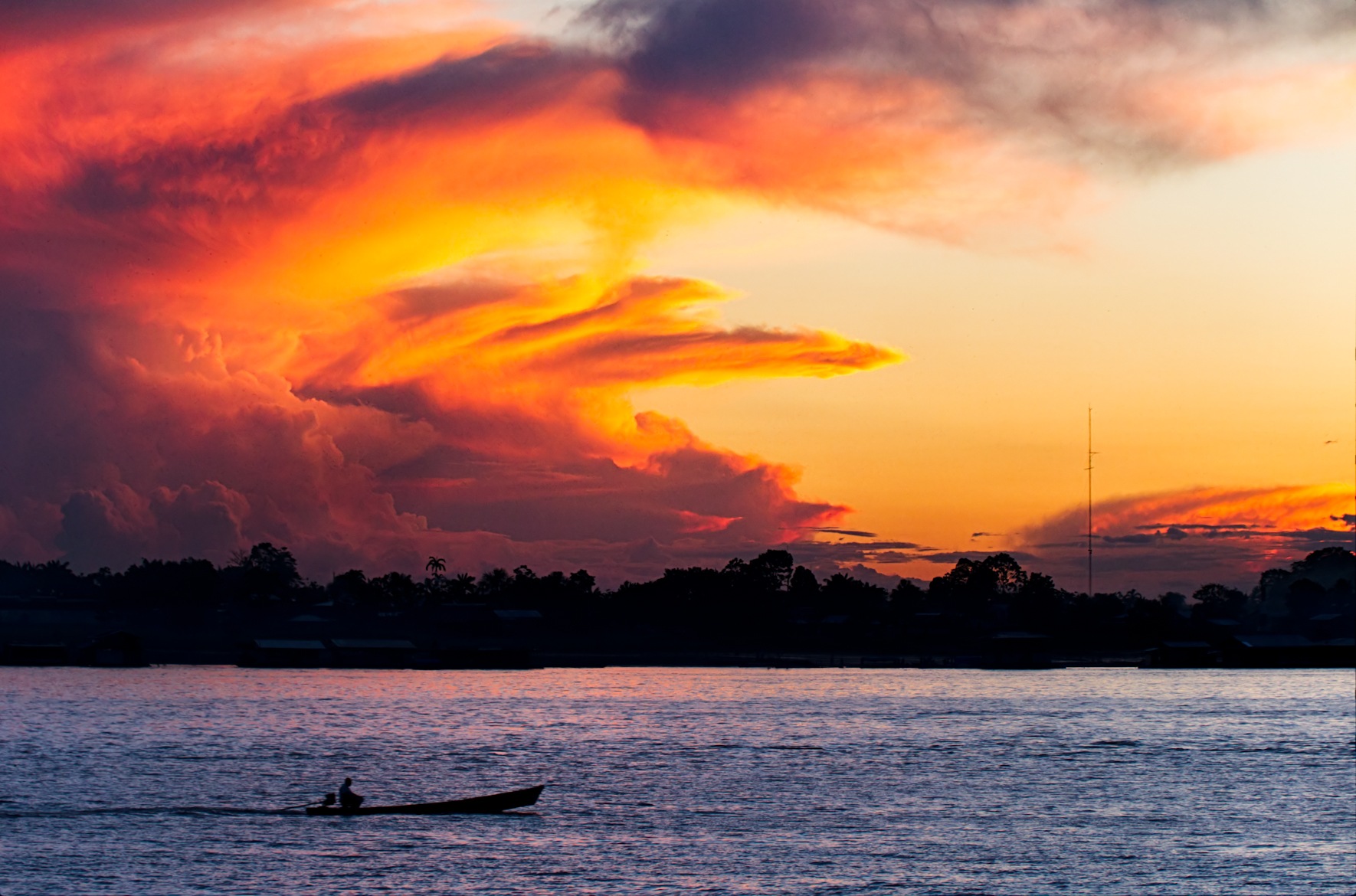
Río Amazone, près de Leticia.

La Colombie bénéficie de ressources hydriques importantes et diversifiées. Elle détient à elle seule 60 % des eaux d'Amérique latine. Le pays est en contact avec la mer des Caraïbes et l'océan Pacifique ainsi qu'avec de considérables complexes fluviaux, essentiellement l'Orénoque, l'Amazone et la région du Catatumbo, qui inclut le fleuve homonyme ainsi que d'autres cours d'eau se jetant dans le lac Maracaibo vénézuélien. Ses principaux fleuves sont le Caquetá, le Magdalena, le Cauca et l'Atrato,. Ces trois derniers fleuves ont la particularité, en Amérique du Sud, d'être dirigés du sud vers le nord. L'Atrato possède le plus grand débit des cours d'eau de Colombie.
La pluviométrie est très importante en Colombie. La région du Chocó est la deuxième région la plus pluvieuse au monde (13 294 mm/an, soit douze fois la pluviométrie moyenne en Allemagne).

#### Environnement

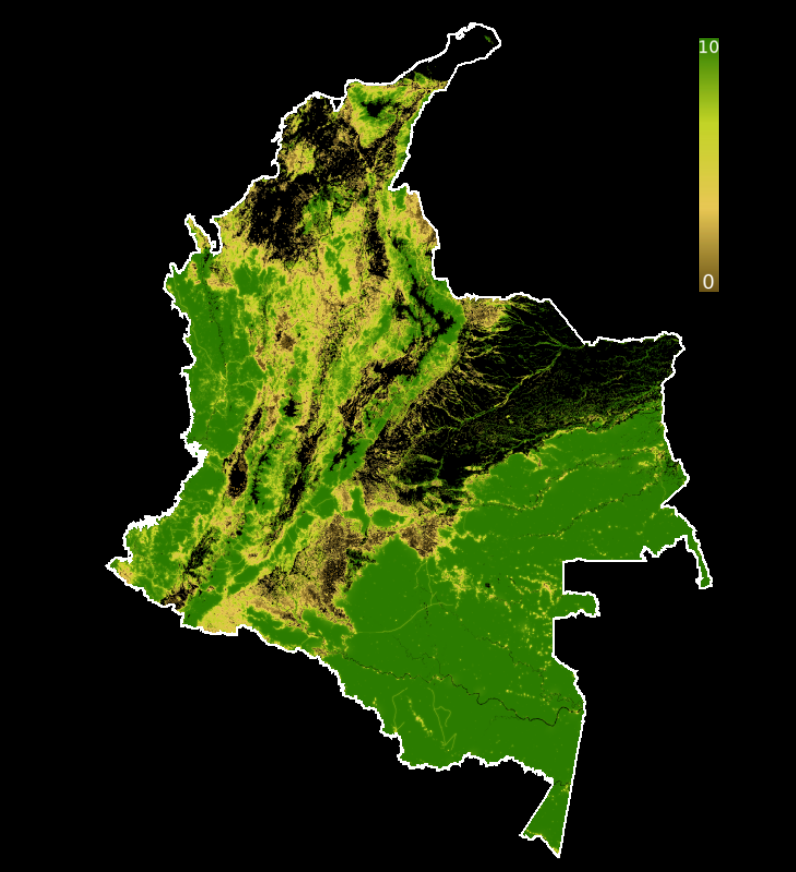
La Colombie avait un score moyen de l'Indice d'intégrité du paysage forestier 2019 de 8.26, le classant 25e sur 172 pays.

La pollution de l'air provoque au moins 17 500 décès chaque année en Colombie selon les données gouvernementales. La Colombie est le cinquième pays le plus pollué d'Amérique latine selon les données de Greenpeace (après le Mexique, le Chili, le Pérou et le Brésil).
Environ 25 % des zones humides de Colombie ont disparu ces dernières décennies, en conséquence principalement de l'activité minière, de la déforestation et de la pollution des cours d'eau. La signature des accords de paix en 2016 entre le gouvernement et la guérilla des FARC a eu pour conséquence inattendue de fortement accélérer la déforestation : elle a augmenté de 44 % entre 2016 et 2019. Depuis le désarmement des guérilleros, les entreprises du secteur industriel ont en effet accès à de nouveaux territoires.
Le gouvernement colombien prévoit, par son Plan national de développement 2018-2022, de relancer les marchés de l’or et du cuivre dans le pays. En outre, 161 nouveaux sites de forage pétrolier sont programmés pour 2022, soit quatre fois plus que les 46 existants en 2018. La fracturation hydraulique (fracking) est en cours de légalisation en 2019. Ce plan est largement décrié par les écologistes, qui le jugent dangereux pour l'environnement et le climat (au profit des énergies fossiles très émissives de gaz à effet de serre), et au service des multinationales étrangères (la part des bénéfices de l’extraction versée à l’État a chuté au taux de 0,4 % pour l’or et l’argent, et 3,27 % pour les mines de charbon à ciel ouvert). Ce plan menace en outre des communautés indigènes, dont les territoires et ressources sont à nouveau menacés (mi-2019 la route Panaméricaine est bloquée pendant plusieurs semaines par la mobilisation de milliers d'indigènes dans le département du Cauca).
La Colombie est le pays le plus dangereux au monde pour les militants écologistes, avec 64 assassinats de militants en 2019.

### Géographie administrative

Frontières de la Colombie.

#### Frontières terrestres
- 2 050 km avec le Venezuela
- 1 643 km avec le Brésil
- 1 496 km avec le Pérou
- 591 km avec l'Équateur
- 225 km avec le Panama

#### Frontières maritimes
- avec le Costa Rica
- avec l'Équateur
- avec Haïti
- avec le Honduras
- avec la Jamaïque
- avec le Nicaragua
- avec le Panama
- avec la République dominicaine
- avec le Venezuela

### Infrastructures et transports

#### Réseau routier

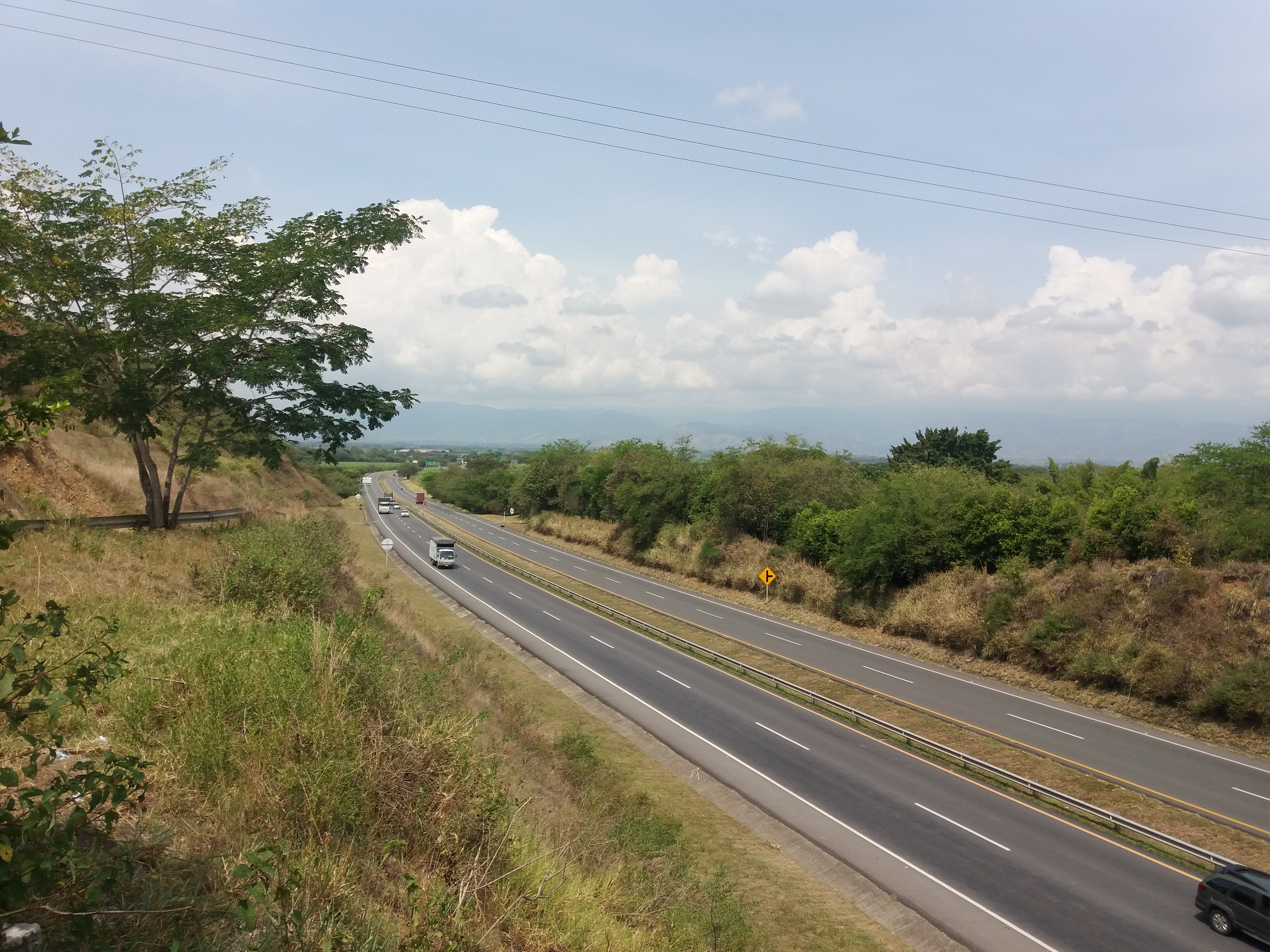
Il est prévu 2279 km d'autoroutes en 2014 en Colombie.

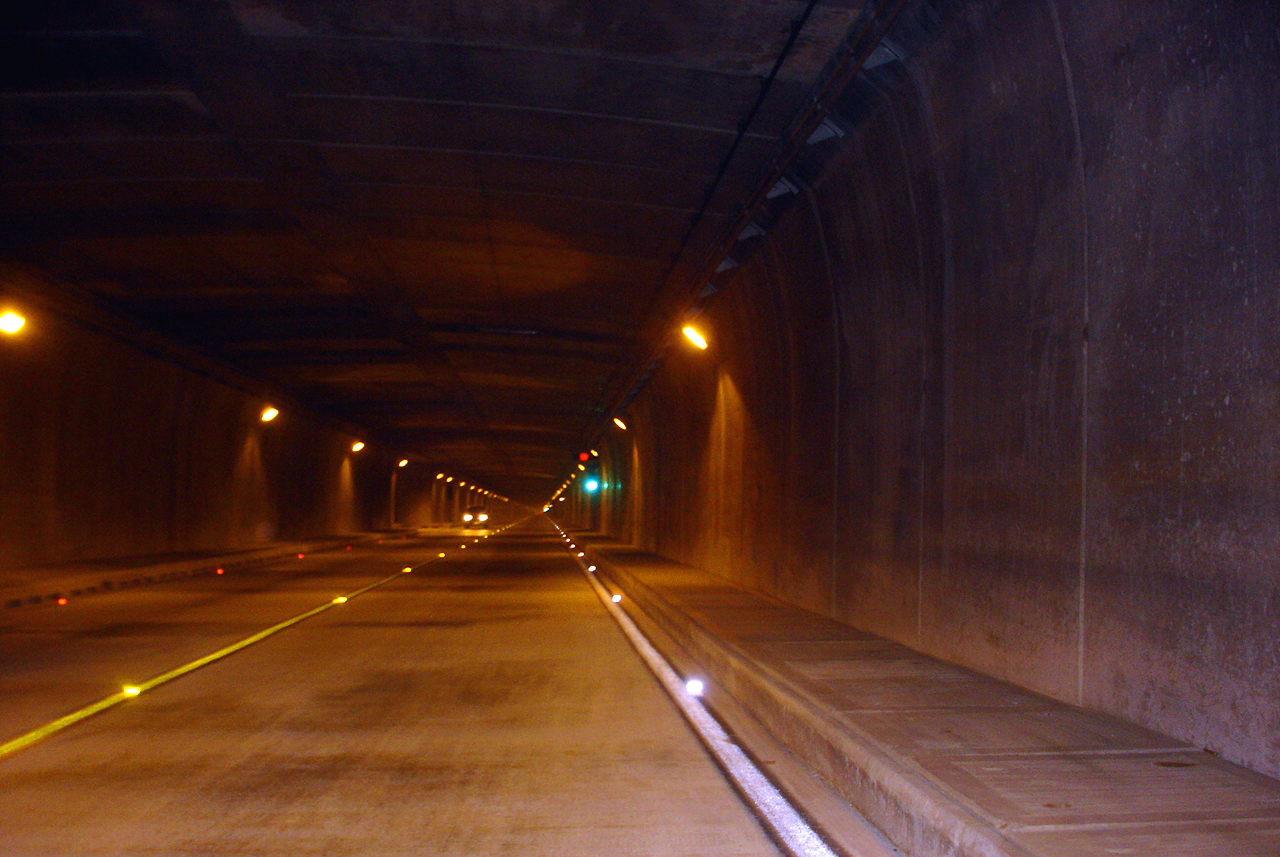
en Antioquia, le plus long tunnel d'Amérique latine.

La Colombie possède un réseau de routes nationales entretenues par l’Instituto Nacional de Vías (es) ou INVIAS (Institut National des Routes), agence gouvernementale sous la tutelle du Ministère des Transports. Les estimations de la longueur totale du réseau routier colombien en 2004 vont de 115 000 à 145 000 km, dont moins de 15 % sont goudronnés. Toutefois, d'après le rapport de 2005 du gouvernement colombien, le réseau routier totalise 163 000 km, 68 % étant goudronnés et en bon état. La route panaméricaine traverse la Colombie, connectant le pays avec le Venezuela à l'est et l'Équateur au sud.
Malgré de sérieux obstacles sur le terrain, près des trois quarts des marchandises sont transportées par la route, soit 105 251 tonnes en 2005.

#### Transport aérien

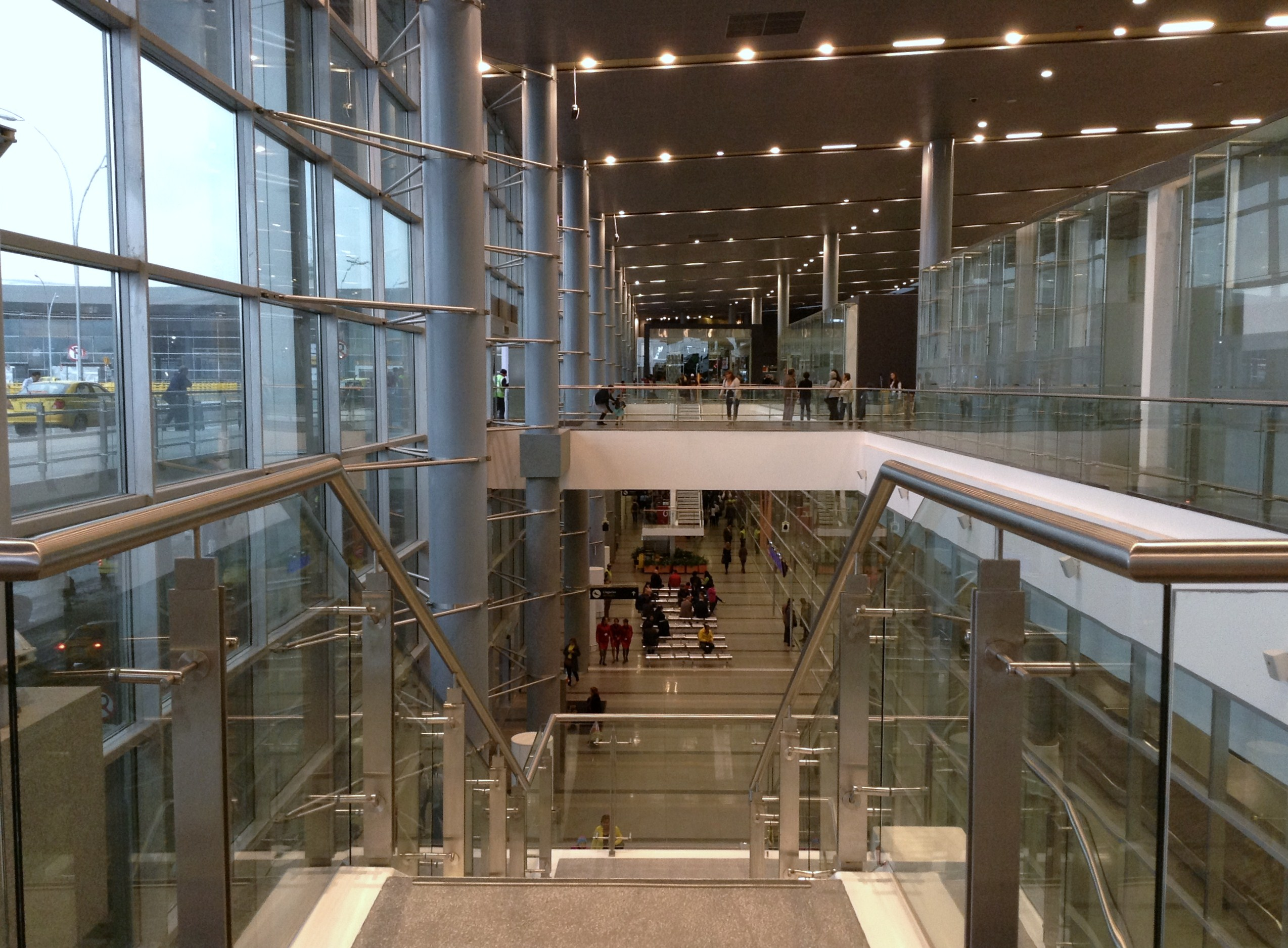
Entrée de l'aéroport international El Dorado de Bogota.

Les principaux aéroports de la Colombie sont l'aéroport international El Dorado à Bogota, l'aéroport international José-María-Córdova près de Medellín, l'aéroport international Alfonso-Bonilla-Aragón près de Cali, l'aéroport international Rafael-Núñez à Carthagène, l'aéroport international Ernesto-Cortissoz à Barranquilla, et l'aéroport international Matecaña à Pereira.
L'aéroport international El Dorado est le premier aéroport en Amérique latine pour le nombre de vols et le poids des marchandises transportées. Plusieurs compagnies aériennes nationales (Avianca, LATAM Colombia, AeroRepública, AIRES, SATENA (en) et EasyFly) et internationales (Air France, Iberia, American Airlines, Copa, Delta, Air Canada, Spirit, Lufthansa, Aerolíneas Argentinas, KLM Royal Dutch Airlines, AeroGal, TAME, TACA, JetBlue Airways, Turkish Airlines, Air Europa) opèrent à El Dorado ou ailleurs en Colombie. En raison de sa position centrale en Colombie et en Amérique, il est préféré par les fournisseurs nationaux de transport terrestre, ainsi que les prestataires de transport aérien nationaux et internationaux.

#### Transport ferroviaire
La Colombie possède 3 034 km de voies ferrées. Cependant, seuls 2 611 km sont encore utilisés. Le transport ferroviaire reste peu développé en Colombie. Le réseau ferré national, autrefois le principal mode de transport, a été réduit en faveur du développement du réseau routier et ne représente désormais qu'environ un quart du transport. Le transport de passagers a diminué à partir de 1992 et prend fin juste avant le début des années 2000. De courtes sections de voies, principalement celle de Bogota-Atlantique, sont utilisées pour transporter des marchandises, surtout de la houille, vers les ports des Caraïbes ou du Pacifique. Bien que le réseau national connecte sept des dix principales villes du pays, il est peu utilisé pour des raisons de sécurité (manque de maintenance) et aussi de la concurrence du transport routier. En 2005, un total de 27,5 millions de tonnes de marchandises ont été transportées par le rail.
La Chine et la Colombie discutent d'une alternative au canal de Panama, un « canal sec » de 200 km assurant la liaison ferroviaire entre le Pacifique et une nouvelle ville près de Carthagène des Indes. La Chine est le deuxième partenaire commercial de la Colombie après les États-Unis et un canal sec pourrait faire de la Colombie un carrefour où les marchandises chinoises importées seraient assemblées pour la réexportation en Amérique tandis que les matières premières colombiennes seraient expédiées en Chine.

#### Transports maritimes et fluviaux

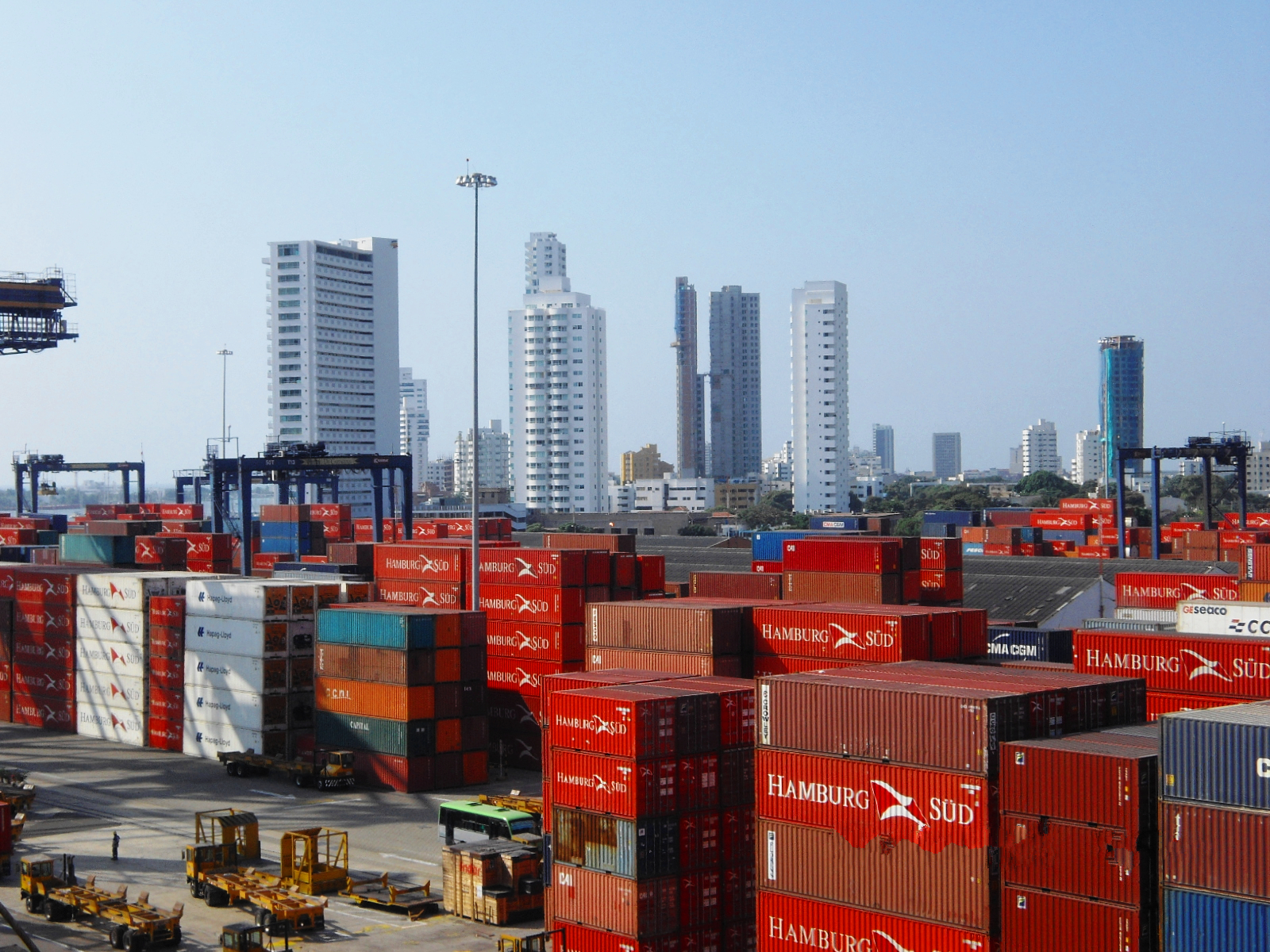
Port de Carthagène des Indes.

Les ports représentent 80 % du fret international. En 2005, un total de 105 251 tonnes de marchandises furent transportées par mer. Les terminaux portuaires les plus importants de Colombie sont Coveñas, Carthagène des Indes, Barranquilla et Santa Marta sur la côte caraïbe et Buenaventura (1er port de Colombie) et Tumaco sur la côte pacifique.

#### Transports urbains

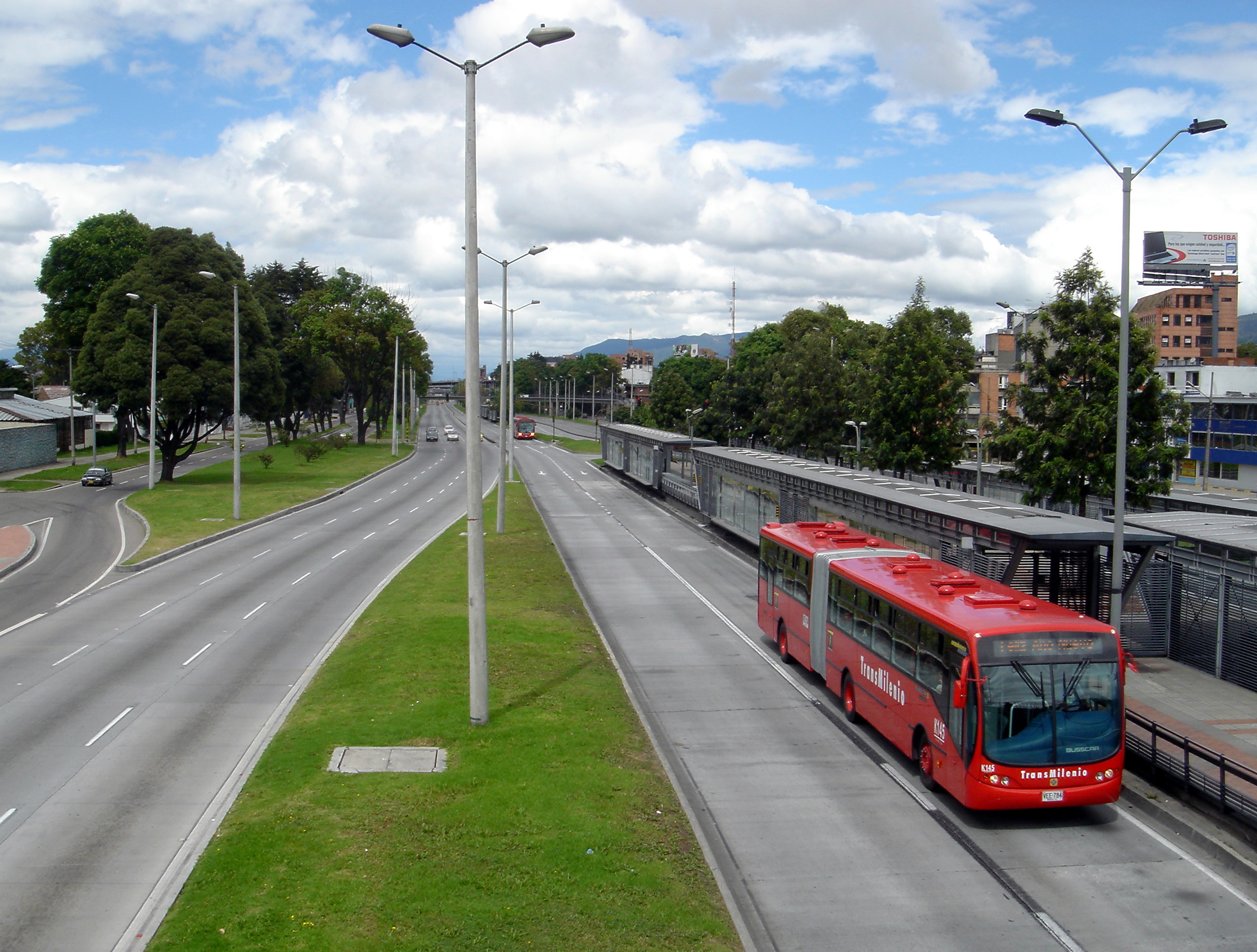
Bus du TransMilenio à Bogota.

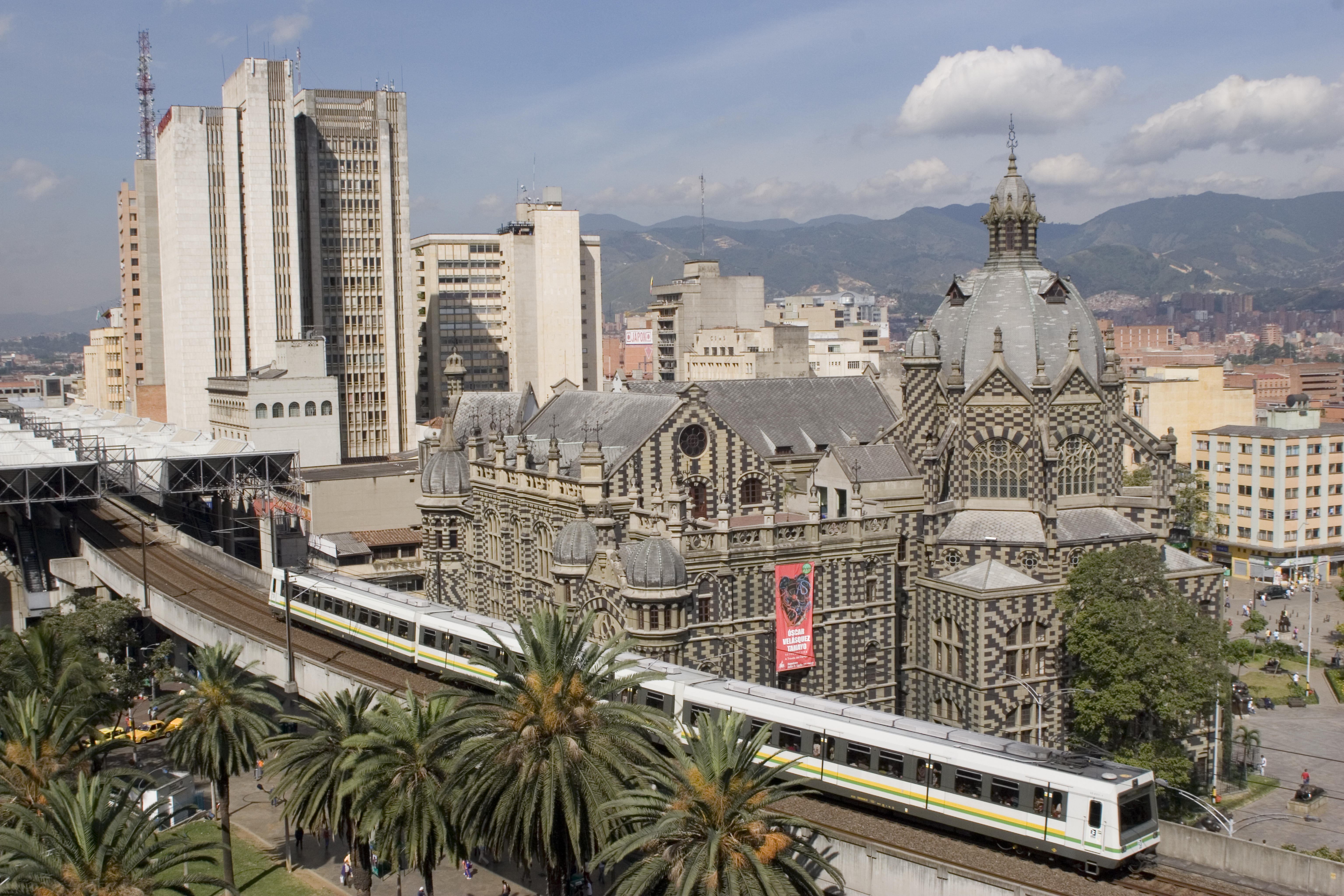
Métro de Medellín.

Certaines villes colombiennes ont adopté des systèmes intégrés de transport de masse. C'est notamment le cas de Bogota et Medellín ; ce type de système de transports urbains tend à se répandre dans d'autres grandes villes colombiennes.
La congestion du trafic à Bogota est considérablement exacerbée par le manque de transport ferroviaire. Toutefois, ce problème a été quelque peu atténué par le développement du réseau d'autobus rapides TransMilenio. Le système de Bogota se compose de bus et minibus gérés par le secteur tant privé que public.
Depuis 1995, Medellín a un chemin de fer urbain connu sous le nom métro de Medellín, qui se connecte à la plus grande partie de la région métropolitaine de Medellín. Un système de voiture à câble, le Metrocable, a été ajouté en 2004 pour relier certains des quartiers les plus pauvres de Medellín au métro de Medellín. À la fin de 2011, un système de bus articulés, appelé Metroplús (es), a commencé à fonctionner à Medellín.
D'autres villes ont aussi mis en place des systèmes de transport de masse. Un système de transport rapide par autobus appelé Transmetro, semblable au TransMilenio de Bogota, a commencé à fonctionner à Barranquilla fin 2007. À Pereira, le Megabus a été inauguré en 2006. À Bucaramanga, le système de transit de masse appelé Metrolinea a ouvert ses portes en 2009. Dans la ville de Carthagène, un système semblable appelé Transcaribe a été récemment mis en opération. Ces projets ont permis la rénovation urbaine de la plupart des villes du pays. Dans d'autres villes très développées telles que Cali a été construit un système de bus articulés qui ont changé le visage de la ville. En 2013, un système de téléphérique moderne est entré en vigueur à Cali.

## Économie

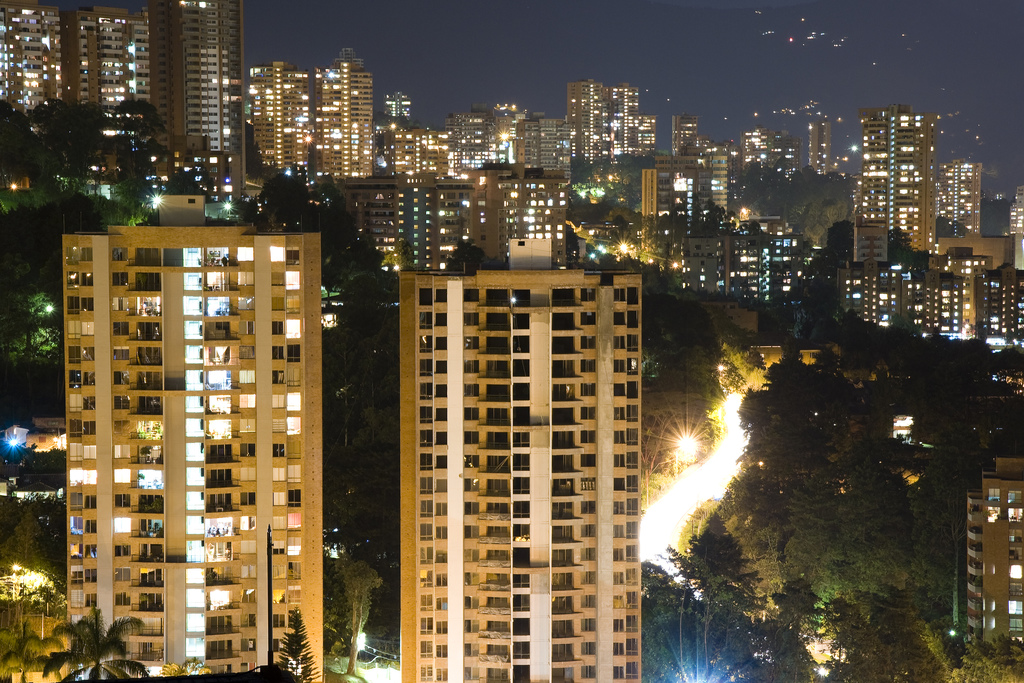
Medellín est la deuxième ville la plus peuplée de la Colombie.

### Généralités
En dépit des difficultés présentées par le grave conflit armé interne, l'économie colombienne n'a cessé de croître dans la dernière partie du XXe siècle, avec un produit intérieur brut (PIB) augmentant en moyenne de plus de 4 % par an entre 1970 et 1998. Le pays a connu une récession en 1999 (la première année complète de croissance négative depuis la Grande Dépression), et la reprise après cette récession a été longue et douloureuse. Depuis 2002, la croissance est forte (en moyenne 5 %), et le chômage en recul (10 % en 2007 contre le double en 1999). La capitale, Bogota, est le principal centre économique et financier du pays avec un PIB représentant 55 % du PIB national en 2011.
Selon les estimations du Fonds monétaire international, le PIB de la Colombie était en 2013 de 380 milliards de dollars (31e au monde et 3e en Amérique du Sud). Corrigé en parité de pouvoir d'achat, le PIB par habitant s'élevait à 7 831 $, plaçant la Colombie 81e dans le monde. En 2014, le PIB de la Colombie était de 378 milliards de dollars et le PIB par habitant s'élevait à 7 928 dollarsLa richesse est cependant mal répartie, puisque avec un indice de Gini d'environ 0,̟6, la Colombie fait partie des sociétés les plus inégalitaires du monde[réf. nécessaire]. Ainsi, selon la Banque mondiale, en 2010, les 20 % les plus riches de la population possédaient 60,2 % de la richesse et les 20 % les plus pauvres seulement 3 %, et 15,8 % des Colombiens vivaient avec moins de 2 dollars par jour,. En 2021, plus de 54 % des familles colombiennes sont en situation d’insécurité alimentaire et plus de 560 000 enfants de moins de cinq ans souffrent de sous-nutrition chronique.
La durée légale du travail est de 48 heures par semaine. L'économie informelle englobe toutefois près de la moitié des travailleurs auxquels ne s'applique donc pas le droit du travail.
La classe moyenne représente 25 % de la population en 2020 selon une enquête du quotidien El Tiempo. Les données officielles indiquent que 42,5 % de la population vit sous le seuil de pauvreté. L'ascenseur social est un des plus lents au monde puisqu'il faut en moyenne onze générations à une famille pour sortir de la pauvreté.
En 2024, la Colombie est classée en 61e position pour l'indice mondial de l'innovation.
Historiquement, la Colombie a une économie agraire, puis s'est rapidement urbanisée au XXe siècle, à la fin duquel 22,7 % de la population active travaillait encore dans l'agriculture, générant à peine 11,5 % du PIB. 18,7 % de la population active est employée dans l'industrie et 58,5 % dans les services, responsables respectivement de 36 % et 52,5 % du PIB. La Colombie est riche en ressources naturelles, et parmi ses principales exportations on trouve : le pétrole, le charbon, le café et d'autres produits agricoles ainsi que de l'or. Entre 2011 et 2016, la Colombie a confirmé sa troisième place au palmarès des quinze plus grands producteurs mondiaux de café, avec une récolte en hausse de plus de 70 %.
La Colombie est reconnue comme la principale source mondiale d'émeraudes, tandis que plus de 70 % de la floriculture importée par les États-Unis est colombienne. Les principaux partenaires commerciaux sont les États-Unis (l'accord de libre-échange entre la Colombie et les États-Unis a été approuvé le 11 octobre 2011 par le Congrès des États-Unis et est entré en vigueur le 15 mai 2012), l'Union européenne, le Venezuela et la Chine.Toutes les importations, les exportations et l'ensemble de la balance commerciale sont à des niveaux records, et l'afflux de dollars d'exportation a entraîné une réévaluation substantielle du peso colombien.
En décembre 2012, un accord de libre-échange entre l'UE, le Pérou et la Colombie sera soumis au Parlement européen pour ratification. Les organisations environnementales comme Sauvons la forêt critiquent le fait que l'accord n'ait pas imposé des normes et des contraintes environnementales et se réfèrent à un rapport publié par l'Union européenne stipulant que, dans les circonstances actuelles, l'accord de libre-échange mettrait en danger la qualité de l'eau et de la biodiversité dans les deux pays, et lui reprochent aussi de promouvoir la destruction des écosystèmes fragiles.
Les investissements ont grimpé, passant de 15 % du PIB en 2002 à 26 % en 2008. Cependant, le taux de chômage à 12 % et le taux de pauvreté à 46 % en 2009 sont supérieurs à la moyenne régionale.
L'économie informelle est estimée à 47 % en 2020. Il n'existe pas d'État-providence en Colombie, celle-ci ne possédant presque aucun système d'assurance-chômage, de retraite ou de maladie. Ainsi, seul un million de personnes âgées bénéficie d'une retraite (et cinq millions en sont privées) et les aides sociales sont très faibles. Beaucoup de septuagénaires et d'octogénaires sont ainsi contraints de continuer de travailler ou de mendier. Le pays serait le plus inégalitaire de l'Organisation pour la coopération et le développement économiques (OCDE).
Le système fiscal est l'une des causes des pronfondes inégalités sociales en Colombie. L'impôt sur le revenus (l’IRPP) est peu progressif (la quasi-totalité des contribuables assujettis le paient à un taux entre 19% et 28%, et ce taux progresse ensuite peu) et est prélevé essentiellement sur les salaires, les autres catégories de revenus étant largement sous-déclarées. La redistribution opérée par le système fiscal colombien est ainsi la plus faible d’Amérique latine, où elle est pourtant en moyenne très limitée.
Les plus importantes entreprises de Colombie sont les suivantes :
- Ecopetrol : la quatrième plus grande compagnie pétrolière d'Amérique latine.
- Grupo Sura (es) (« Grupo de Inversiones Suramericana ») : la plus importante société de gestion de retraite en Amérique latine.
- Avianca : la troisième compagnie aérienne en Amérique latine.
- Coomeva : la troisième plus grande coopérative d'Amérique latine.
- Grupo Aval (« Grupo Aval Acciones y Valores ») : Une holding regroupant notamment des activités financières, bancaires, de télécommunications et immobilières. Elle est détenue par Luis Carlos Sarmiento Angulo (es), l'homme le plus riche de Colombie.

### Investissements étrangers

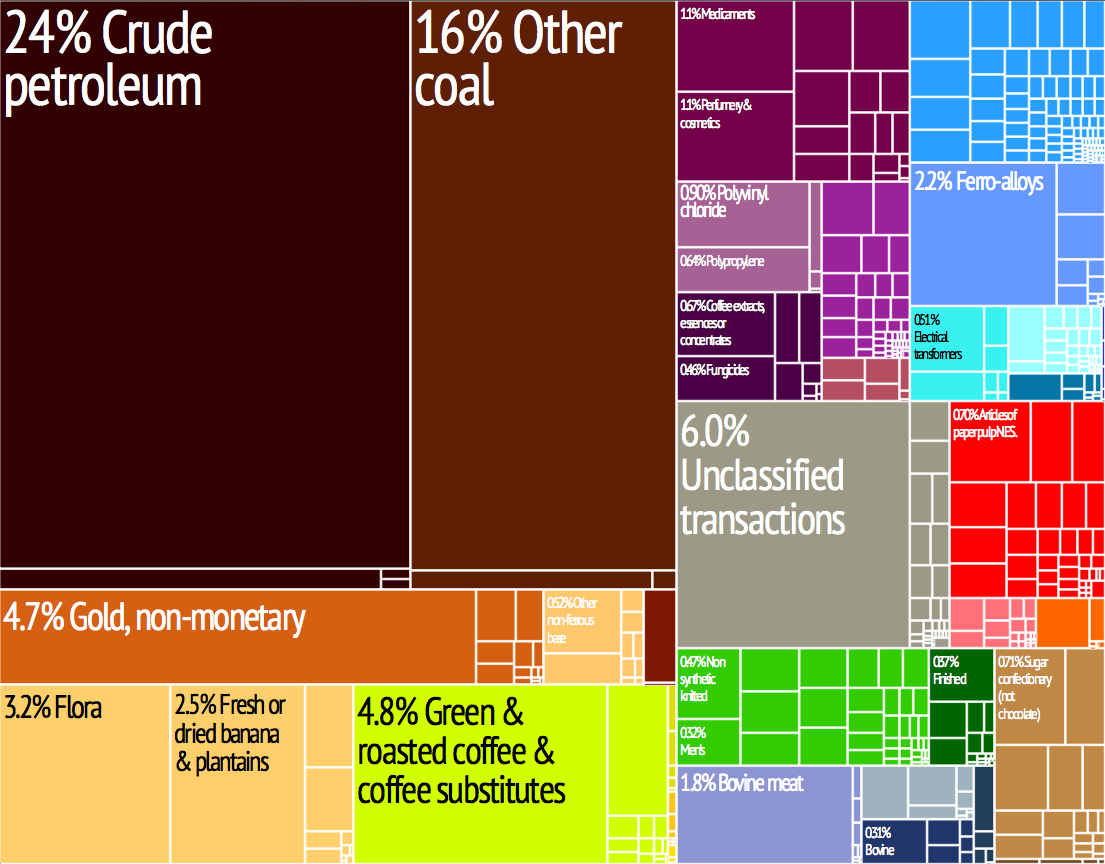
Représentation graphique des exportations de produits de la Colombie dans 28 catégories à code couleur.

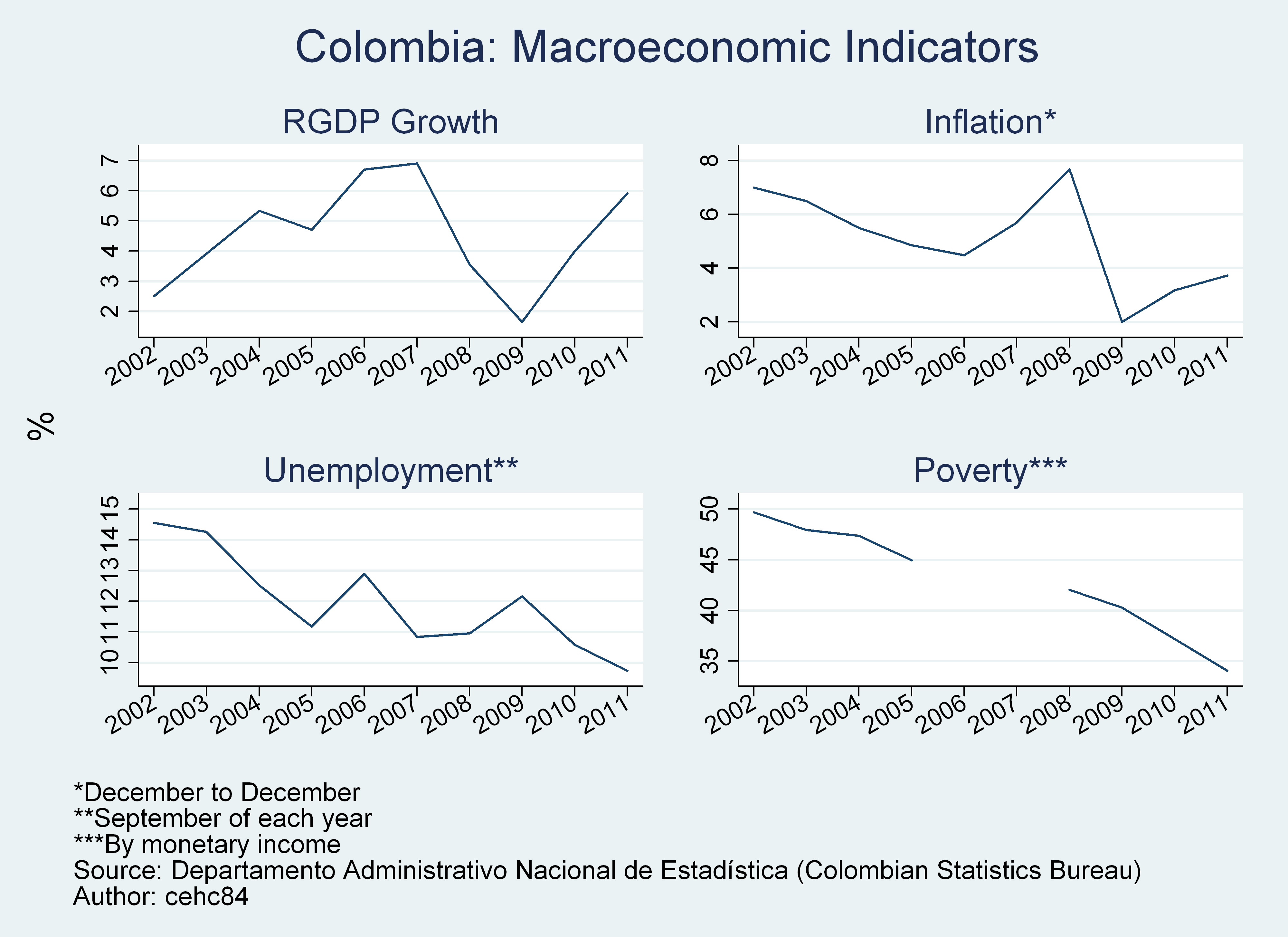
Colombie - Indicateurs macroéconomiques 2002-2011.

En 1990, pour attirer les investisseurs étrangers et promouvoir le commerce, une expérience du Fonds monétaire international connue sous le nom de La Apertura a été adoptée par le gouvernement comme une stratégie de libre-échange. Bien que l'analyse des résultats ne soit pas claire, le fait est que le secteur agricole a été durement touché par cette politique.
En 1991 et 1992, le gouvernement a adopté des lois visant à stimuler l'investissement étranger dans presque tous les secteurs de l'économie. Les seules activités fermées à l'investissement direct à l'étranger sont la défense et la sécurité nationale, l'élimination des déchets dangereux et l'immobilier, la dernière de ces restrictions étant destinée à empêcher le blanchiment d'argent. La Colombie crée une unité spéciale, l'entité CoInvertir, pour aider les étrangers à investir dans le pays. Les flux d'investissements étrangers en 1999 ont été de 4,4 milliards de dollars, soit inférieurs aux 4,8 milliards de dollars en 1998. Les investissements en cours les plus importants incluent les 6 billions $ pour le développement des champs pétrolifères de Cusiana et Cupiagua, les mines de charbon dans le nord du pays et les récentes licences conclues pour le développement des services relatifs au téléphone cellulaire. Les États-Unis comptaient pour 26,5 % du total des 19,4 billions $ d'investissements directs non pétroliers en Colombie à la fin de l'année 1998.
Le 21 octobre 1995, dans le cadre de l'International Emergency Economic Powers Act (IEEPA), le président Bill Clinton a signé un décret interdisant aux entités américaines toutes opérations commerciales ou financières avec quatre barons de la drogue colombienne et avec des individus et des entreprises liés à la circulation de stupéfiants, tels que désignés par le Secrétaire au Trésor, en consultation avec le Secrétaire d'État et le procureur général. La liste des personnes et des entreprises désignées est modifiée périodiquement ; elle est gérée par l'Office of Foreign Assets Control du département du Trésor.
La Colombie est le 5e marché d'exportation des États-Unis en Amérique latine, après le Mexique, le Brésil, le Venezuela et l'Argentine, et le 26e marché d'exportation de produits américains à travers le monde. Les États-Unis sont le principal partenaire commercial de la Colombie, avec des échanges bilatéraux entre novembre 1999 et novembre 2000 de plus de 9,5 milliards de dollars - 3,5 milliards de dollars d'exportations américaines et 6 milliards de dollars d'importations américaines -. La Colombie profite de l'entrée en franchise pour une période de 10 ans, jusqu'en 2001, pour certaines de ses exportations vers les États-Unis en vertu de la Loi sur les préférences commerciales en faveur des Andes. La Colombie progresse en ce qui concerne la protection des droits de propriété intellectuelle grâce à l'adoption de trois décisions du Pacte andin en 1993 et 1994, mais les États-Unis demeurent préoccupés par quelques lacunes en matière d'application de la réglementation sur les brevets et la protection du droit d'auteur.
Les industries du pétrole, du gaz naturel, du minerai de charbon et de la chimie, entre autres, suscitent l'intérêt majeur des investissements américains. Ils ont représenté 37,8 % (4,2 milliards de dollars) du montant total de 11,2 milliards d'investissements directs étrangers à la fin de 1997, le pétrole et les investissements de portefeuille exclus. Les droits et avantages des travailleurs dans les secteurs où l'État est investi sont plus favorables que les conditions générales de travail dans les autres secteurs, par exemple un nombre d'heures de travail inférieur à la moyenne, des salaires plus élevés et une conformité aux normes de santé et de sécurité au-dessus de la moyenne nationale.

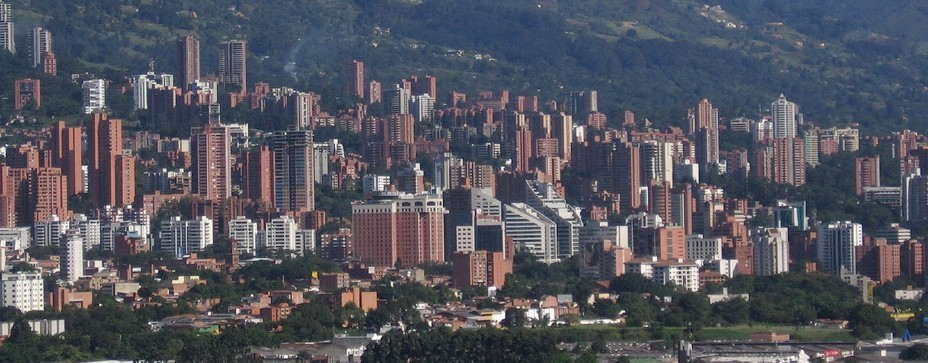
El Poblado à Medellín, un quartier du sud, est l'un des plus importants centres urbains et économiques de la Colombie.

### Mines et énergie

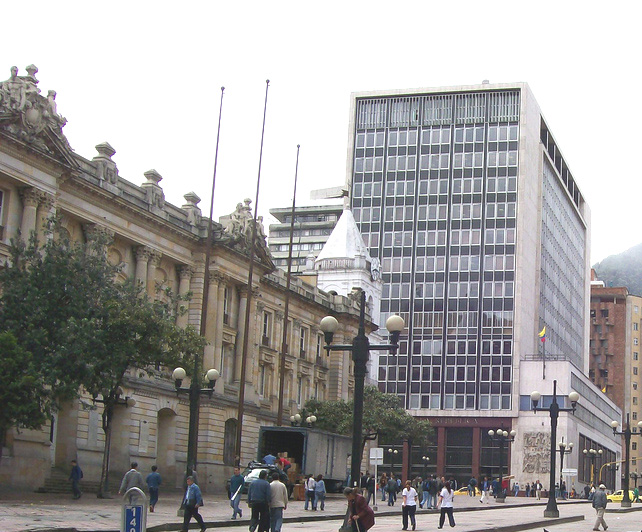
Siège de la Banque de la république de Colombie.

La Colombie est bien dotée en minerais et en ressources énergétiques. Elle possède les plus grandes réserves de charbon d'Amérique latine, et son potentiel hydroélectrique est le deuxième derrière celui du Brésil. Les estimations de réserves pétrolières étaient estimées en 1995 à 3,1 millions de barils. Elle possède d'importantes quantités de nickel, d'or, d'argent, de platine et d'émeraudes.
La découverte de réserves pétrolières d'un volume de 2 millions de barils de haute qualité dans les champs de Cusiana et Cupiagua, à environ 200 km à l'est de Bogota, a permis à la Colombie de devenir un exportateur de pétrole depuis 1986. Le pipeline transandin transporte du pétrole d'Orito dans le département de Putumayo pour le port du Pacifique Tumaco dans le département de Nariño. En 2010, la production totale moyenne avoisinait les 970 000 barils par jour dont 403 510 barils étaient exportés quotidiennement. Le gouvernement Pastrana a considérablement libéralisé la politique d'investissement du pétrole, ce qui a conduit à une augmentation des activités d'exploration. La capacité de raffinage ne peut pas satisfaire la demande intérieure, de sorte que certains produits raffinés, en particulier l'essence, doivent être importés. Les plans pour la construction d'une nouvelle raffinerie sont en cours de développement.
Alors que la Colombie a un vaste potentiel hydroélectrique, une sécheresse prolongée en 1992 a imposé un sévère rationnement de l'électricité dans tout le pays jusqu'à la mi-1993 (es). Les conséquences de la sécheresse sur la capacité de production d'électricité ont amené le gouvernement à ordonner la construction ou l'amélioration de 10 centrales thermoélectriques. La moitié sera alimentée au charbon, et l'autre moitié par gaz naturel. Le gouvernement a commencé à lancer des appels d'offres pour la construction d'un système de gazoducs s'étendant des champs de gaz du pays à ses grands centres de population. Les plans prévoient que ce projet rendra le gaz naturel accessible à des millions de ménages colombiens d'ici le milieu de la prochaine décennie.
Le pétrole et le charbon représentent en 2021 46 % des exportations de biens.

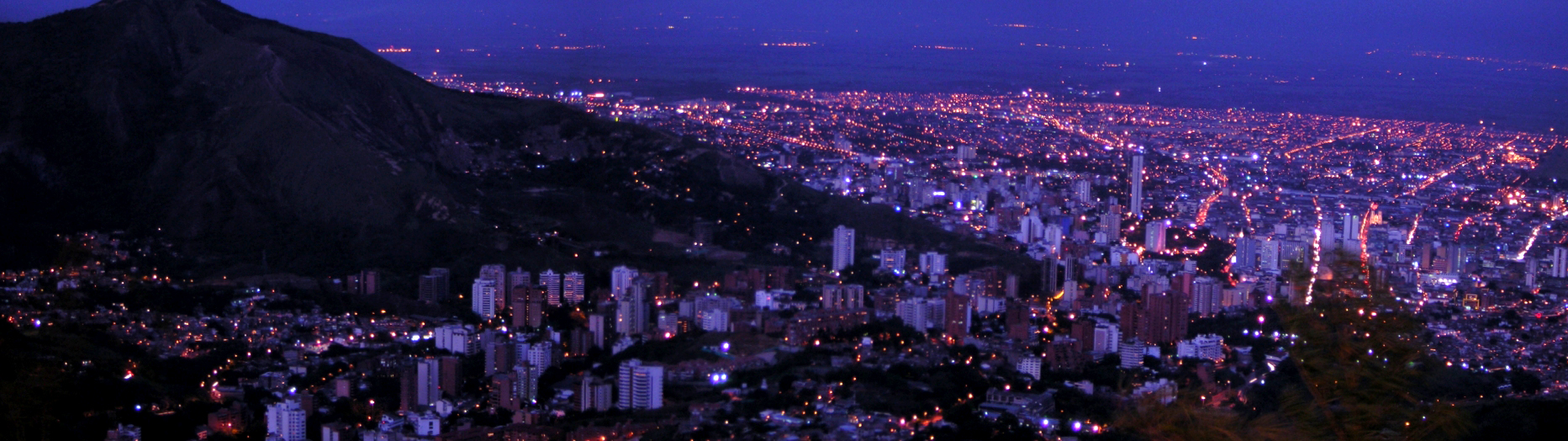
Cali, la principale ville dans l'ouest de la Colombie.

### Tourisme

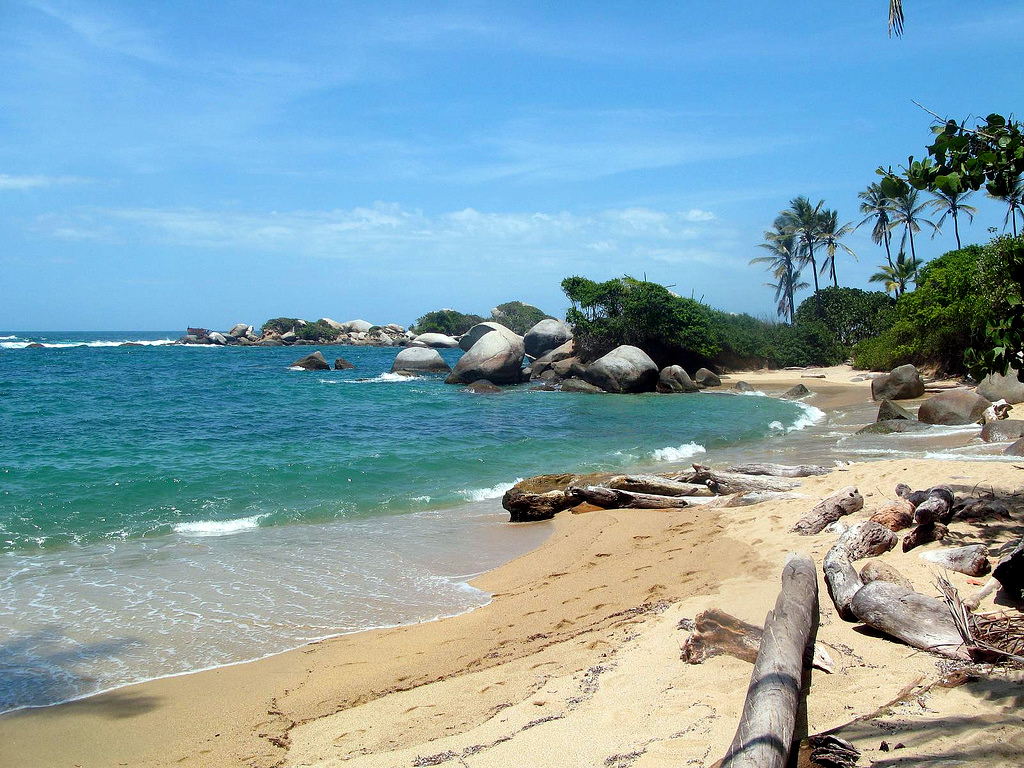
Plage dans le parc national naturel de Tayrona, l'une des principales destinations écotouristiques.

Pendant de nombreuses années, le conflit armé interne a dissuadé les touristes de visiter la Colombie, les agences de voyages mettant en garde les touristes projetant de visiter ce pays. Toutefois, ces dernières années, le nombre de visiteurs a fortement augmenté grâce aux améliorations apportées à la sécurité résultant de la politique de sécurité démocratique du président Álvaro Uribe, qui a notamment consisté en une augmentation significative de la force militaire et de la présence policière dans tout le pays et a éloigné les groupes rebelles des grandes villes, des routes et sites touristiques susceptibles d'attirer des visiteurs internationaux. Les visites de touristes étrangers ont progressé de 0,5 million en 2003 à 1,3 million en 2007, tandis que Lonely Planet présentait la Colombie comme l'une de ses dix premières destinations mondiales pour 2006.
En 2010, le tourisme en Colombie a augmenté de 11 %, selon l'UNWTO Tourism Highlights de cette année-là. En 2010, la Colombie a reçu 1,4 million de visiteurs étrangers, selon les statistiques officielles. En novembre 2010, l'U.S. State Department pour le pays a déclaré que les conditions de sécurité s'étaient considérablement améliorées ces dernières années et que les enlèvements avaient été sensiblement réduits, mais a mis en garde les voyageurs contre les menaces persistantes de terrorisme et les dangers de la criminalité de droit commun, y compris les prises d'otages. La hausse des taux d'homicides à Medellín et Carthagène étant mise en évidence, des citoyens américains ont été invités à voyager d'une ville à l'autre par la voie des airs plutôt que d'utiliser les transports terrestres.

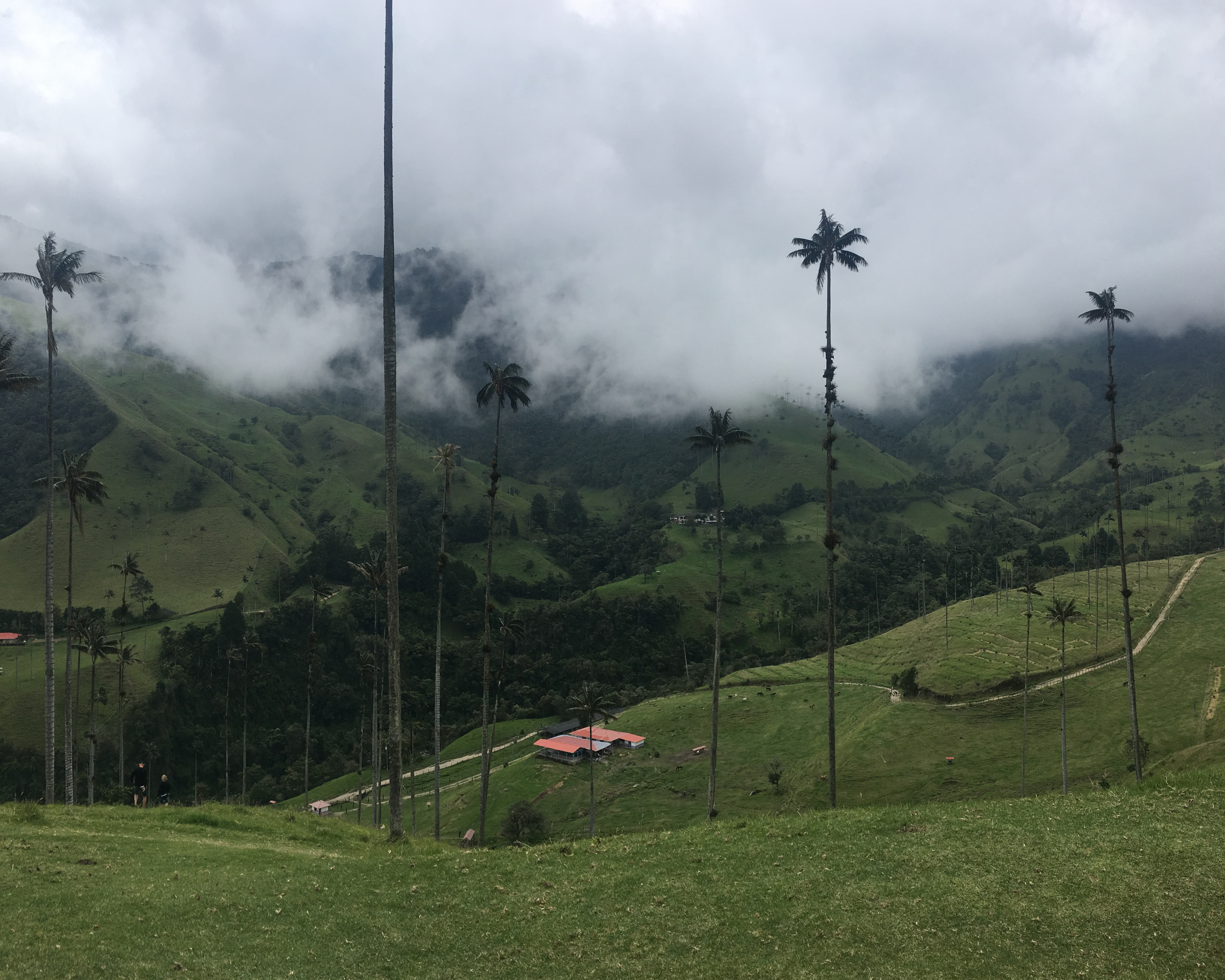
Valle del Cocora, Salento

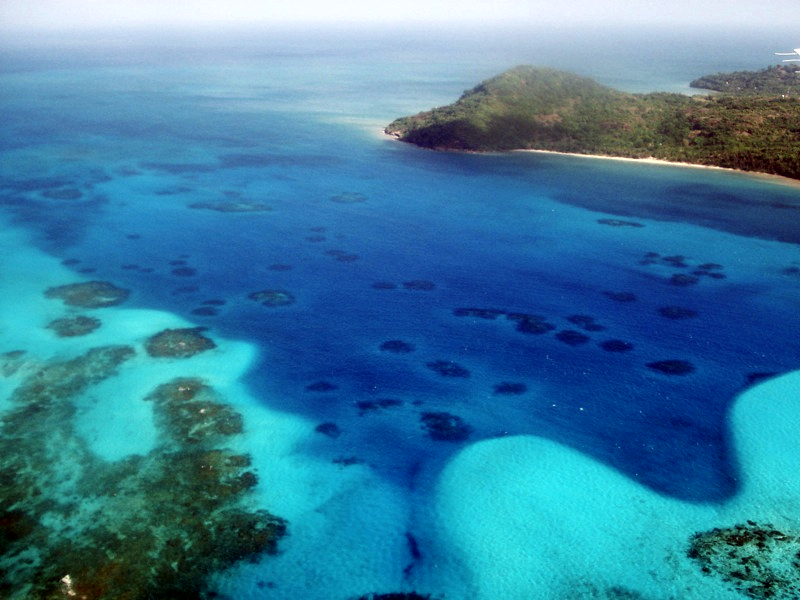
Plage de l'île de la Providence.

Les attractions touristiques colombiennes incluent le quartier historique de Bogota, La Candelaria, la ville fortifiée et les plages de Carthagène des Indes, les villes coloniales de Santa Fe de Antioquia, Popayán, Villa de Leyva et Santa Cruz de Mompox, le sanctuaire de Las Lajas, la Valle del Cocora à Salento et la cathédrale de sel de Zipaquirá. Les touristes sont attirés par les nombreux festivals colombiens, y compris la feria de Cali, le carnaval de Barranquilla, le carnaval des Noirs et Blancs à Pasto, la Foire aux Fleurs (es) de Medellín et le Festival de théâtre ibéro-américain (es) à Bogota. Dans le même temps, en raison de l'amélioration de la sécurité, les navires de croisière naviguant dans les Caraïbes s'arrêtent maintenant à Carthagène et Santa Marta.
La grande diversité géographique de la Colombie, la flore et la faune à travers la Colombie ont permis le développement d'une industrie écotouristique, concentrée dans les parcs nationaux du pays. Les destinations écotouristiques les plus populaires sont le parc national naturel de Tayrona dans la Sierra Nevada de Santa Marta, le cap de la Vela sur la pointe de la péninsule de Guajira, le volcan Nevado del Ruiz, la Vallée de Cocora (en) et le désert de la Tatacoa dans la région centrale des Andes, le Parc national naturel des Farallones de Cali dans le département de Valle del Cauca, le parc national naturel d'Amacayacu dans le bassin du fleuve Amazone, et les îles du Pacifique de Malpelo et Gorgona, ainsi que d'autres paysages uniques comme le Caño Cristales, appelé la rivière aux cinq couleurs, dans le Meta. La Colombie abrite sept sites classés au patrimoine mondial de l'UNESCO.

Tourisme en Colombie
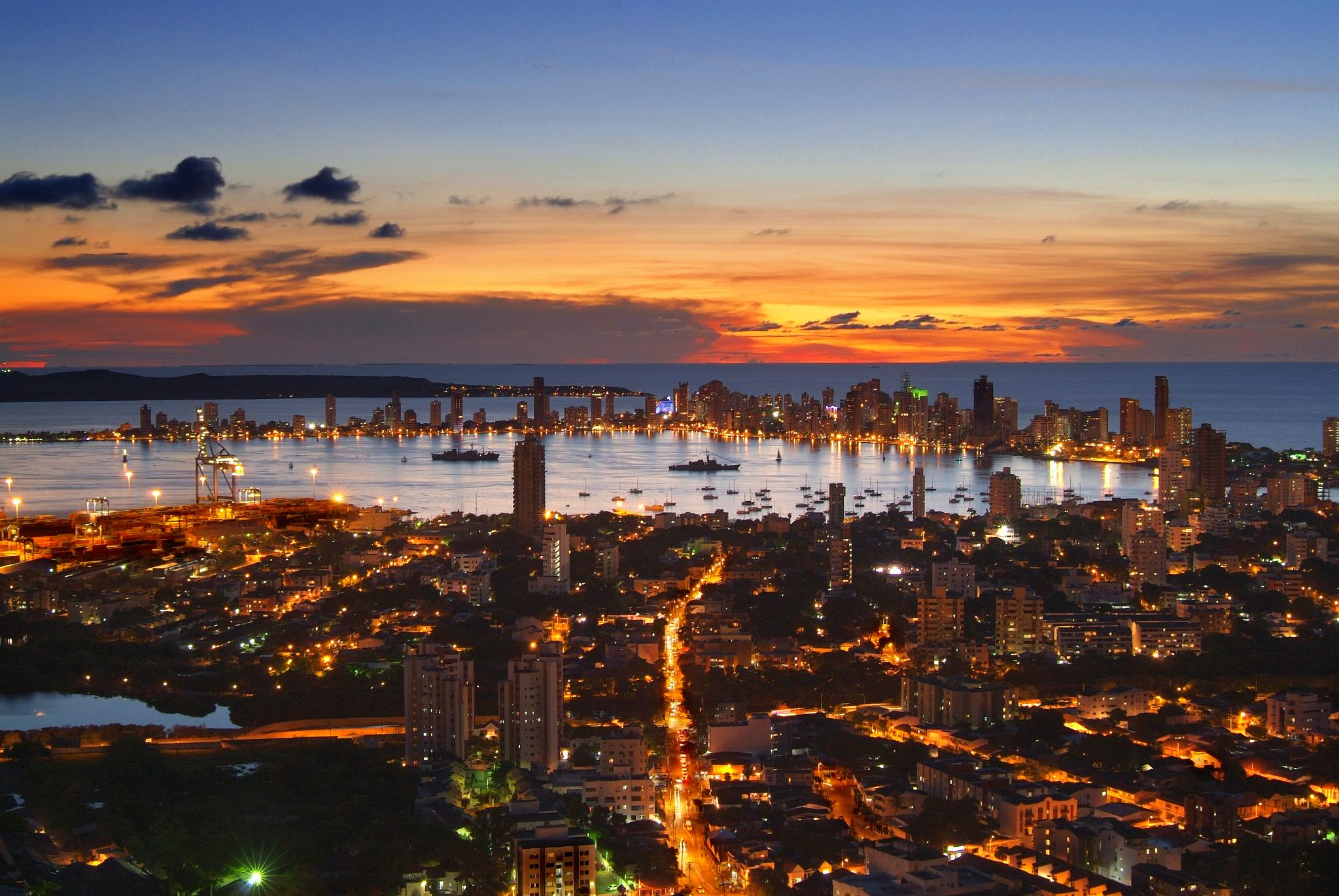
Carthagène des Indes Bolívar
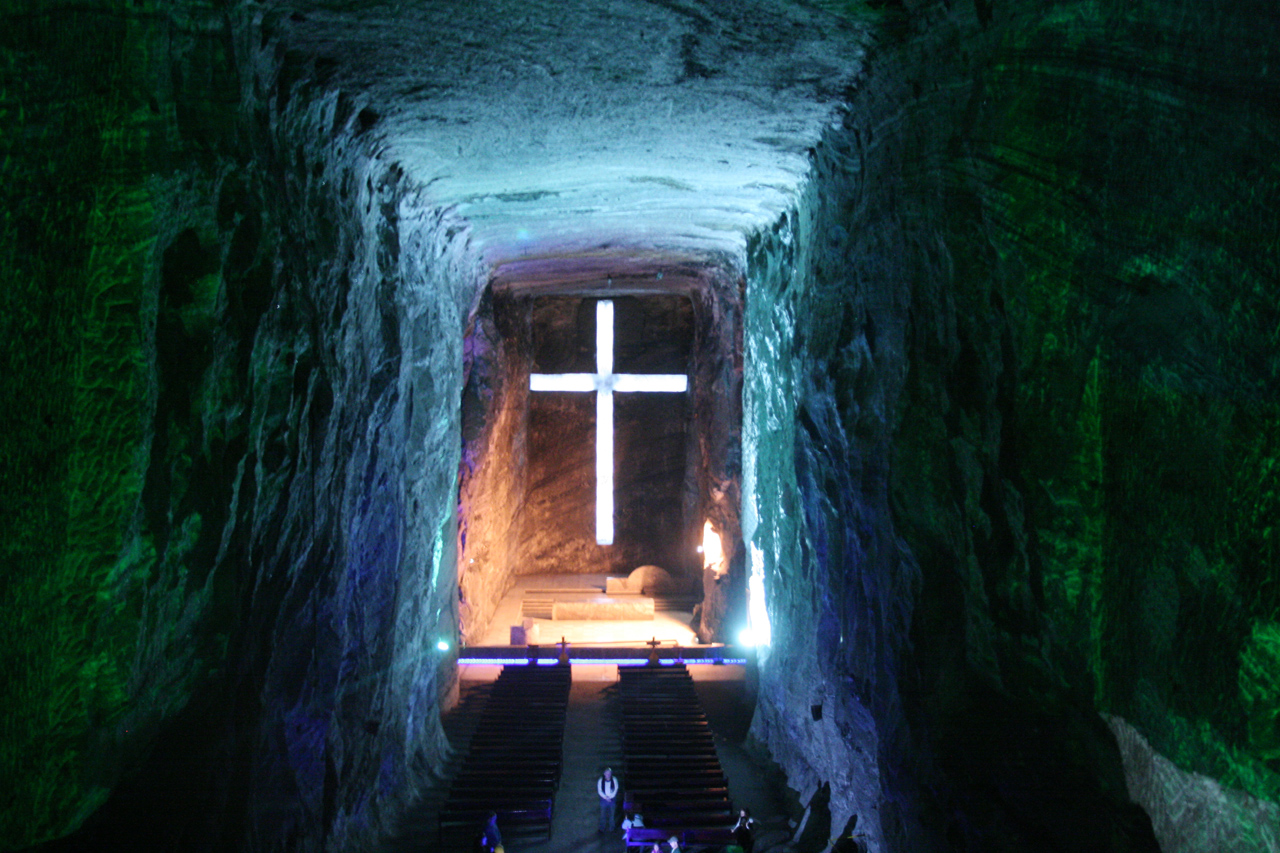
Cathédrale de sel de Zipaquirá Cundinamarca
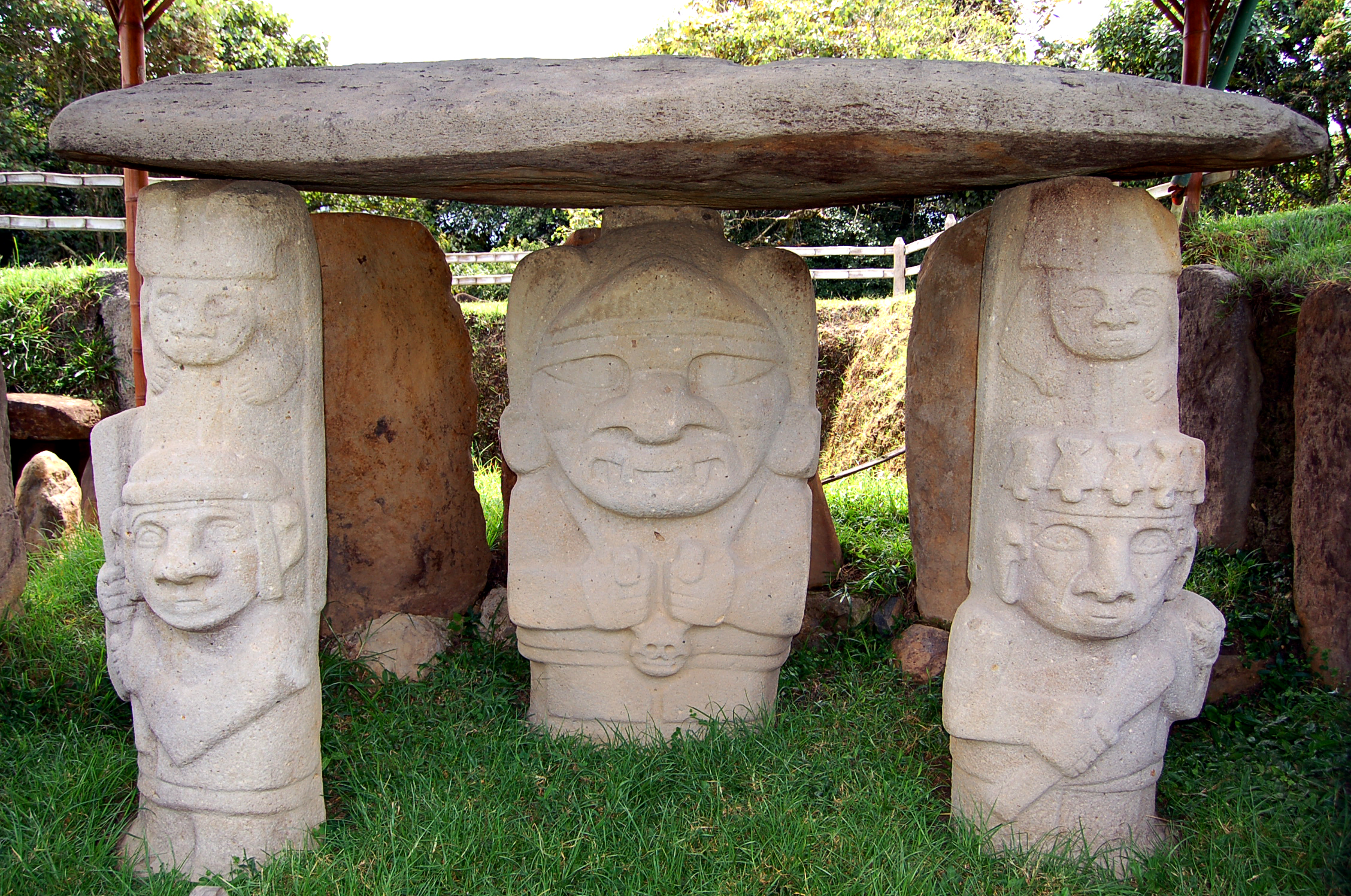
Parc archéologique de San Agustín Huila
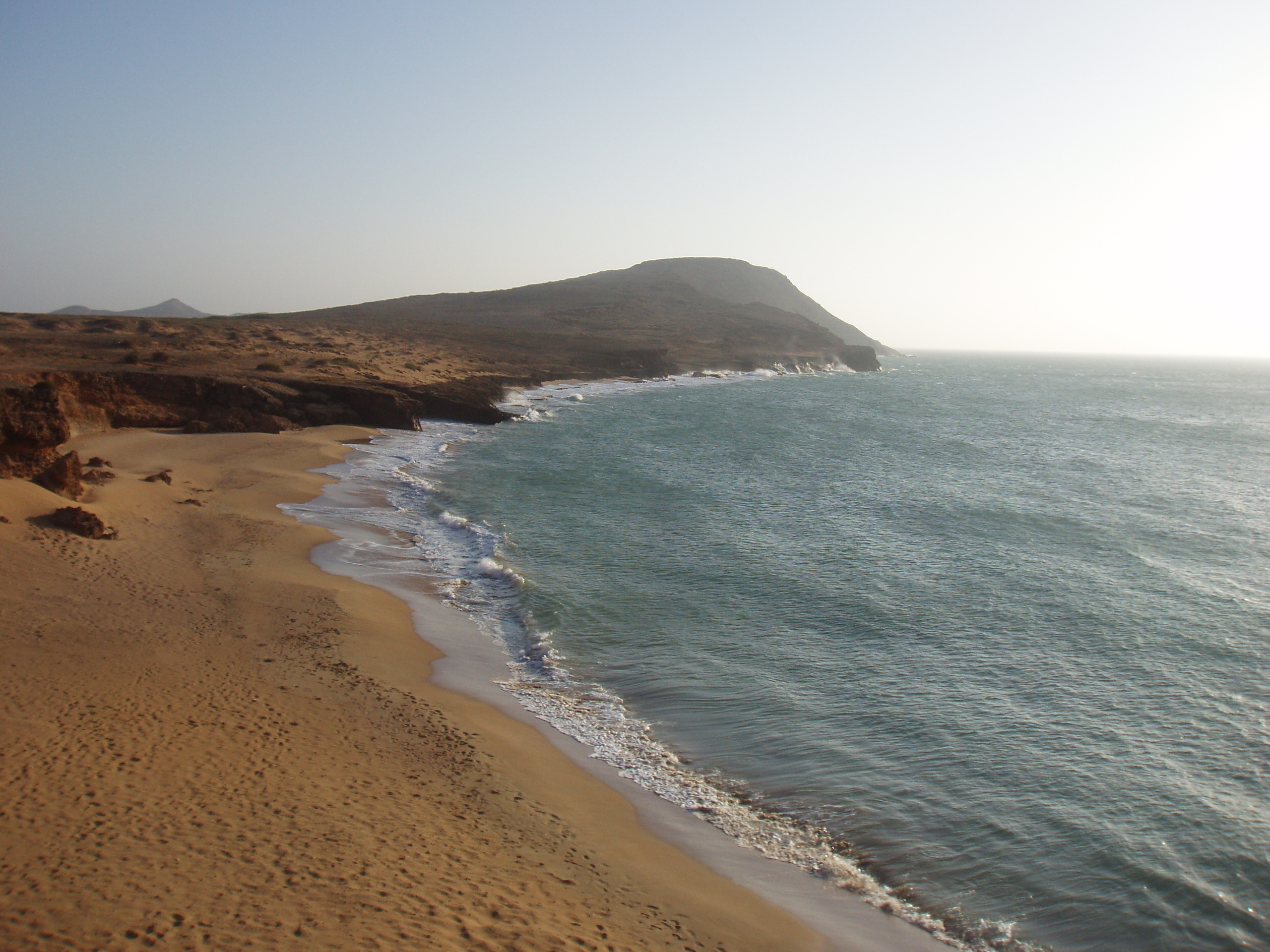
Cap de la Vela La Guajira
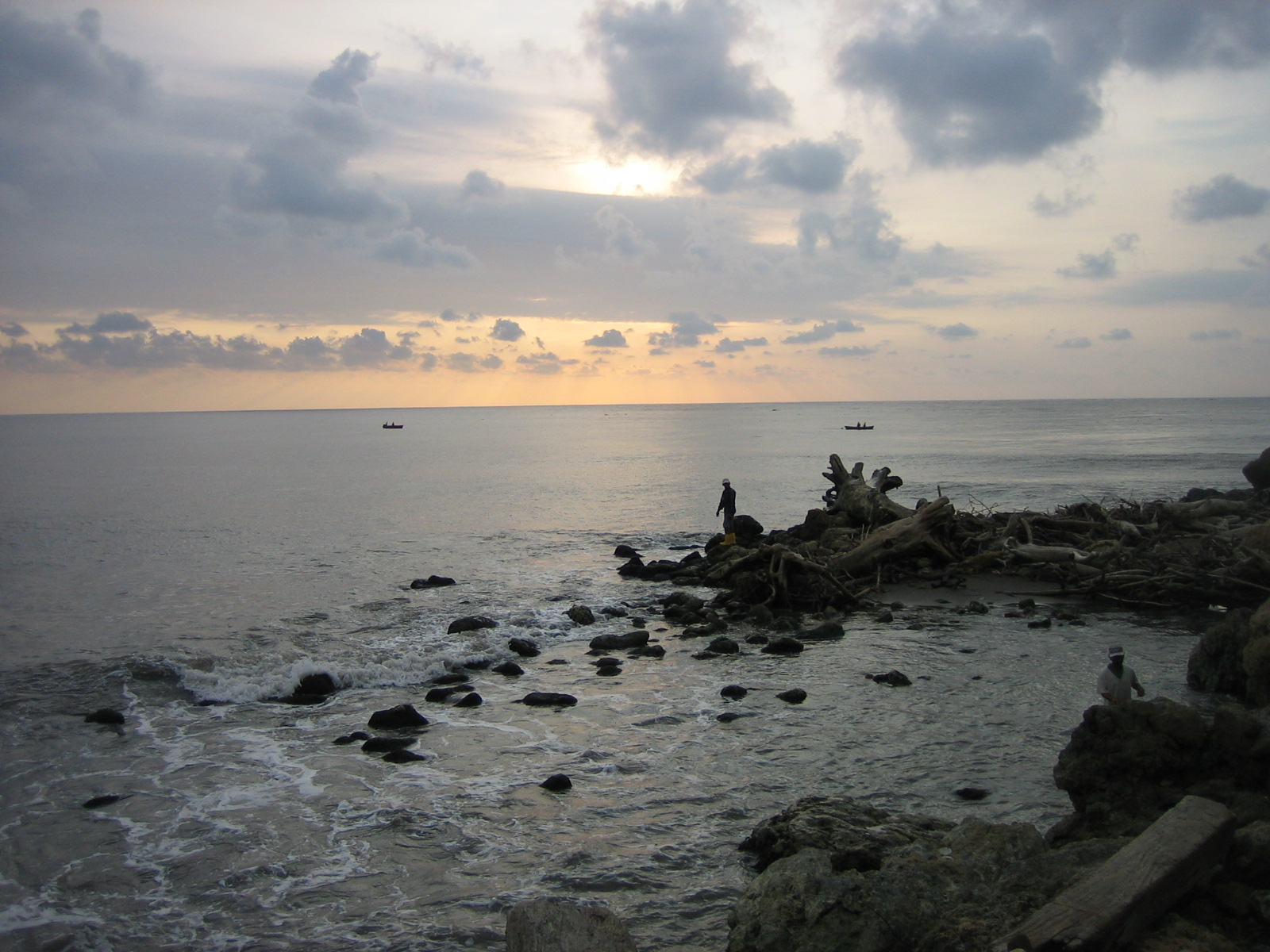
Bocas de Ceniza, Barranquilla Atlántico
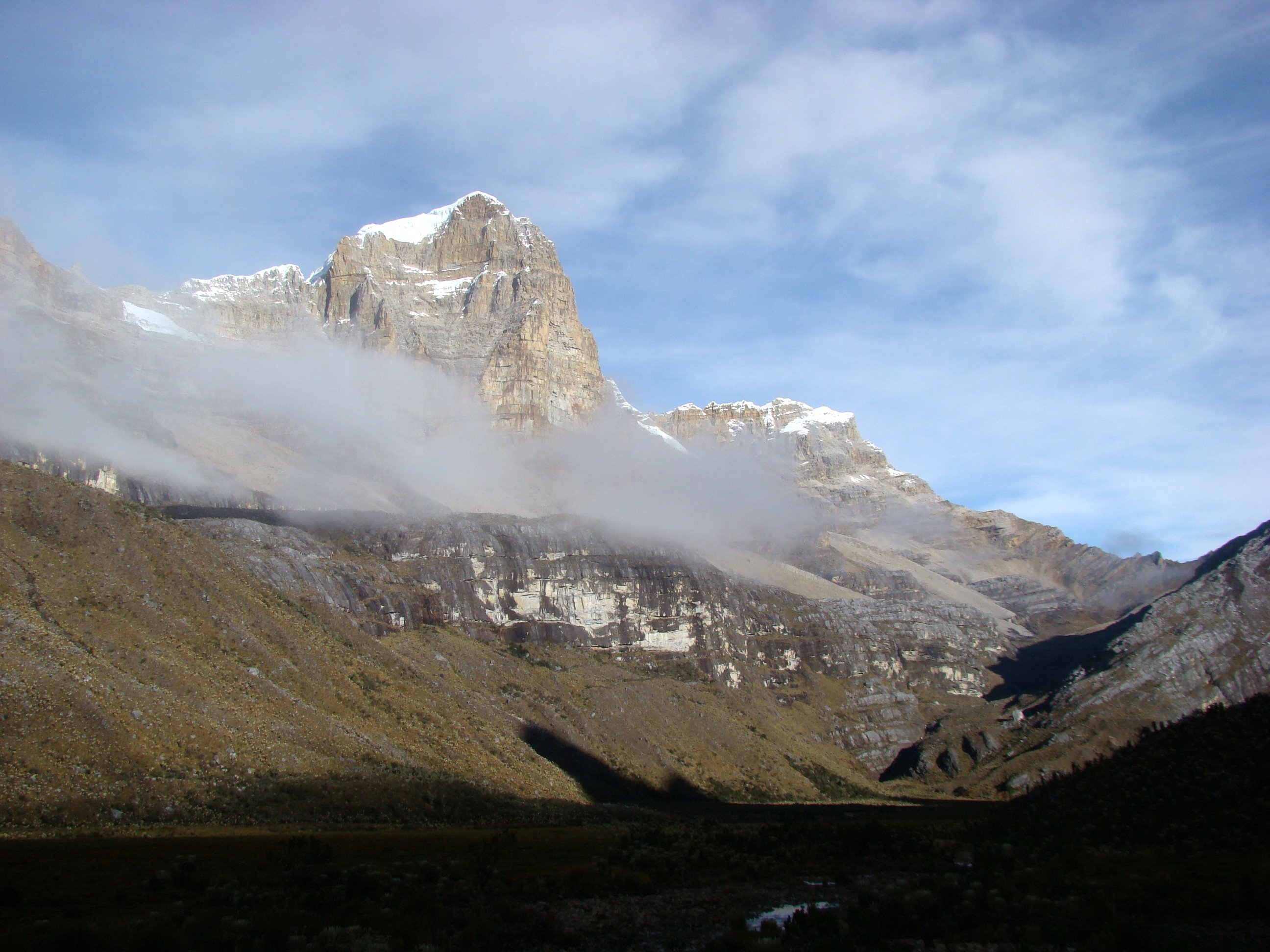
Sierra Nevada del Cocuy Boyacá
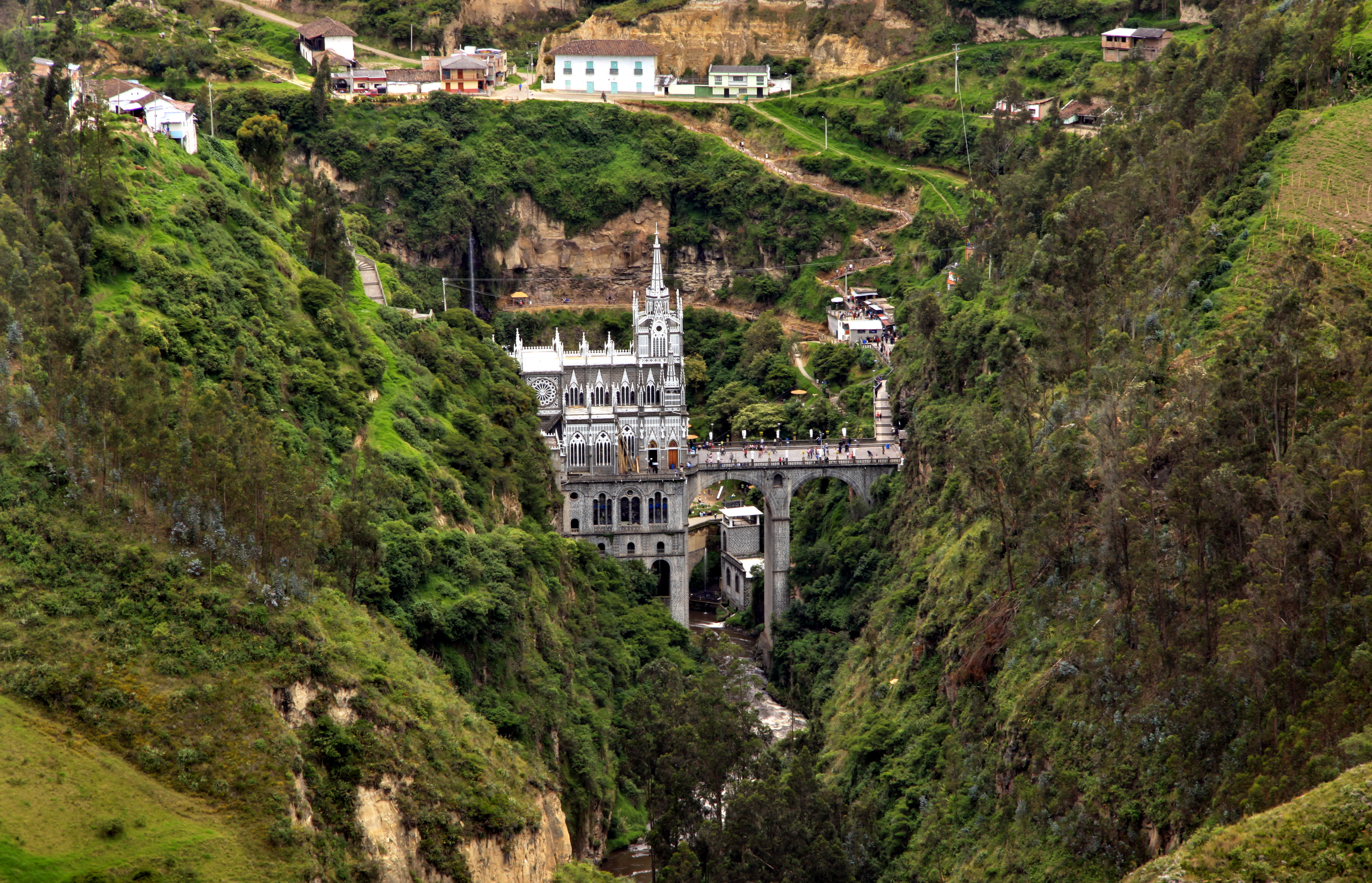
Sanctuaire de Las Lajas, Ipiales Nariño
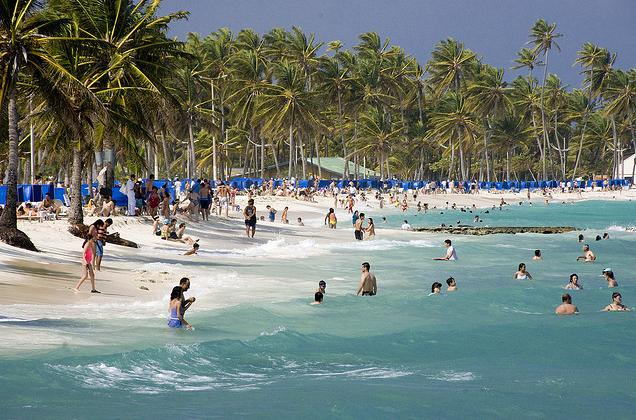
Île de San Andrés San Andrés y Providencia
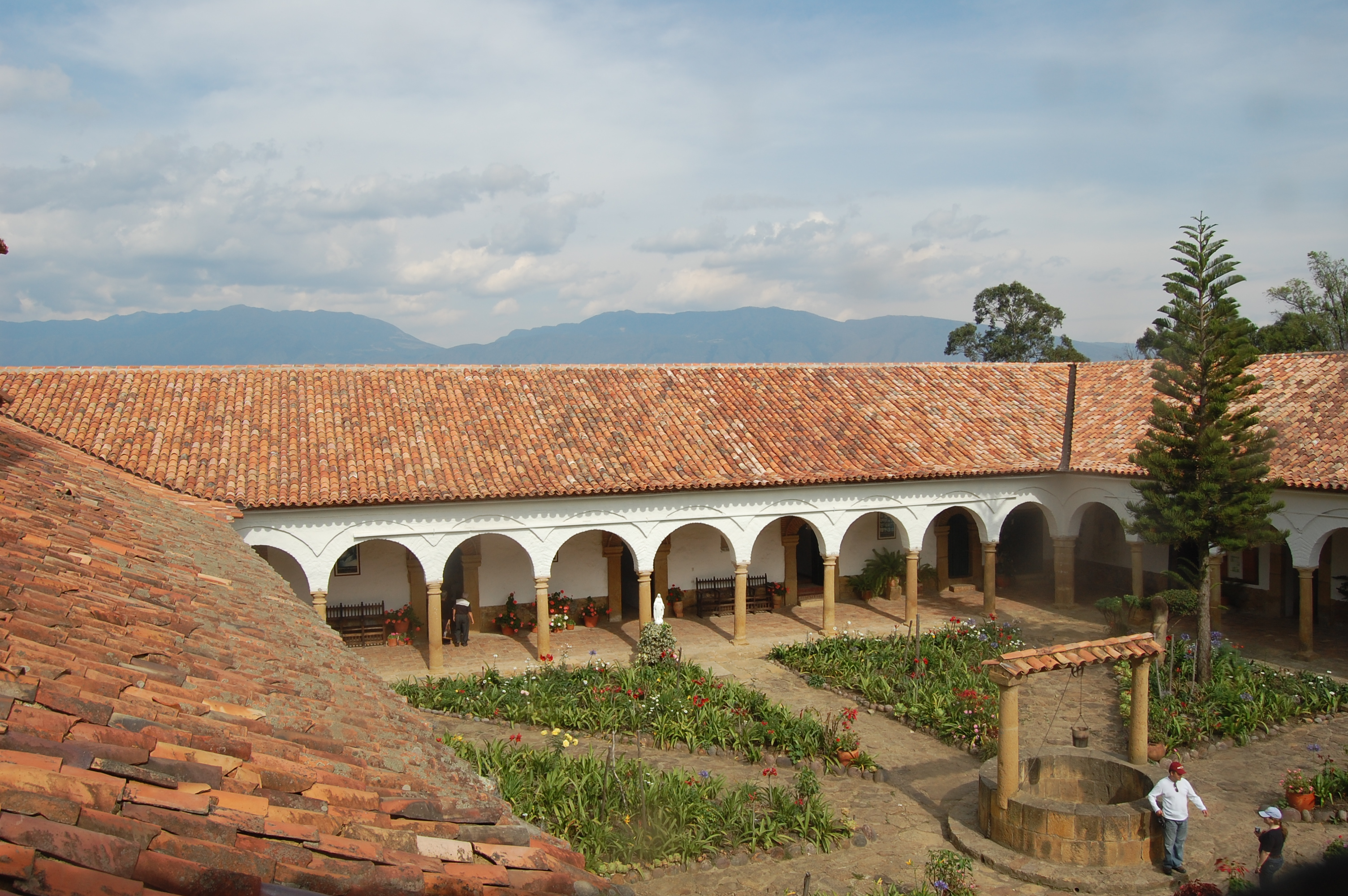
Villa de Leyva Boyacá
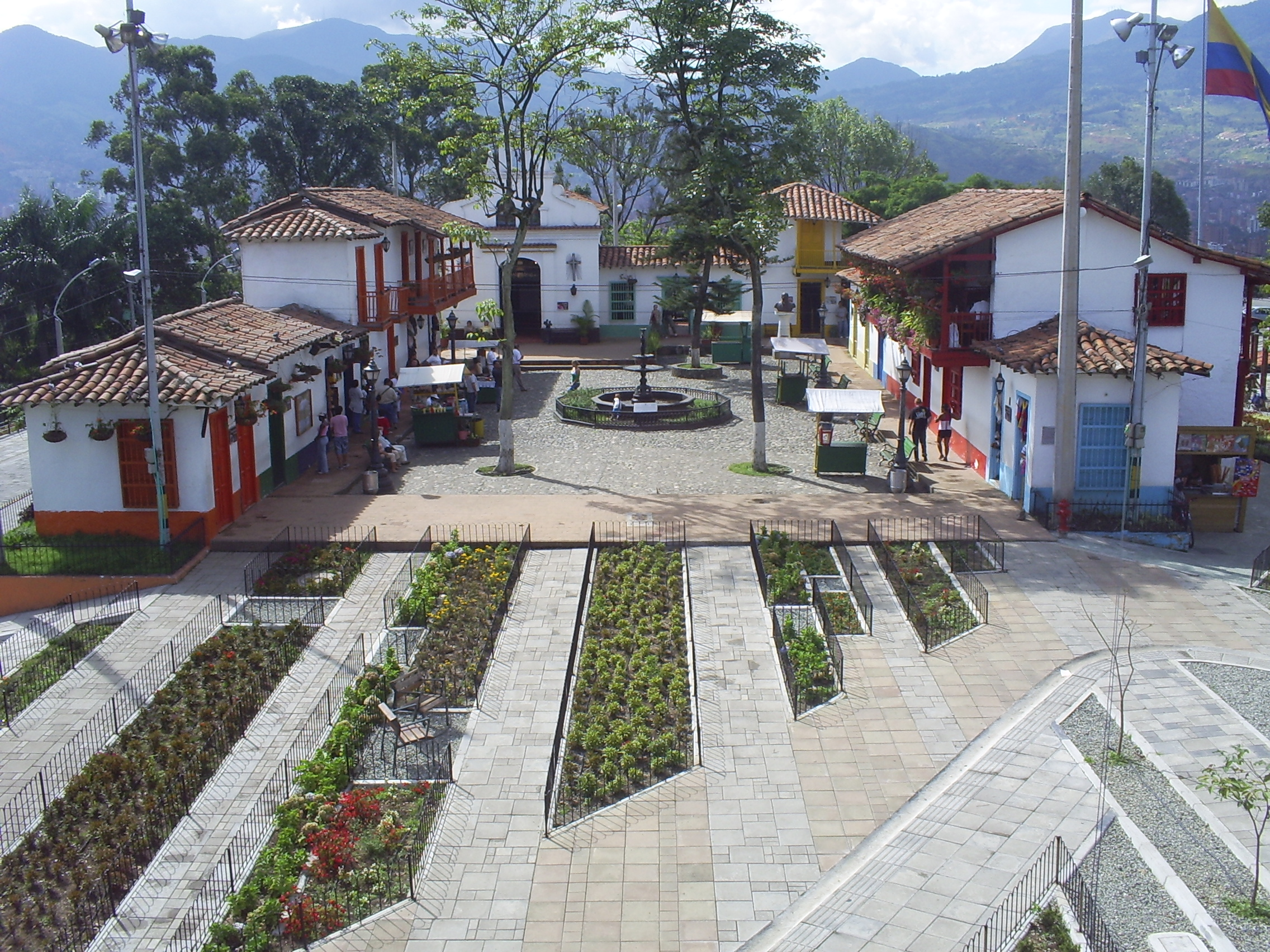
Pueblito Paisa, Medellín Antioquia
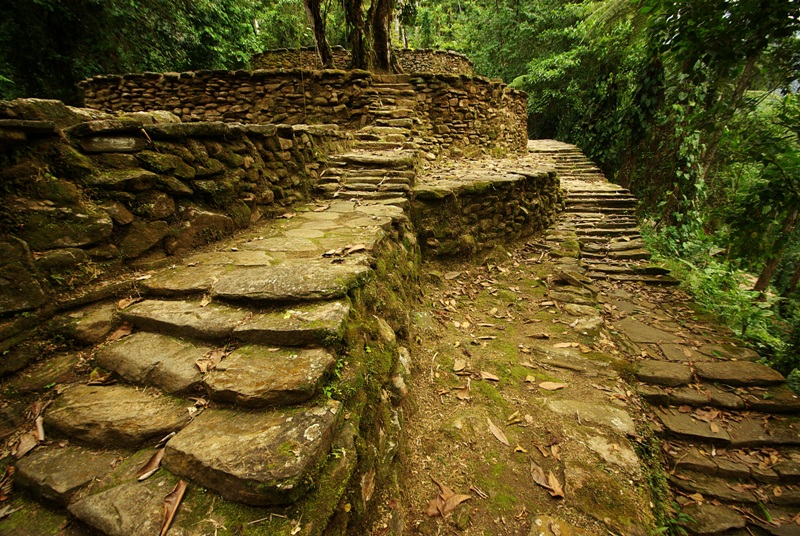
Ciudad Perdida Magdalena
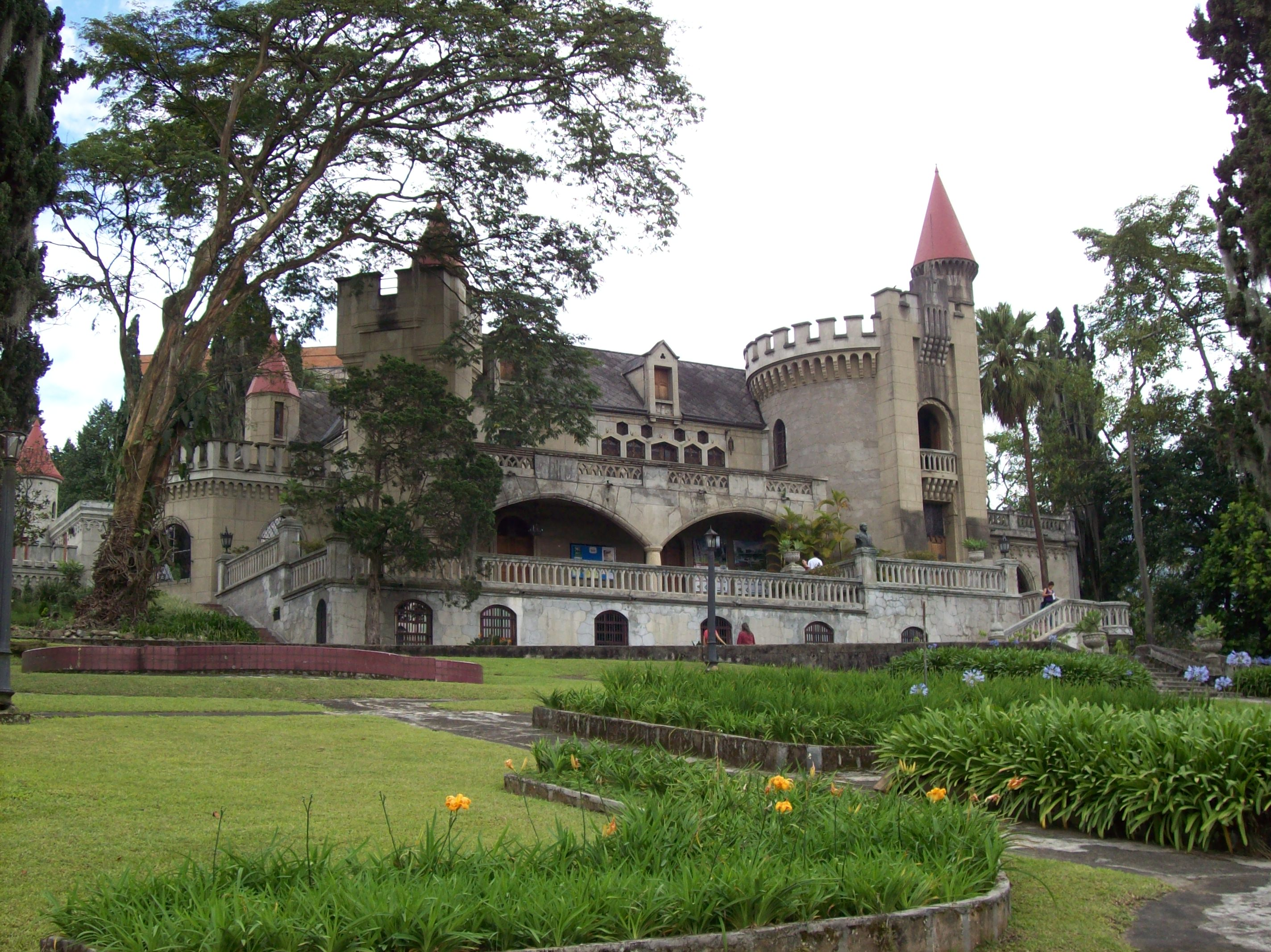
Musée El Castillo, Medellín Antioquia
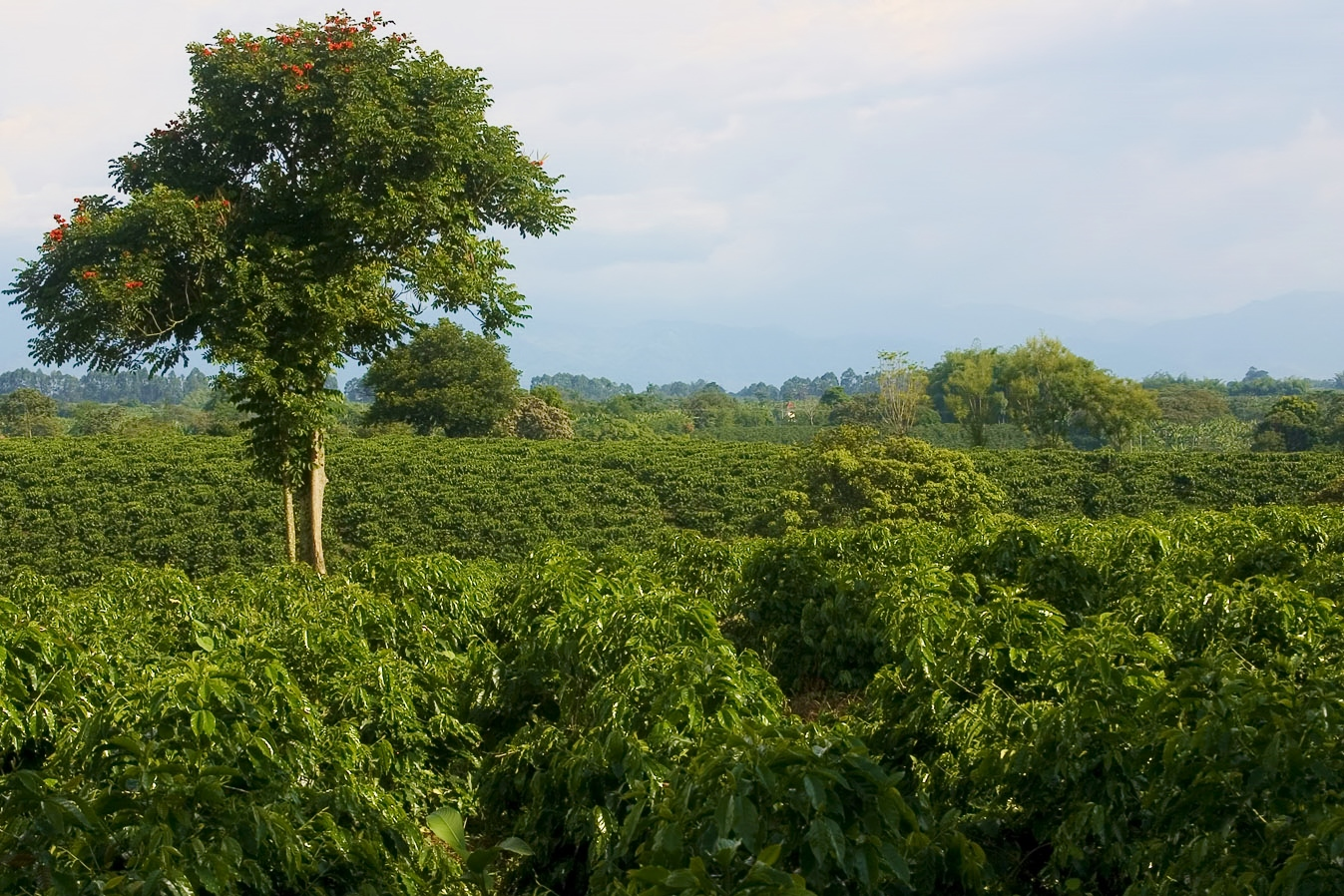
Eje cafetero Quindío, Risaralda et Caldas
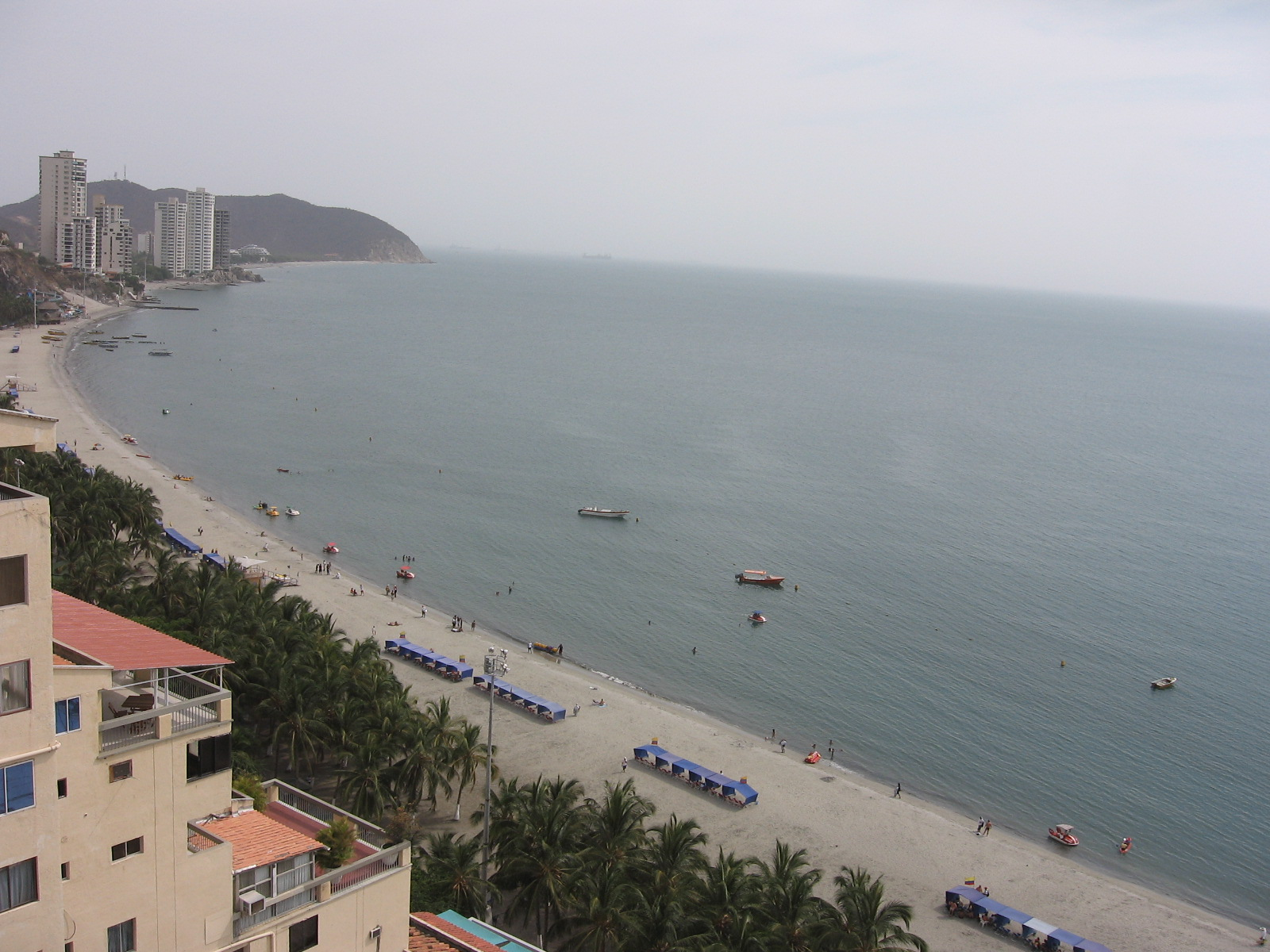
Santa Marta Magdalena
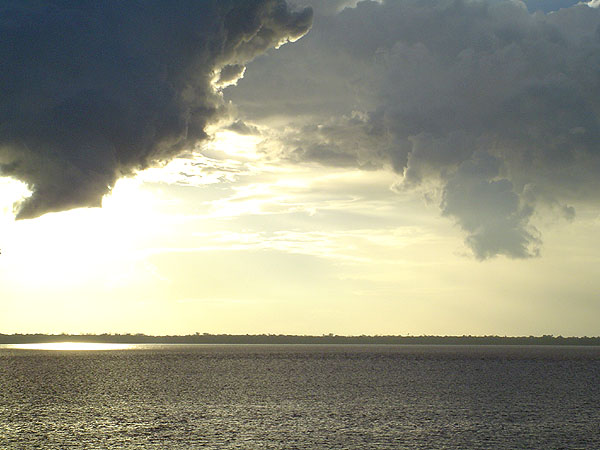
Parc Amacayacu Amazonas
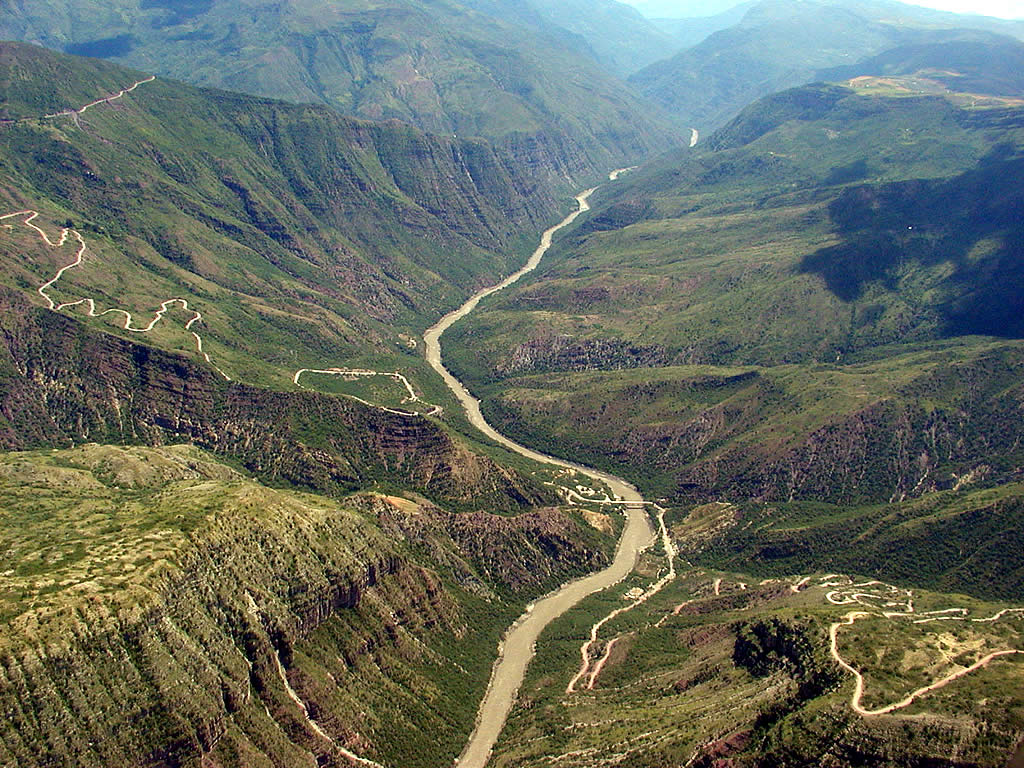
Canyon du Chicamocha Santander
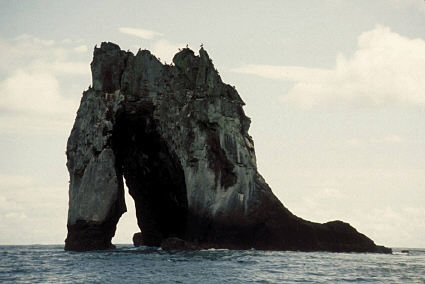
Île Gorgona Cauca

### Dette
Entre 1976 et 2006, la dette de la Colombie a doublé tous les dix ans : en 1976, elle s’élevait à environ 3,6 milliards de dollars, puis atteignait 7,2 milliards de dollars en 1986 ; en 1996, elle dépassait 16 milliards de dollars et en 2006, elle franchissait les 36 milliards de dollars. Depuis 2006, l’accroissement de la dette s'est accéléré : celle-ci atteignait 72 milliards de dollars en 2011 et a atteint les 124 milliards de dollars en 2017, ce qui signifie qu’en moins de 10 ans la dette extérieure de la Colombie a triplé. Environ un quart du budget annuel de la Colombie, soit 20 milliards de dollars, est destiné au remboursement de la dette publique.

### Corruption
La corruption dans la gestion publique en Colombie est fortement répandue et de nature structurelle. Cette situation génère des pertes pour le pays estimées à environ 15 milliards de dollars. La Colombie n’a pas non plus échappé aux scandales portant sur des millions de dollars distribués sous forme de pots-de-vin par l’entreprise brésilienne de construction Odebrecht, auxquels s’ajoute celui de la raffinerie de Carthagène, un cas de détournement de fonds publics dévoilé en 2016 et impliquant des membres des gouvernements d’Álvaro Uribe (2002-2010) et de Juan Manuel Santos (2010-2018).

## Société

### Démographie
Avec plus de 49,5 millions d'habitants en 2024, la Colombie est le troisième pays le plus peuplé d'Amérique latine après le Brésil et le Mexique. Il abrite le deuxième plus important nombre d'hispanophones dans le monde après le Mexique et avant l'Espagne. Il devance l'Argentine de près de 6 millions de personnes. Au début du XXe siècle la population de la Colombie était d'environ 4 millions de personnes. Elle a donc été multipliée par douze en un siècle.
La population a augmenté suivant un taux de 1,9 % entre 1975 et 2005, puis de 1,2 % entre 2005 et 2015. Ces tendances se reflètent dans la pyramide des âges du pays. En 2015, 25 % de la population avait moins de 15 ans, contre seulement 6,9 % de personnes de 65 ans et plus.
La population est concentrée dans la région andine et le long de la région caraïbe, principalement sur la côte nord-est, sur l'océan atlantique, et le long de la frontière vénézuélienne. A contrario, les neuf départements de l'est des plaines, représentant près de 54 % de la superficie de la Colombie, concentrent moins de 3 % de la population et ont une densité de moins d'une personne par kilomètre carré.
Pendant des siècles, la Colombie a été une société rurale. Mais l'exode rural s'est accéléré après la Seconde Guerre mondiale et dans les années 1950. La Colombie est aujourd'hui l'un des pays les plus urbanisés d'Amérique latine. La population urbaine est passée de 31 % en 1938 à 60 % en 1975, et à 72,7 % en 2005,, puis à 76,4 % en 2015.
La population de Bogota est passée à elle seule d'un peu plus de 300 000 personnes en 1938 à environ 9 millions aujourd'hui, soit près de 20 % de la population avec son agglomération. Au total, en 2013, 71 villes comptent 100 000 habitants ou plus.
En 2010, la Colombie a la plus grande population de personnes déplacées au monde à cause du conflit armé et des déplacements forcés de population. Ces réfugiés sont estimés à au moins 4,5 millions,.
L'espérance de vie est de 75,48 ans, la mortalité infantile est de 14,58 pour mille.
L'homosexualité a été légalisée en 1980. Les LGBT font cependant encore l'objet de nombreuses violences ; des dizaines d'entre eux sont assassinés chaque année, souvent après avoir subi des sévices. Les responsables sont notamment des bandes paramilitaires pratiquant le nettoyage social : ces groupes entendent «contrôler les territoires, "nettoyer" les personnes, les groupes et les pratiques sociales qu'ils considèrent comme dangereux pour l'ordre social, de leur point de vue moral», explique l'ONG Colombia Diversa, engagée en faveur des droits LGBT,.
Plus de 99,2 % des Colombiens parlent l'espagnol. À l'époque de la conquête espagnole, il existait trois cents langues et dialectes indigènes en Colombie ; il n'en reste plus que soixante-cinq.
93,4 % des Colombiens savent lire et écrire et près de 7,3 % du PIB est consacré à l'éducation.

### Délinquance et criminalité
En 1996, le taux d'homicides volontaires pour 100 000 habitants s'élevait à 71,8 (soit 26 642 faits) ; il est retombé en 2011 à 31,4 (soit 14 746 faits). « Le taux d'homicides pour 100 000 habitants en Colombie a été évalué en 2015 à 25,9, le chiffre le plus bas enregistré au cours des quarante dernières années » a déclaré le président Juan Manuel Santos. Depuis 2015, ce taux ne baisse plus et reste au-dessus de la moyenne régionale.
Le contexte général de violence qui a sévi en Colombie durant de nombreuses années a engendré une délinquance importante. Les agressions les plus courantes restent les vols, les attaques à main armée et les enlèvements. Ces agressions, qui n'ont cessé d'augmenter, deviennent la première menace à Bogota particulièrement.
Dans les campagnes colombiennes, le nombre d’assassinats de paysans exerçant un leadership, de membres des communautés indigènes et de militants politiques est en augmentation constante ces dernières années. Au moins 116 assassinats politiques ont été dénombrés en 2016, puis 191 en 2017 et 252 en 2018.
La production de cocaïne colombienne a augmenté de 50 % entre 2008 et 2017. La Colombie est à l'origine de 70 % de la production mondiale. En 2019, le président américain Donald Trump accuse son homologue colombien Iván Duque de n'avoir « rien fait » pour lutter contre le narcotrafic.
Les causes du trafic de drogue sont la misère et l’injustice sociale, la géographie fragmentée du pays, sa position stratégique unique entre deux océans, sa longue expérience en matière de contrebande et de corruption, et la présence ancienne de groupes armés. Pour le père Francisco de Roux, président de la « commission de la vérité » mise en place avec l'ONU pour enquêter sur le conflit armé colombien, si la Colombie reste le premier producteur mondial de cocaïne, c’est essentiellement parce que le « monde paysan a toujours été exclu de la société colombienne, repoussé aux frontières de la forêt, sans droits, sans routes, ni terres fertiles ». En 2016, les accords de paix conclus entre les Farc et le gouvernement incluaient un programme de substitution volontaire des cultures de coca exploitées par de petits paysans, mais celui-ci a rapidement perdu tout financement. le gouvernement privilégiant les opérations militaires. Des civils sont régulièrement tués au cours de ces opérations, conduisant à de fortes tensions avec la population. Quand un assassinat est commis par un militaire, l'armée présente les victimes comme des membres de groupes armés.

### Sociologie
Dans les années 1980, la structure de la société colombienne était influencée par les traditions de l'Espagne du XVIe siècle ; elle était très stratifiée et avait une mobilité verticale sociale limitée. Alors que le secteur urbain connaissait une importante flexibilité sociale, le secteur rural était organisé sous forme de structures fortement hiérarchisées où le changement de statut était très difficile. Au milieu des années 1980, il existait quatre classes sociales : la classe supérieure qui représentait 5 % de la population, la classe moyenne (20 %), la classe inférieure (50 %) et les secteurs populaires (25 %). Les classes furent créées en fonction de la profession, du style de vie, du revenu, des antécédents familiaux, de l'éducation et de la puissance.
Le syndicalisme est faible en Colombie. Seuls 4 % des salariés sont syndiqués. La législation du travail est défavorable aux syndicats et ceux-ci sont exposés à la violence des groupes armés paramilitaires. La CUT (Centrale unitaire des travailleurs) a dénoncé l’assassinat de 3 000 militants syndicaux depuis la création de cette centrale syndicale au milieu des années 1980.

### Ethnographie

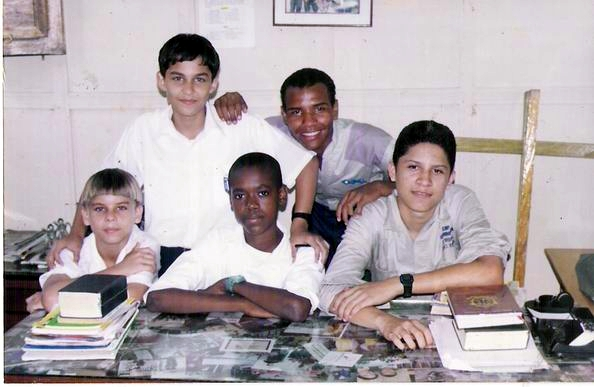
La diversité ethnique de la Colombie.

Selon le recensement de 2005, mené par le Departamento Administrativo Nacional de Estadística (DANE), 49 % de la population est métisse, ou d'ascendance mixte européenne et amérindienne. Environ 37 % est d'ascendance européenne (principalement espagnole, en partie italienne, portugaise et allemande). Environ 10,6 % est d'origine africaine, tandis que les Amérindiens autochtones (es) forment 3,4 % de la population. Le recensement de 2005 a indiqué que la population « non ethnique », composée de Blancs et de Métis (celle d'ascendance mixte européenne et amérindienne, y compris la quasi-totalité de l'élite économique urbaine politique), représentait 86 % de la population nationale. Le chiffre de 86 % est subdivisé en 49 % de métis et 37 % de blancs.
L'écrasante majorité des Colombiens parle l'espagnol, mais au total 101 langues sont liées à la Colombie dans la base de données Ethnologue.com, dont 80 sont parlées aujourd'hui. La plupart d'entre elles appartiennent aux familles de langues chibchanes, arawakiennes et caribes. La langue quechua, parlée dans la région des Andes, s'est étendue plus au nord, principalement dans les centres urbains des grandes villes. Il y aurait environ 500 000 locuteurs des langues autochtones.
Les divers groupes existent en différentes concentrations dans tout le pays, selon un schéma qui, dans une certaine mesure, remonte aux origines coloniales. Les blancs ont tendance à vivre principalement dans les centres urbains, en particulier à Bogota et dans les villes des hauts plateaux en plein essor. La population des grandes villes est principalement blanche et métisse. L'importante population métisse comprend la plupart des campesinos (personnes vivant dans les zones rurales) des hauts plateaux andins, où les conquérants espagnols se sont mélangés avec les femmes amérindiennes. Les métis ont toujours vécu dans les villes, en tant qu'artisans ou petits commerçants, et ils ont joué un rôle majeur dans l'expansion urbaine de ces dernières décennies, tels les membres de la classe ouvrière et les pauvres.

#### Peuples autochtones

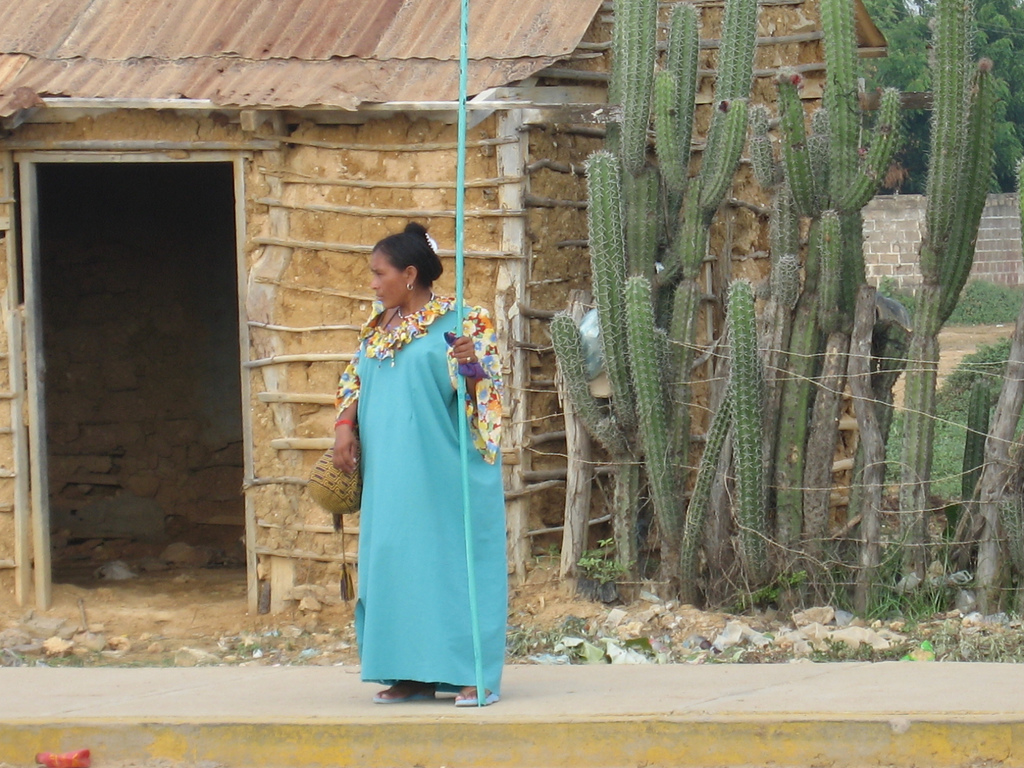
Les Wayuu représentent le plus grand groupe ethnique autochtone en Colombie.

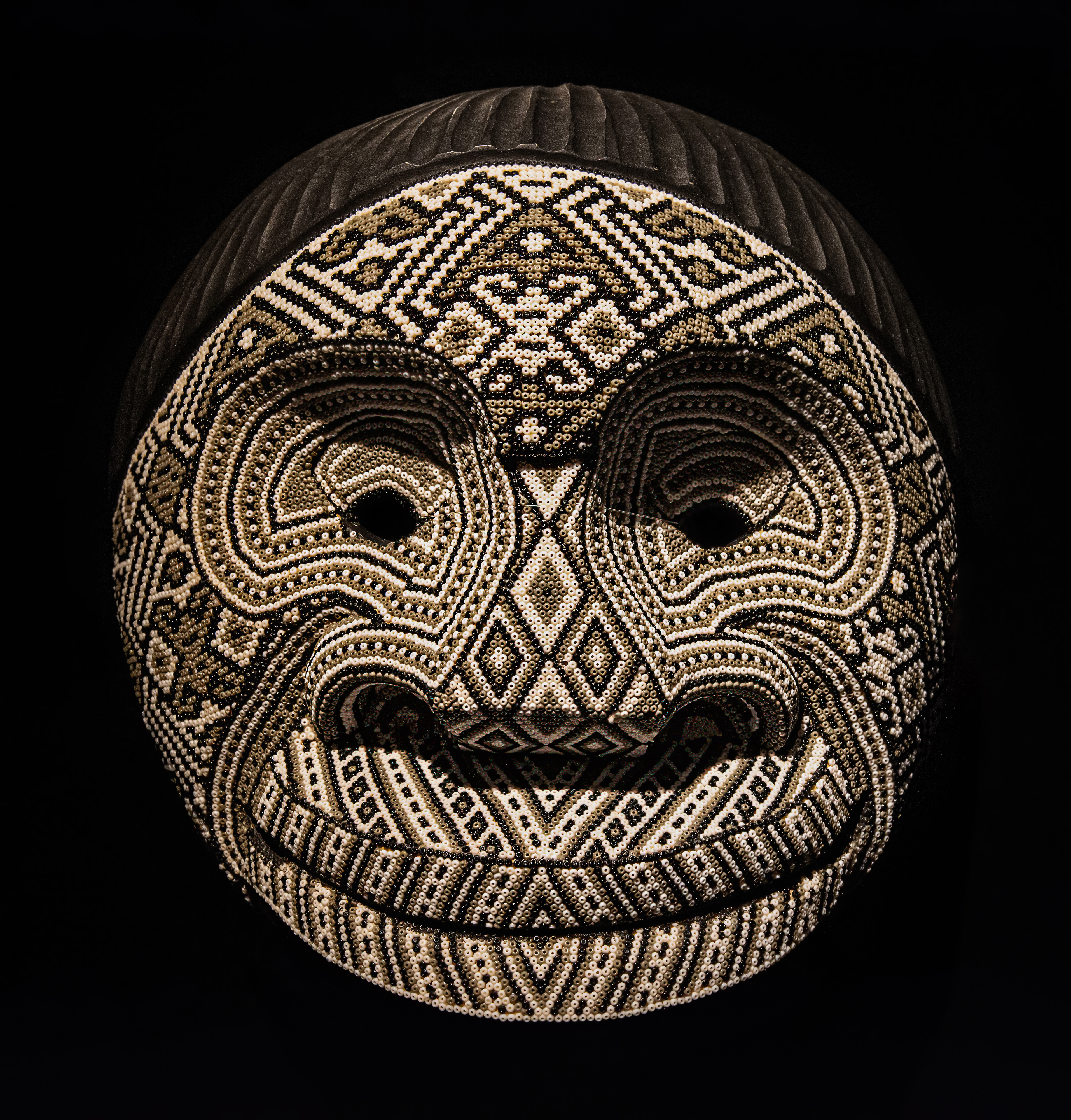
Masque rituel Chaquiras du peuple Camsá en Colombie, conservé au musée de la Banesco, à l'Altino Arantes, gratte-ciel à Sao Paulo au Brésil.

Avant la colonisation espagnole de ce qui est aujourd'hui la Colombie, le territoire était habité par un grand nombre de peuples autochtones. Beaucoup de ces ethnies et peuples amérindiens se sont fondus dans la population métisse.
Mais les autres Amérindiens représentent actuellement[C'est-à-dire ?] plus de 85 cultures distinctes. 567 réserves (resguardos) ont été créées pour les peuples autochtones. Elles occupent 365 004 km2, soit plus de 30 % de la superficie totale du pays, et sont habitées par plus de 800 000 personnes, réparties en plus de 67 000 familles.
La Constitution de 1991 a établi que leur langue maternelle est officielle sur leurs territoires, et la plupart des peuples autochtones ont eu un enseignement bilingue (dans leur langue maternelle et en espagnol).
Les plus grands groupes indigènes sont notamment les Wayuu (ou Wayu, Wahiro, Guajiros, Goajiros, Guahíbo en espagnol), les Arhuacos, les Muiscas, les Kunas, les Páez et les Tucanos. Les départements de Cauca, La Guajira et Guainía ont le plus important pourcentage de population d'origine indigène.
L'Organisation nationale indigène de Colombie (es) (ONIC), créée lors du premier Congrès national indigène en 1982, est une organisation représentant les peuples autochtones de Colombie, soit quelque 800 000 personnes (environ 2 % de la population).
La répartition des différents groupes varie de façon considérable en fonction des régions :
- Dans la région des Caraïbes qui comprend, entre autres, les plaines côtières du nord de la Colombie : Kogis (langue : le kogui[185] ou kagaba), Sanha, Wayuu (langue : le wayuu), Kankuamos (langue : kankuí)[185], Chimilas (ou Ette Ennaka) (langue : chimila), Wiwas (langue : le damana)[186] et Ikas ou Arhuacos[154] (langue : arhuaco)[187]. Les Arhuacos, Kogis, Wiwas et Kankuamos (ou Kankuaka, Kankui, Kankuané) sont plus précisément concentrés dans la Sierra Nevada de Santa Marta.
- Dans la région Pacifique : Kunas (langue : kuna ou dulegaya), Emberá (langue : emberá)[188], Waunama et Awa ou Kwaiker (langue : awa pit).
- Dans la région amazonienne : Ticuna (en) ou Tikuna[188] (langue : ticuna), uitoto (langues witotoanes), Coconucos, Andokes (langue : andoke), Muinanes (langue : muinane), Sálivas (langue : sáliva), Yakunas, Cubeos (pt) (langue : cubeo), Curripacos (es) (langue : curripako) et Tucanos (langue : tucano)[188].
- Dans la région andine : Yukpa (es) (langue : yukpa), Baris (langue : barí), U'wa (langue : tunebo central), Guambianos (langue : guambiano), Páez (langue : paez), Sibundoy (en) (langues : camsá, inga) et Muiscas[185] (langue : muisca).
- Dans la région de l'Orénoque : Tunebos ou U'wa (langue : tunebo central), Tinigua (en) (langue : tinigua), Guayabero (es) (langue : guayabero), Achagua (es) (langue : achagua), Piapoco (es) (langue : piapoco), Guahibo[189] (ou Sikuani, ou Jivi, ou Jiwi) (langue : sikuani de la famille des langues guahibanes ou guahibo), Piaroas (langue : piaroa), Betoye (es) (langue : Betoi), Yaruro (langue : yaruro) et Puinave (es) (langue : puinave). Le sáliva et le piaroa sont des langues salivanes.

Dans Mise en tourisme du patrimoine colombien : désappropriation, appropriation et réappropriation en territoires indigènes, publié en 2013, Marie-Laure Guilland écrit : « La valorisation des ressources patrimoniales, qu'elles soient matérielles, immatérielles ou naturelles, est indéniablement apparue comme un outil incontournable pour remplir ces perspectives de développement touristique. Cependant, l'arrivée de visiteurs sur les sites patrimoniaux ne va pas sans bousculer l'organisation territoriale et les populations locales réceptrices. ».
Près d’un Amérindien sur trois (environ 300 000) vit dans un état de pauvreté extrême et 70 % des enfants souffrent de malnutrition.

### Santé
L'espérance de vie à la naissance était, en 2005, de 72,3 ans ; 2,1 % de la population ne pouvait espérer atteindre l'âge de 5 ans et 9,2 % l'âge de 40 ans. L'espérance de vie est passée à 74,79 ans en 2012.
Les normes de santé en Colombie se sont grandement améliorées depuis les années 1980. Une réforme de 1993 a transformé la structure de financement des soins de santé publique en transférant le fardeau de la subvention des fournisseurs aux utilisateurs. En conséquence, les employés doivent payer pour les plans de santé, auxquels les employeurs contribuent également.
Bien que ce nouveau système ait fortement élargi la couverture de la population par le système de sécurité sociale et de santé de 21 % avant 1993 à 56 % en 2004 et 66 % en 2005, les disparités de santé persistent, les pauvres continuant de souffrir de taux de mortalité relativement élevés.
En 2002, la Colombie comptait 58 761 médecins, 23 950 infirmières, et 33 951 dentistes. Ces chiffres équivalent respectivement à 1,35 médecin, 0,55 infirmière et 0,78 dentiste pour 1 000 habitants. En 2005, la Colombie a été signalée pour avoir seulement 1,1 médecin pour 1 000 habitants contre une moyenne latino-américaine de 1,5. Le secteur de la santé est considéré comme gangrené par la corruption (es), ce qui inclut la mauvaise affectation des fonds et le détournement des contributions.
Le tourisme médical est une activité bien développée en Colombie, en particulier en ce qui concerne les secteurs de la chirurgie esthétique et des soins dentaires, dans les villes de Bogota, Cali et Medellín. Dans la ville de Cali, en 2010, 50 000 actes de chirurgie esthétique auraient été effectués, dont près de 14 000 sur des patients étrangers.
Le personnel soignant est généralement mal rémunéré. Les aide-soignantes gagnent en moyenne en 2020 l'équivalent de 305 dollars par mois, les chefs d'équipe 672 dollars, selon les données officielles du gouvernement. À Bogota, 61 % des 89 000 infirmiers et aides-soignants ne cotisent pas pour leur retraite. En outre, 33 % ne sont pas couverts par l'assurance contre les risques professionnels.
D'après l'Organisation des Nations unies pour l'alimentation et l'agriculture (FAO), 54,2 % des foyers colombiens sont exposés à l'insécurité alimentaire en 2019. En outre, 560 000 enfants de moins de cinq ans souffrent de sous-nutrition chronique.
D'après une étude portant sur la période 1990-2015, plusieurs millions de Colombiens n'ont pas connu un développement normal de leur intelligence après avoir souffert durant leur enfance de sous-nutrition chronique.
Jusqu'en 2022, l'avortement est interdit, sauf si la vie de la mère est en danger, si le fœtus a une malformation génétique ou si la grossesse est le résultat d'un viol. En dépit de l'interdiction, il est tout de même largement pratiqué dans le pays de manière clandestine et inégalitaire : les plus riches ayant accès aux avortements les moins dangereux pour la santé de la mère, tandis qu’une grande partie des Colombiennes, dans les campagnes et les quartiers les plus pauvres, n’y ont pas accès. Le nombre d’avortements clandestins est estimé à 400 000 annuellement. En 2020, le chef de l’État Iván Duque fait état de son opposition à une éventuelle extension du droit à l'avortement (« Je suis une personne pro-vie, je crois en la vie dès la conception ») et le Centre démocratique (droite conservatrice) défend l'idée d'un référendum contre ce qu'il appelle le « laxisme de l'avortement ». En février 2022, la Cour constitutionnelle dépénalise l'avortement jusqu'à 24 semaines, quel que soit le motif, contre l'avis du président Ivan Duque, qui qualifie cette décision « d'atroce ».

### Éducation

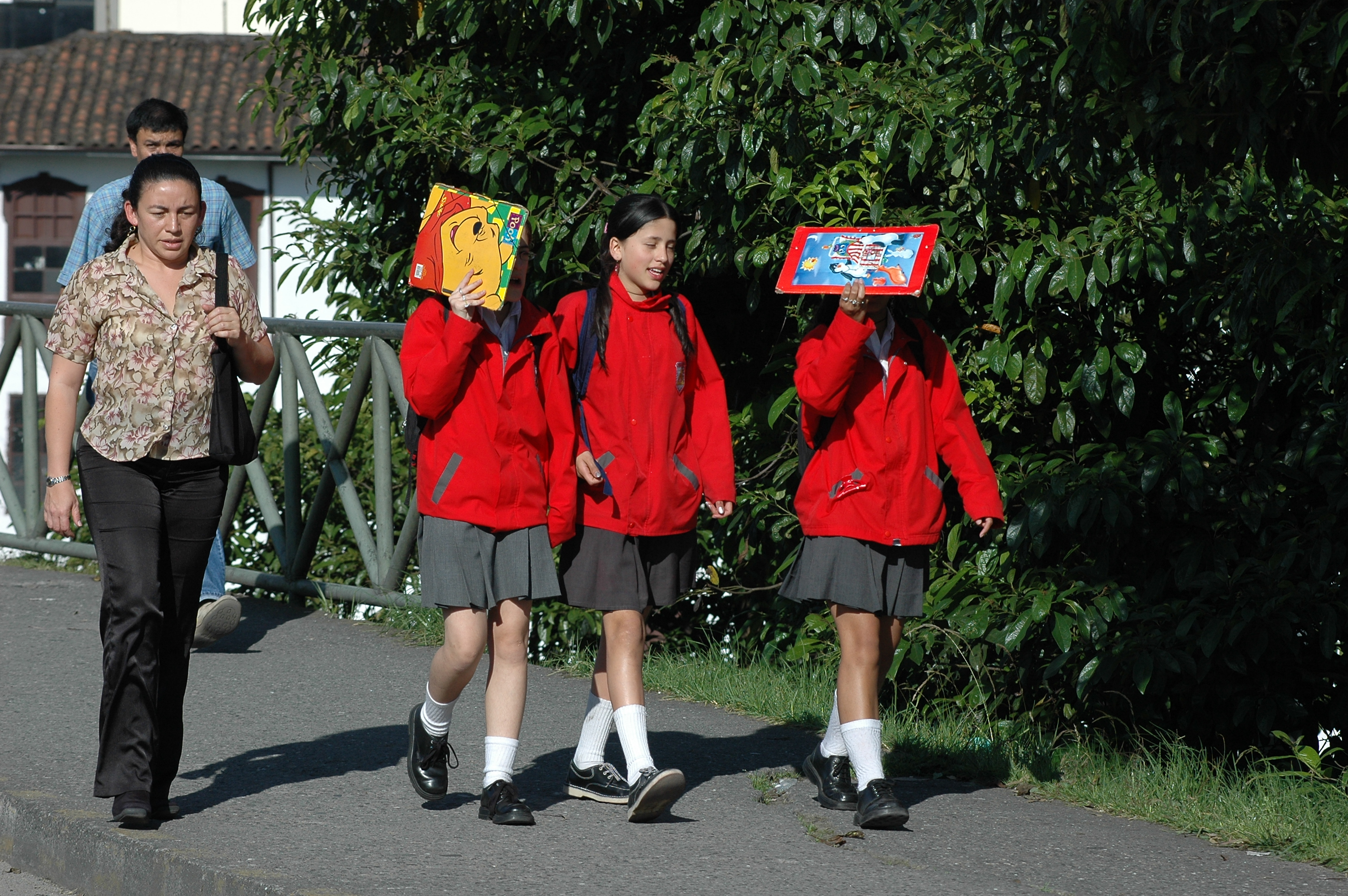
Écolières colombiennes

L'expérience éducative de nombreux enfants colombiens commence par la fréquentation d'une école maternelle jusqu'à l'âge de cinq ans (Educación preescolar). L'éducation de base (Educación básica) est obligatoire selon la loi, . Elle comporte deux phases : l'éducation de base primaire (Educación básica primaria) qui va de la première à la cinquième année (les enfants de six à dix ans) et l'enseignement secondaire de base (Educación básica secundaria), qui va de la sixième à la neuvième année (les enfants de onze à quatorze ans). L'éducation de base est suivie par la formation professionnelle intermédiaire (Educación media vocacional) qui occupe les dixième et onzième années (adolescents de quinze et seize ans).
Il peut y avoir différentes modalités de formation professionnelle ou de spécialités (académiques, techniques, commerciales, etc.) selon le programme adopté par chaque école. Cependant, dans de nombreuses zones rurales, les enseignants sont peu qualifiés, et seules les cinq années de l'enseignement primaire sont offertes. L'année scolaire peut s'étendre de février à novembre ou d'août à juin ; dans beaucoup d'écoles publiques, la présence est divisée en sessions du matin et de l'après-midi, pour accueillir un plus grand nombre d'enfants.
Après la réussite de toutes les années de formations de base et intermédiaire, un diplôme d'études secondaires est décerné. Le diplômé du secondaire est appelé bachiller, parce que l'école secondaire de base et l'enseignement intermédiaire sont traditionnellement considérés comme un ensemble unitaire appelé bachillerato (de la sixième à la onzième année). Les étudiants en dernière année de l'enseignement intermédiaire doivent réussir un examen d'État, l'examen ICFES (en) (rebaptisé Saber 11), afin d'accéder à l'enseignement supérieur (Educación superior).
| Âge    | 3 ans      | 4 ans      | 5 ans      | 6 ans           | 7 ans           | 8 ans           | 9 ans           | 10 ans          | 11 ans            | 12 ans            | 13 ans            | 14 ans            | 15 ans           | 16 ans           |
| ------ | ---------- | ---------- | ---------- | --------------- | --------------- | --------------- | --------------- | --------------- | ----------------- | ----------------- | ----------------- | ----------------- | ---------------- | ---------------- |
| Niveau | Preescolar | Preescolar | Preescolar | Básica primaria | Básica primaria | Básica primaria | Básica primaria | Básica primaria | Básica secundaria | Básica secundaria | Básica secundaria | Básica secundaria | Media vocacional | Media vocacional |

Le premier cycle de l'enseignement supérieur comprend les études professionnelles, techniques, technologiques et intermédiaires et les études post-universitaires. Les bachilleres peuvent entrer dans un programme de carrière professionnelle de premier cycle offert par une université.
Ces programmes peuvent durer jusqu'à cinq années (ou moins pour les enseignements technique, professionnel et technologique intermédiaire, et les études supérieures), et même jusqu'à six ou sept ans pour certains métiers, comme la médecine. En Colombie, les étudiants vont directement dans un programme de formation professionnelle dans une université ou tout autre établissement d'enseignement, pour obtenir un diplôme professionnel, technique ou technologique. Une fois diplômés de l'université, ils reçoivent un diplôme (professionnel, technique ou technologique) et sont autorisés (si une autorisation est nécessaire) à pratiquer le métier qu'ils ont choisi. Pour certains programmes de carrière professionnelle, les élèves sont tenus de passer l'examen Saber-Pro, anciennement connu sous le nom d'ECAES, durant leur dernière année d'études universitaires de premier cycle.
Les dépenses publiques d'éducation en pourcentage du produit intérieur brut étaient, en 2006, de 4,7 % — l'un des taux les plus élevés d'Amérique latine — contre 2,4 % en 1991. Cela représentait 14,2 % des dépenses totales du gouvernement,.
En 2006, les taux de scolarisation primaire et secondaire nets s'établissaient respectivement à 88 % et 65 %, légèrement en dessous de la moyenne régionale en Amérique latine. Le temps moyen passé à l'école était de 12,4 ans. Parmi la population âgée de 15 ans et plus, les personnes alphabétisées représentent un total enregistré de 92,3 %, dont 97,9 % des 15-24 ans, ces deux taux étant légèrement plus élevés que la moyenne régionale. Cependant, le niveau d'alphabétisation est nettement plus faible dans les zones rurales.
Seulement 9 % des étudiants issus de familles pauvres ont accès à l’université contre 53 % des étudiants issus de familles riches.

### Langues
L'article 10 de la Constitution colombienne établit que l'espagnol (ou castillan) est la langue officielle du pays alors que les langues et dialectes des groupes ethniques sont aussi officiels dans leurs territoires respectifs. L'enseignement dans les communautés ayant une tradition propre sur le plan linguistique est bilingue. Environ 65 langues indigènes et deux créoles sont encore parlées ; les plus notables sont le wayuu, le paez, le misak et l'emberá.
Il existe une grande diversité de dialectes de l'espagnol, tant sur le plan lexical (sémantique) que morphologique, syntaxique ou prosodique, bien que le seseo et le yeïsme et d'autres caractéristiques largement répandues dans l'espagnol d'Amérique soient communs à toutes les variantes.
Le dialecte parlé dans le nord du pays est apparenté au costeñol, aussi parlé dans d'autres pays de la Caraïbe, comme Panama, le Venezuela, Cuba, la République dominicaine, Porto Rico et le Nicaragua.
Au contraire, l'espagnol parlé dans la zone andine du Sud colombien est rattaché au dialecte des Andes (es), commun avec les zones montagneuses d'Équateur, du Pérou, de la Bolivie et d'Argentine. Les différentes aires géographiques du pays regroupent des modalités variées, notamment au niveau des personnes grammaticales (voseo et tutoiement).
Dans l'archipel de San Andrés, Providencia et Santa Catalina, l'anglais est très largement parlé et présent dans la population.

### Religions
| Religion           | Pourcentage |
| ------------------ | ----------- |
| Catholicisme       | 79 %        |
| Protestantisme     | 13 %        |
| Sans religion      | 6 %         |
| Autres confessions | 2 %         |

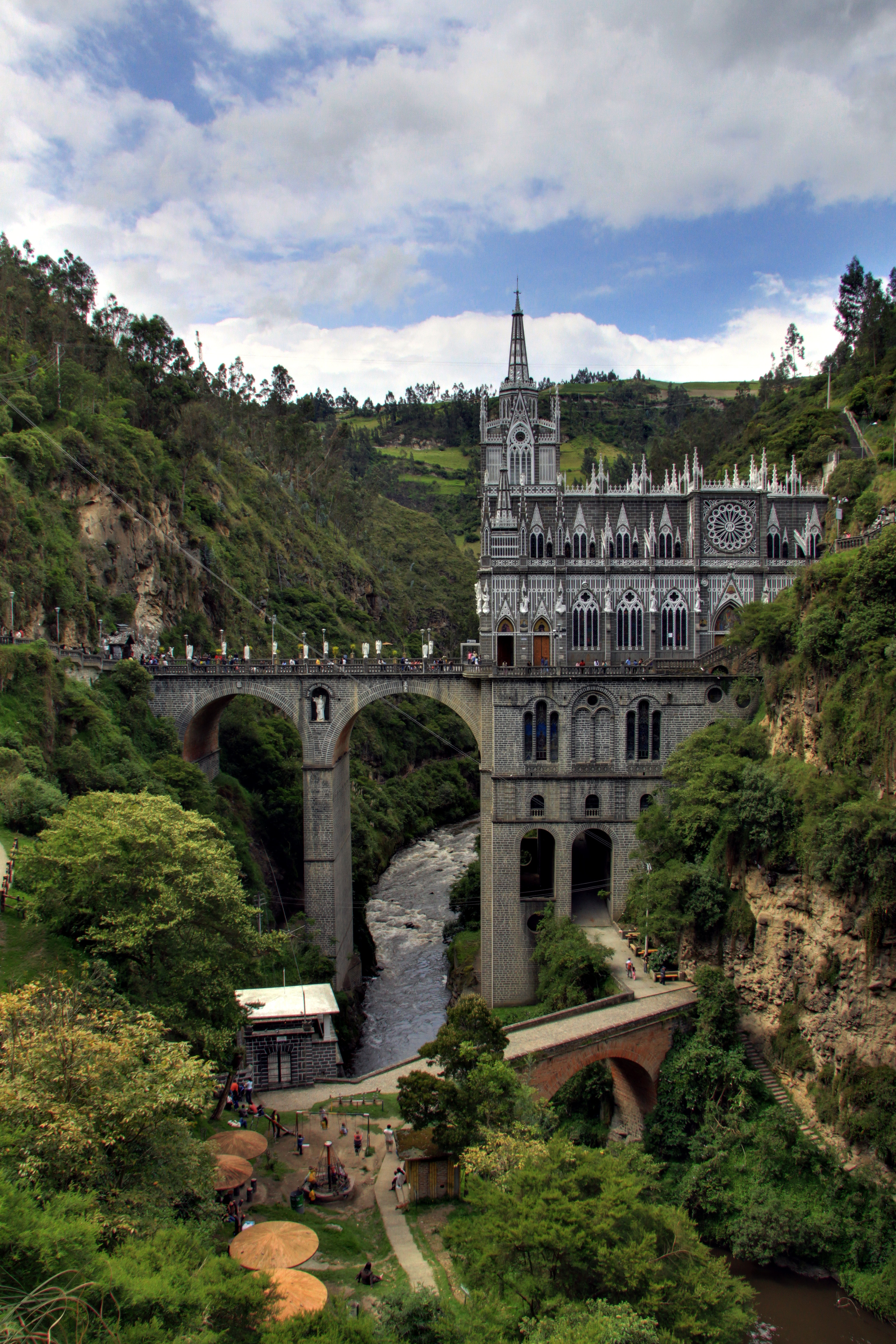
Le sanctuaire de Las Lajas, situé à proximité d'Ipiales.

La Constitution colombienne de 1991 garantit la liberté de culte et l'égalité de toutes les croyances devant la loi et aucune religion n'est déclarée officielle. Cependant la religion largement prédominante est le christianisme, en particulier la confession catholique romaine, avec près de 93 % de la population s'en réclamant ou étant recensés comme catholiques. Ces chiffres reposent néanmoins notamment sur la proportion de baptêmes catholiques et ne reflètent pas nécessairement le nombre de croyants. Les 7 % restant sont majoritairement affiliés à des mouvements protestants, essentiellement les courants évangéliques des États-Unis, pentecôtistes ou néo-pentecôtistes, ainsi que, pour une part plus réduite de la population, les Églises chrétiennes historiques non catholiques (presbytérianisme, églises épiscopaliennes, anglicanisme, baptisme, mennonisme, méthodisme). L'église évangélique regroupant le plus grand nombre de fidèles est l'Église pentecôtiste unie de Colombie (Iglesia Pentecostal Unida de Colombia), avec plus de 3 000 congrégations et une présence dans tous les départements du pays. Les religions monothéistes non chrétiennes sont faiblement représentées. Dans les communautés indigènes et afro-américaines, se revendiquant généralement du catholicisme, on trouve de façon très isolée des pratiques syncrétiques entre christianisme et traditions ancestrales.
Cependant, une étude publiée par Corporación Latinobarómetro affirme que la population colombienne compte environ 75 % de catholiques et 14 % se réclamant d'autres religions. Un rapport du Ministère de l'Intérieur indique la présence de « 850 mouvements religieux en Colombie en 2013 et 1967 églises évangéliques, ces dernières concurrençant l'Église catholique de Colombie, qui reste l'une des plus conservatrices d'Amérique du Sud ».
Jusqu'en 1991, le christianisme catholique était la religion officielle de l'État et le pays était dévoué au Sacré-Cœur,. L'expression « Pays du Sacré-Cœur » (País del Sagrado Corazón) est courante dans la presse nationale pour désigner le pays.
La religion est un thème central de la vie politique du pays. Au XIXe siècle, plusieurs guerres civiles ont été suscitées par des questions religieuses, et de la fin du XIXe siècle à 1930, l’archevêque de Bogotá devait donner son placet au candidat présidentiel du parti conservateur. L'Église maintient une position intransigeante à l’égard des libéraux au moment de leur retour au pouvoir en 1930, et des courants radicaux appellent à la « guerre sainte » contre les libéraux pendant la période connue comme La Violencia (1946-1958),. De nos jours, des partis politiques ont été créés dans les rangs des mouvements pentecôtistes, et les « megachurchs » reçoivent régulièrement la visite des candidats aux élections. Certaines décisions politiques restent largement influencées par des intérêts religieux.
En 2001, fut tenu à Bogota le premier Congrès mondial des athées.

## Culture

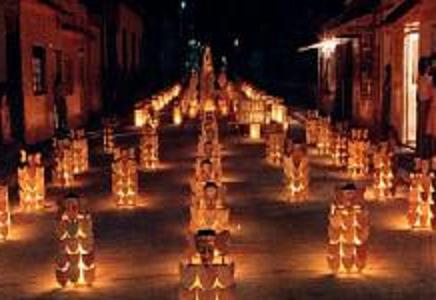
Día de las Velitas (Jour des petites bougies), l'une des fêtes traditionnelles en Colombie. C'est le jour de l'ouverture de Noël du pays.

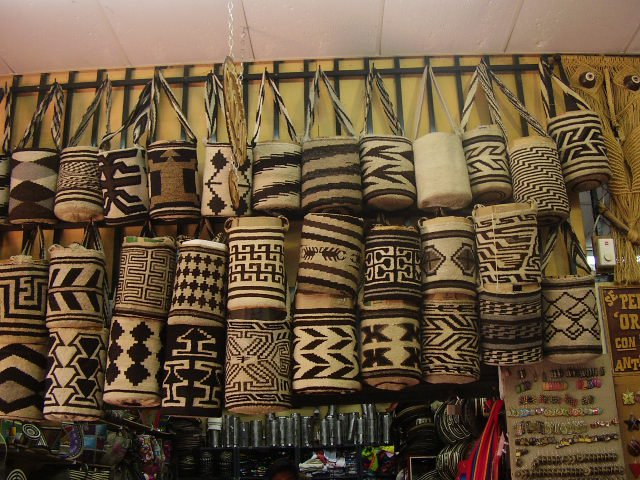
, un des artisanats typiques de Colombie.

La culture colombienne présente une diversité due à la confluence d'influences multiples dans l'histoire du pays : les cultures indigènes déjà établies à l'arrivée des Espagnols, la culture européenne (en particulier espagnole) et les cultures africaines importées au cours du processus de colonisation. Elle partage certains traits fondamentaux avec d'autres cultures hispano-américaines, notamment sur le plan de la religion, de la musique, des danses, des variantes de la langue espagnole parlée, ainsi que des festivités ou d'autres traditions.
L'hétérogénéité des différentes cultures régionales colombiennes s'explique en partie par l'isolement géographique connu par certaines d'entre elles. Les groupes culturels régionaux les plus importants sont les Cachacos (es) (résidant dans la cordillère Orientale), les Paisas (dans le département d'Antioquia), les llaneros (littéralement « habitants des plaines », en Orénoquie), les Vallunos (es) (habitants de la Valle del Cauca), les Costeños (es) (dans la Région Caraïbe) et les Santandereanos dans les départements du Norte de Santander et de Santander, qui recueillent chacun différentes influences culturelles notamment liées à leurs ascendances respectives.

### Dans la culture populaire
La représentation de la Colombie dans la culture populaire, en particulier la représentation du peuple colombien dans le cinéma et la fiction, a été dénoncée par les organisations colombiennes,, et le gouvernement comme étant largement négative et soulevant des inquiétudes du fait qu'elle renforce, voire engendre, des stéréotypes, un préjudice sociétal et une discrimination due à l'association de la Colombie avec la pauvreté, le trafic de stupéfiants, le terrorisme et d'autres éléments criminels. Ces stéréotypes sont considérés comme injustes par beaucoup de Colombiens,. Le gouvernement colombien a financé les campagnes de publicité « Colombia es Pasión » et « La Respuesta es Colombia » pour améliorer l'image de la Colombie à l'étranger, avec des résultats mitigés,.

### Gastronomie

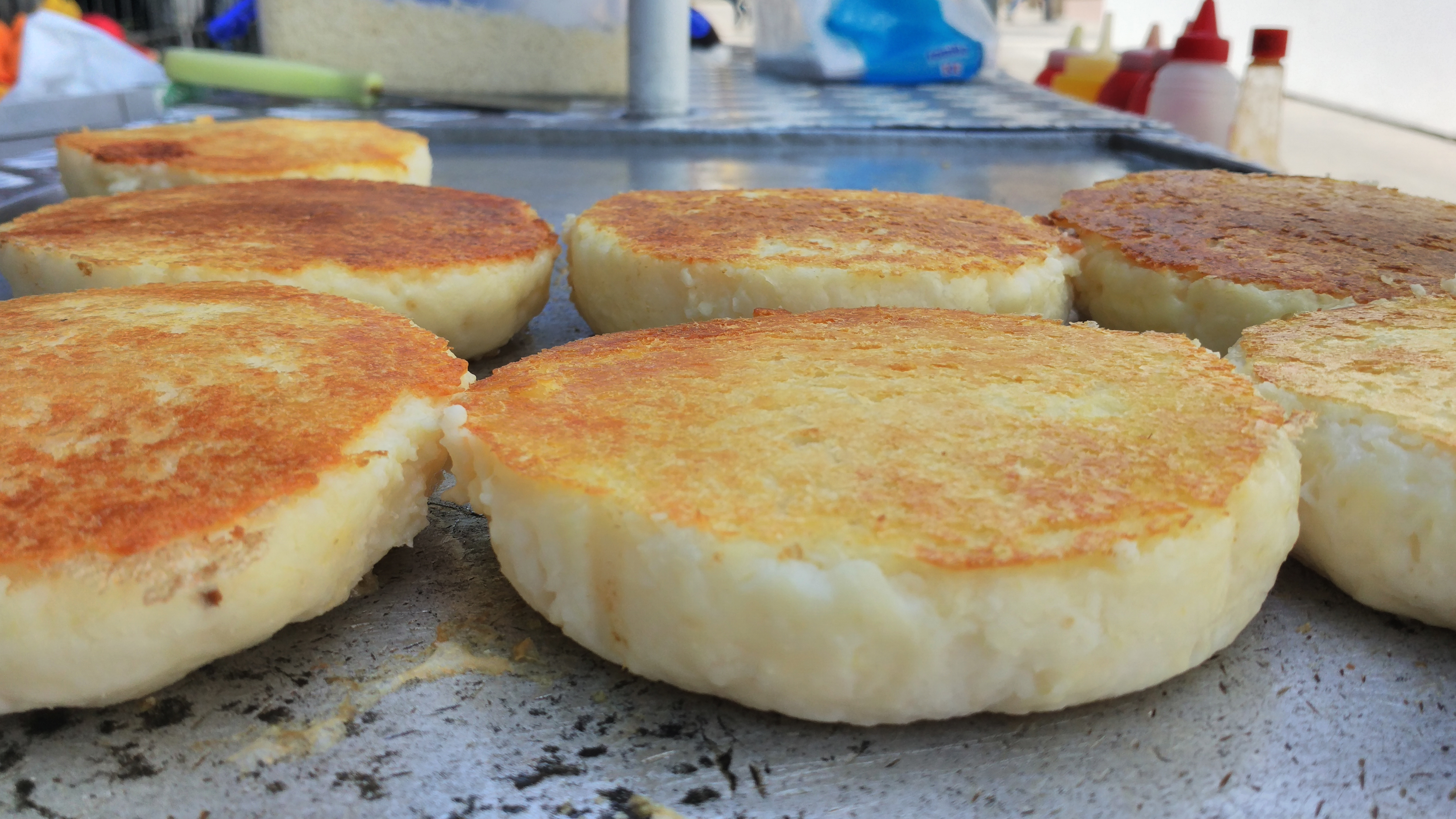
L'arepa est la spécialité colombienne par excellence.

La cuisine colombienne, fortement influencée par les populations espagnoles et indigènes, n'est pas aussi connue que d'autres cuisines d'Amérique latine comme celles du Pérou ou du Brésil. Mais, pour le voyageur aventureux, il y a beaucoup de plats délicieux à essayer, outre les fruits, le rhum, et le café colombien. Les plats les plus populaires sont : l'ajiaco, la bandeja paisa et d'autres, chaque région rivalisant de spécialités, l'arepa — une galette de maïs blanc ou jaune — se trouvant pour sa part sous diverses formes dans tout le pays.

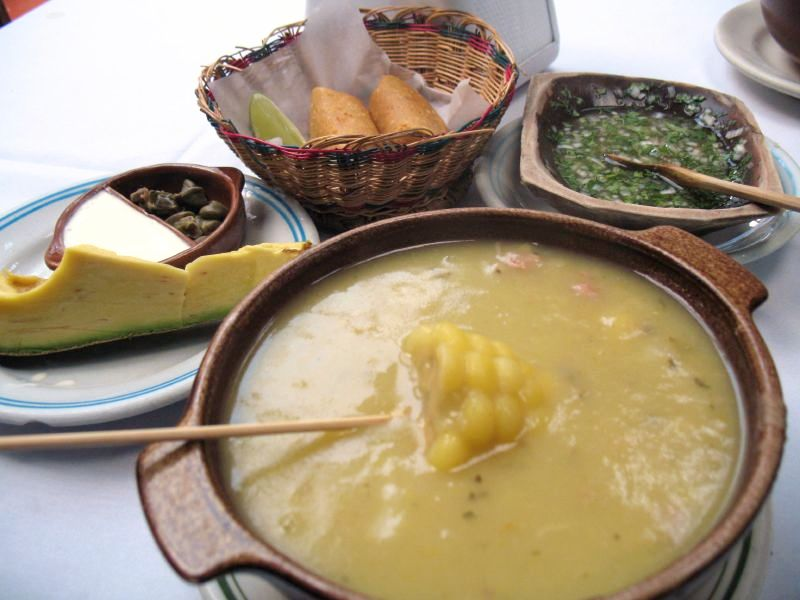
Ajiaco de Bogota.

L'ajiaco est un plat traditionnel des Andes originaire de Bogota. Fondamentalement, c'est un plat à base de pommes de terre, de poulet, de maïs et d'un soupçon de guasca, une herbe locale.
Le sancocho est un plat traditionnel originaire de la côte nord. Il se compose essentiellement avec tout type de viande, du maïs, des pommes de terre, du manioc, des bananes plantain et des épices locales qui sont cuits ensemble pour former une soupe.
Le cuchuco est un ingrédient culinaire, et par extension aussi le nom de la soupe préparée avec cet ingrédient, élaboré avec des grains de maïs, d'orge ou de blé, particulièrement sur les altiplanos de Boyacá et de Cundinamarca.

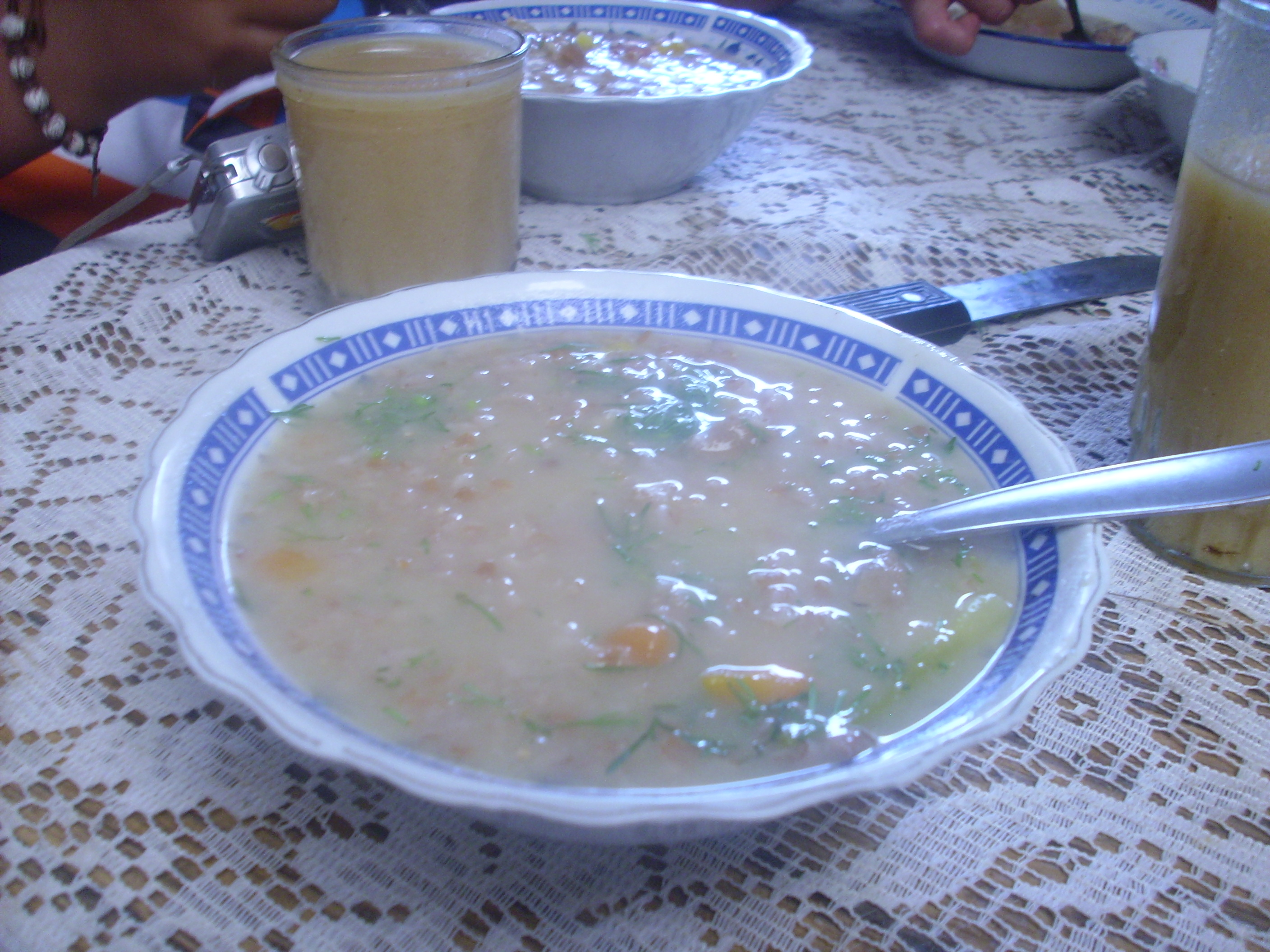
Un cuchuco de blé.

La bandeja paisa provient d'Antioquia ; elle est faite avec plusieurs ingrédients qui rendent nécessaire l'utilisation d'un plateau (bandeja en espagnol, d'où son nom). Elle est composée de haricots, de riz, d'œufs frits, de chorizo et d'autres ingrédients en fonction de la région.
Les tamales sont des plats tout en un accompagnés de semoule de maïs, enveloppés et cuits à la vapeur dans une feuille de bananier. Ils peuvent être remplis de poulet, de porc, de pommes de terre, de pois, de carottes, de riz. Les tamales varient en forme et en garniture dans chaque région, et presque chaque région a ses propres variations. Certaines variations bien connues viennent de Tolima, Santander, Cúcuta, Bogota et Valle del Cauca, pour n'en nommer que quelques-unes.
La fritanga est un autre plat populaire colombien fait de viande, de bananes plantain frites et de pommes de terre à la sauce aji mangé dans toute la Colombie. Il est souvent utilisé pour partager entre amis et en famille.

### Littérature

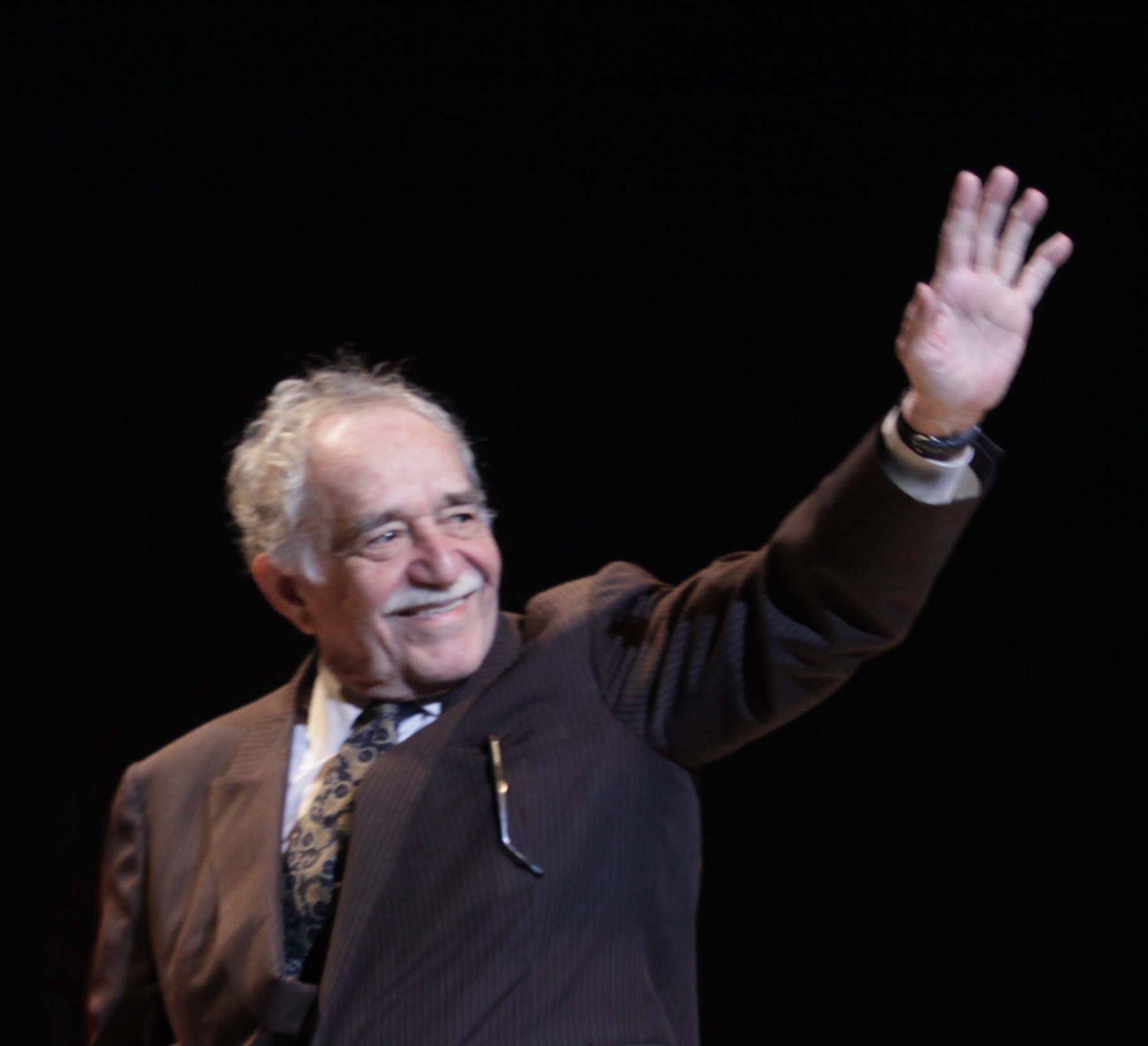
L'écrivain colombien Gabriel García Márquez, prix Nobel de littérature.

La littérature colombienne remonte à l'époque de la colonisation espagnole, période au cours de laquelle furent notables des écrivains comme Hernando Domínguez Camargo (es), avec son poème épique à Ignace de Loyola, Juan Rodríguez Freyle (es), auteur de la chronique El Carnero (es), et la religieuse Francisca Josefa del Castillo, représentante du mysticisme.
Après l'indépendance, parmi les auteurs colombiens liés au romantisme on peut citer Antonio Nariño, José Fernández Madrid, Camilo Torres Tenorio et Francisco Antonio Zea. À la fin du XIXe siècle et au début du XXe siècle, le genre costumbrista acquit une certaine popularité, avec des auteurs comme Tomás Carrasquilla, Rafael Pombo (particulièrement remarqué dans le champ de la littérature de jeunesse) et Jorge Isaacs. Au cours de cette même période, José Asunción Silva, José Eustasio Rivera, León de Greiff, Porfirio Barba-Jacob et José María Vargas Vila développèrent une littérature moderniste. En 1871 fut fondée l'Académie colombienne de la langue (es), première académie de la langue espagnole à voir le jour en Amérique.
Entre 1939 et 1940 furent publiés à Bogota les sept cahiers de poésie intitulés « Piedra y cielo » (Pierre et ciel), édités par le poète Jorge Rojas et qui exercèrent une influence considérable dans le pays. Au cours de la décennie suivante et en réponse au climat de violence de l'époque, Gonzalo Arango fonda le mouvement du nadaïsme, influencé par le nihilisme, l'existentialisme et la pensée d'un autre grand écrivain colombien, Fernando González Ochoa.
Par la suite, surgirent dans le cadre du dénommé Boom latino-américain plusieurs écrivains rencontrant un succès tant populaire que critique, en particulier le prix Nobel de littérature Gabriel García Márquez et son chef-d'œuvre Cent ans de solitude, Eduardo Caballero Calderón, Manuel Mejía Vallejo et Álvaro Mutis, seul colombien à avoir reçu les prestigieux Prix Cervantes et Prix Prince des Asturies des lettres. D'autres auteurs contemporains importants sont Fernando Vallejo et Germán Castro Caycedo (es), écrivain colombien le plus populaire en termes de ventes après García Márquez.

### Arts plastiques

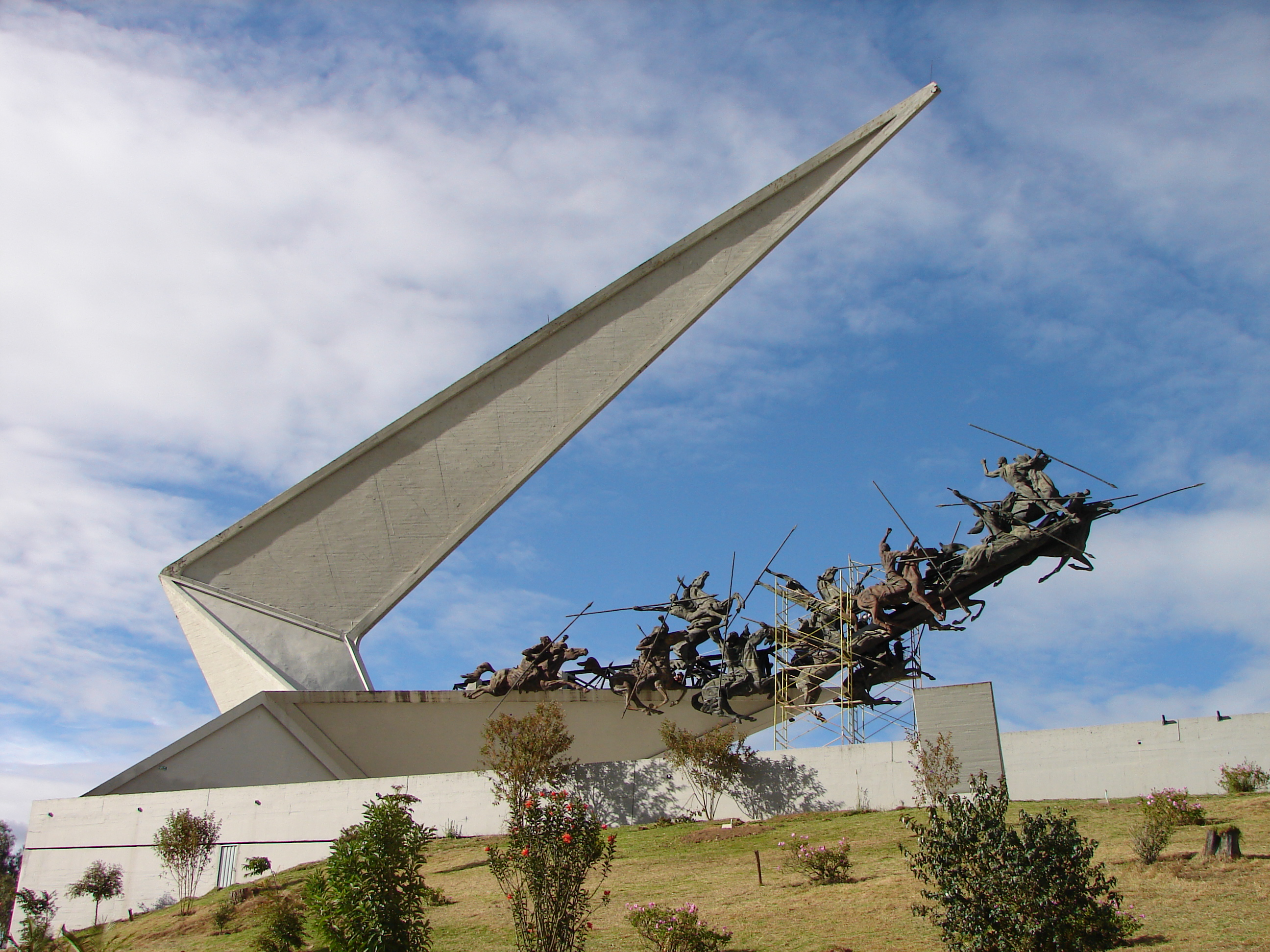
Monument aux Lanciers en l'honneur des participants à la bataille du Pantano de Vargas, réalisé par Rodrigo Arenas Betancourt.

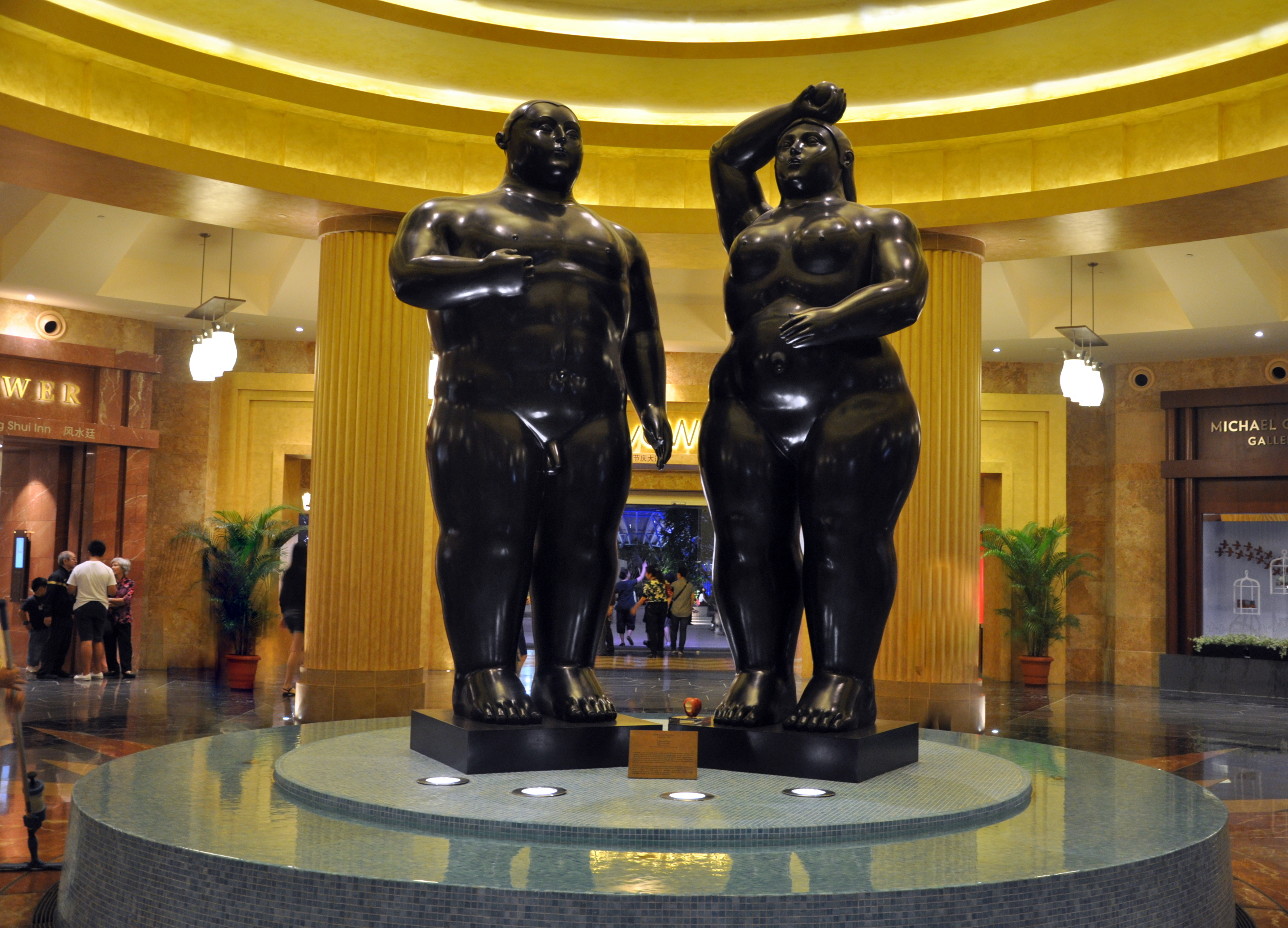
Sculpture de Fernando Botero exposée à Singapour.

La peinture et la sculpture colombiennes sont divisées en périodes. Elles commencent avec l'art des cultures indigènes, abordant les façons de penser des peuples indigènes de l'Amérique et leur manière de concevoir le monde, le sacré, la nature et la société. La période coloniale colombienne montre la fusion de la culture autochtone, de la contribution africaine et de l'art religieux et européen de l'époque. Les arts plastiques du XIXe siècle ne s'éloignent pas des conceptions esthétiques coloniales, mais à la fin de ce siècle apparaissent les premières tentatives académiques de s'en démarquer. En 1886 est ouvert l'École nationale des Beaux-Arts (espagnol : Escuela Nacional de Bellas Artes), une organisation qui a formé la plupart des artistes du début du XXe siècle.
La fin du XXe siècle voit le développement de la peinture et la sculpture contemporaine en Colombie. L’évènement le plus important en Colombie sur l'art colombien est le Salon national des artistes colombiens.
Parmi les grands peintres colombiens se distinguent l'impressionniste Andrés de Santa María, les portraitistes Ricardo Acevedo Bernal et Ricardo Gómez Campuzano (es), les figuratifs Darío Morales (es), David Manzur et Diego Mazuera (es), le paysagiste Gonzalo Ariza (es), l'expressionniste Débora Arango et le muraliste Ignacio Gómez Jaramillo (es). En matière de sculpture sortent du lot Rodrigo Arenas Betancourt (en) et Nadín Ospina (en).
Cependant, beaucoup d'artistes colombiens ont développé leurs travaux autant dans la peinture que dans la sculpture. Tel est le cas de Fernando Botero, célèbre pour son style monumental, Enrique Grau, Francisco Antonio Cano, Luis Alberto Acuña Tapias, Luis Caballero, Santiago Martínez Delgado (es), Juan Antonio Roda (es), Beatriz González, Omar Rayo, Eduardo Ramírez Villamizar (es), le colombo-espagnol Alejandro Obregón et d'autres qui ont obtenu une reconnaissance internationale. Des artistes multifacettes tels que Pedro Nel Gómez ont étendu leurs activités au domaine de l'architecture.
En photographie, Leo Matiz a été élu en 1949 l'un des dix meilleurs photographes au monde. Ont aussi été mis en évidence Luis García Hevia, Melitón Rodríguez (es), Hernán Díaz (es), Abdú Eljaiek, Manuel H (es), Nereo López, Carlos Caicedo, Ignacio Gaitán, Sady González, Luis Benito Ramos (es) et José Crisanto Lizarazo Gómez.

### Musique

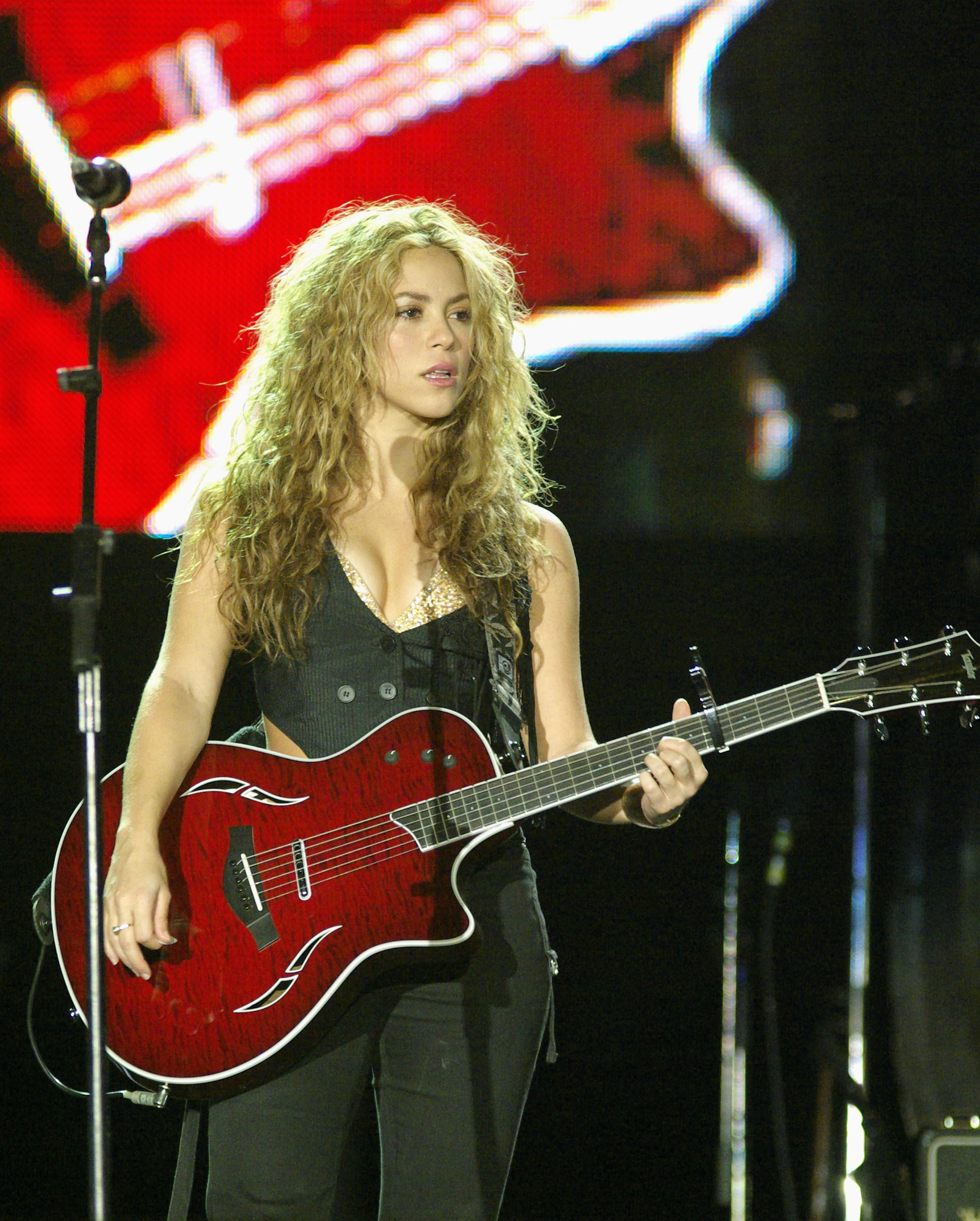
La chanteuse Shakira au festival Rock in Rio de 2008.

La musique colombienne est généralement associée aux rythmes nationaux tels que le bambuco (début du XXe siècle), la cumbia (milieu du XXe siècle), le vallenato, le merengue, genre populaire en Amérique latine, et la salsa, dont les habitants de Cali, los Caleños, ont fait leur moyen d'expression culturel, d'où le nom de salsa caleña. Différents éléments de musique populaire de la Colombie ont été influencés par l'ethnographie espagnole, africaine et amérindienne constituant le pays ainsi que par des courants d'autres pays d'Amérique latine ou anglo-saxonne. Ces diverses influences ont fait de la musique colombienne l'une des plus riches de l'Amérique latine, menant à la reconnaissance internationale de plusieurs artistes colombiens.
La musique colombienne est principalement promue par le soutien de grandes maisons de disques, d'entreprises indépendantes et, dans une moindre mesure, par le gouvernement colombien à travers le ministère de la Culture conseillé par le Consejo Nacional de Música. La Sociedad de Autores y Compositores de Colombia (Sayco) et l’Asociación Colombiana de Intérpretes y productores fonográficos (Acinpro) sont des organismes chargés de collecter et de distribuer les droits de propriété générés par l'utilisation des œuvres à leurs auteurs et aux filiales étrangères qui sont affiliées à la Confédération internationale des sociétés d'auteurs et compositeurs (CISAC).
Depuis 1887, la composition musicale patriotique qui symbolise la Colombie est l'hymne national de la Colombie, qui a été officiellement adopté en 1920.
Beaucoup de produits étrangers ont eu un succès commercial et ont inondé les radiodiffuseurs nationaux qui se consacrent à diffuser de la musique. Parmi ces genres se distinguent le rock, la pop, tous d'origines non-colombiennes mais qui ont influencé la culture, suscitant des vocations locales pour chacun de ces genres. Parmi les chanteurs et chanteuses qui ont eu beaucoup de succès à l'étranger peuvent être cités la chanteuse pop Shakira ou le chanteur Juanes. Des quelques genres musicaux nés en Colombie, celui qui a obtenu le plus de succès commercial est le vallenato. Combinant un grand nombre de ces genres sont apparus de nouveaux genres de fusion tels que le tropipop et la champeta.

### Arts de la scène

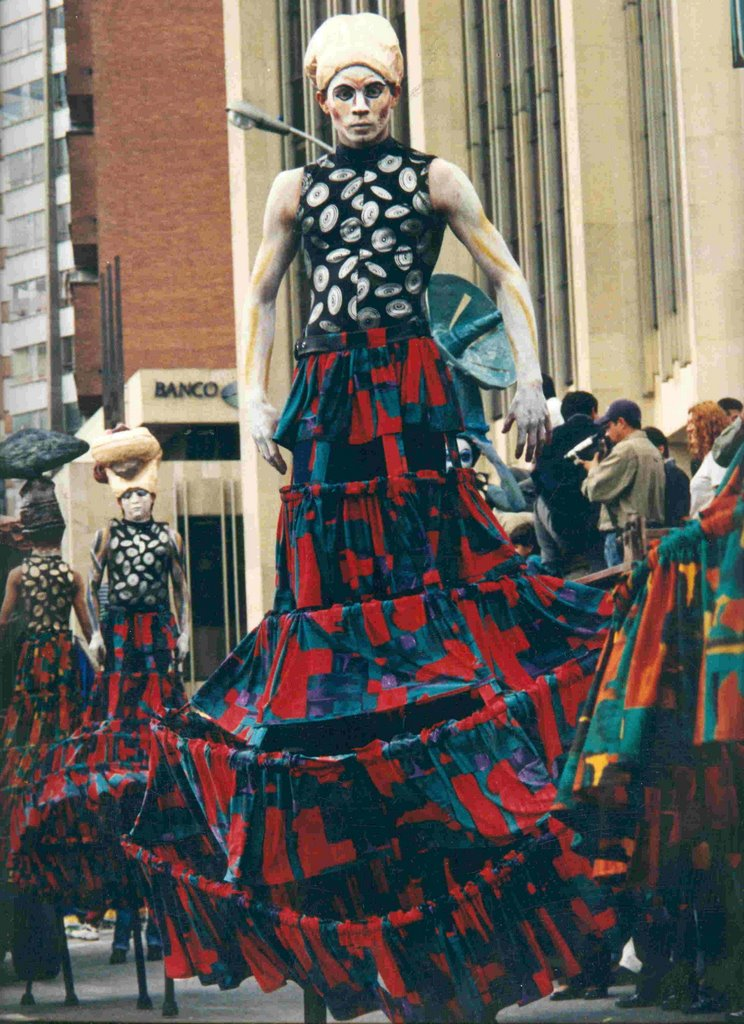
Festival de théâtre ibéro-américain de Bogota.

#### Théâtre
Le théâtre fut introduit en Colombie durant l'époque de la colonisation espagnole en 1560 par des compagnies de zarzuela. Le théâtre en Colombie est principalement soutenu par le ministère de la Culture et différentes entités étatiques ou privées.
Le Festival de théâtre ibéro-américain (es) est un évènement culturel de caractère international qui se tient tous les deux ans à Bogota et fut dirigé et produit, jusqu'à sa mort en août 2008, par Fanny Mikey, actrice et entrepreneur culturelle d'origine argentine naturalisée colombienne. C'est l'événement culturel majeur en Colombie et l'un des festivals des arts du spectacle les plus importants du monde.
Les autres événements théâtraux importants sont le Festival international de marionnettes la Fanfarria à Medellín, le Festival international de théâtre de Manizales (es) à Manizales, le Festival international de théâtre de la Caraïbe (es) à Santa Marta et le Festival artistique national et international de culture populaire « Invasión Cultural » à Bogota.

#### Cinéma
Au cours de son histoire, le cinéma colombien n’a pas été considéré comme une industrie rentable, ce qui fit obstacle à une continuité de sa production. Lors des premières décennies du XXe siècle, quelques compagnies ont essayé de nourrir un niveau constant de production ; mais le manque d'appui économique et la forte concurrence étrangère ont cassé les initiatives. Grâce à la création de la Compañía de Fomento Cinematográfico (FOCINE), quelques productions ont pu être réalisées. Cependant, cette compagnie a été liquidée au début des années 1990. Actuellement[C'est-à-dire ?], grâce à la loi du cinéma approuvée en 2003, des initiatives renaissent autour de l’activité cinématographique, ce qui permet une relance du cinéma colombien tant sur le plan national qu’international.

### Médias

#### Presse écrite

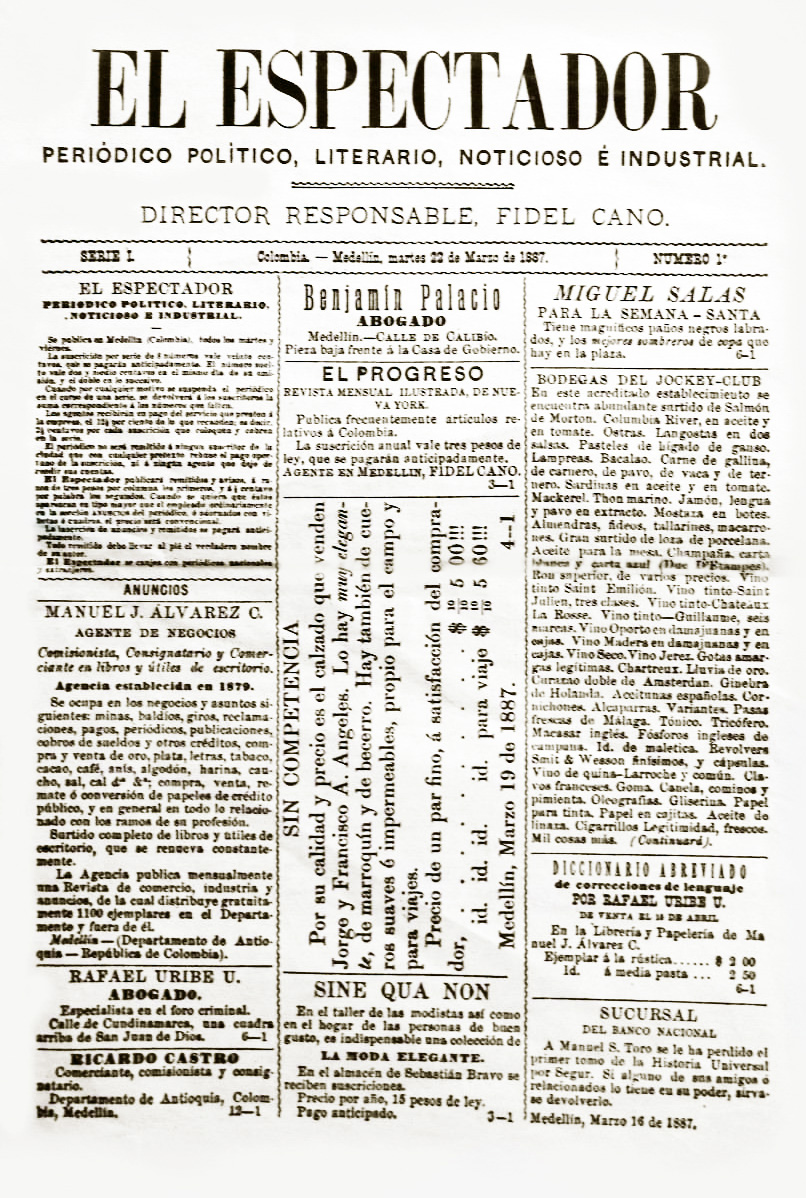
Première couverture dEl Espectador (1887).

L'organisation Reporters sans frontières considère en 2016 la Colombie comme le pays le plus dangereux du continent américain, après le Mexique, pour les journalistes. Ces derniers étant particulièrement sous la menace des groupes paramilitaires, les Bacrim. Le pays se situe à la 134e place au « classement mondial de la liberté de la presse ».
Le journal à la diffusion nationale la plus importante est El Tiempo, propriété de la Casa Editorial El Tiempo (es) (CEET) appartenant en partie à la famille Santos dont l'un des membres, Juan Manuel Santos, est l'actuel président de la République (élection en 2010, réélection en 2014). Le deuxième journal important est El Espectador, qui est depuis 2001 un hebdomadaire. Il existe aussi El Espacio, La República, Portfolio (appartenant à la CEET) et, de tirage plus limité, El Nuevo Siglo et Diario Deportivo. Plusieurs journaux ayant la dénomination de « nationaux » ont en réalité leur diffusion limitée aux grandes villes.
Les journaux régionaux ont un important corpus de lecteurs. Parmi ceux-ci on trouve notamment El Colombiano à Medellín, El País à Cali, El Heraldo à Barranquilla et Vanguardia Liberal à Bucaramanga. El País a lancé un petit quotidien concurrençant les tabloïds locaux, tout comme la CEET qui possède une télévision et d'autres médias tels que ADN (es), un journal gratuit de diffusion nationale dont le contenu change en fonction de la localité où il est publié. La Semanario Voz (es), de diffusion nationale, est le plus connu au sein de le presse dite « alternative ».

#### Télévision
La télévision, en Colombie, comprend trois chaînes nationales publiques : Canal Uno, appartenant à l'État, mais diffusant des programmes privés, Señal Colombia, la chaîne culturelle, et Canal Institucional qui remplace la chaîne Canal A. Les chaînes privées RCN Televisión et Caracol Televisión sont les chaînes de télévision nationales les plus regardées dans le pays.
Les chaînes régionales couvrent un département ou plus et leur contenu est élaboré suivant leur public particulier. Canal Capital (es) à Bogota, et Teleantioquia (es), sont uniquement destinées à ces départements, bien que cette dernière chaîne diffuse également des programmes pour le Chocó. Telecafé (es), couvre le Risaralda, le Quindío et le Caldas. Telecaribe (es) s'adresse aux habitants de la région caraïbe de la Colombie. Telepacífico (es), bien que son contenu soit largement vallecaucano, vise aussi le Cauca, le Nariño et dans une moindre mesure le Chocó. Televisión Regional del Oriente (es) (TRO) se concentre sur les départements de Santander et Norte de Santander. Canal 13 (en) est la tentative la plus ambitieuse de couvrir les départements de Cundinamarca, Boyacá, Tolima et Huila ainsi que de vastes territoires de l'Orénoquie et de l'Amazonie. Teleislas (es) couvre l'archipel de San Andrés et Providencia, peu peuplé mais à l'identité et à l'histoire très particulières.
La plupart des foyers sont abonnés à la télévision privée par câble, la Colombie étant le pays d'Amérique latine avec la plus forte couverture pour la télévision par câble, atteignant 84,4 % des Colombiens en 2013. Telmex, Cable Union, Vision Satellite et DirecTV en sont des diffuseurs de portée nationale. Cependant une grande partie de la couverture est réalisée par des petites et moyennes entreprises régionales.
Tout le secteur est chapeauté par la Autoridad Nacional de Televisión (es), un organisme de contrôle du même niveau que la Banque de la République.

#### Radio
La radio en Colombie est apparue en 1929, durant la présidence de Miguel Abadía Méndez avec l'entrée en fonction de l'émission de caractère commercial HJN à Bogota.

### Sport
Le sport en Colombie est promu par le gouvernement par l'intermédiaire du Coldeportes (Instituto Colombiano del Deporte), sous la tutelle du ministère de la Culture, par les Secrétariats municipaux et départementaux de récréation et sports, ainsi que par des associations indépendantes telles que les fédérations, instituts et ligues dans les différentes disciplines sportives. Les sports soutenus par le gouvernement se déroulent suivant la législation éducative en centres sportifs colombiens comme les écoles sportives, le sport universitaire et les jeux inter-universités. Les principales installations sportives se concentrent dans les villes les plus peuplées, où se tiennent régulièrement les jeux sportifs nationaux de Colombie (es).

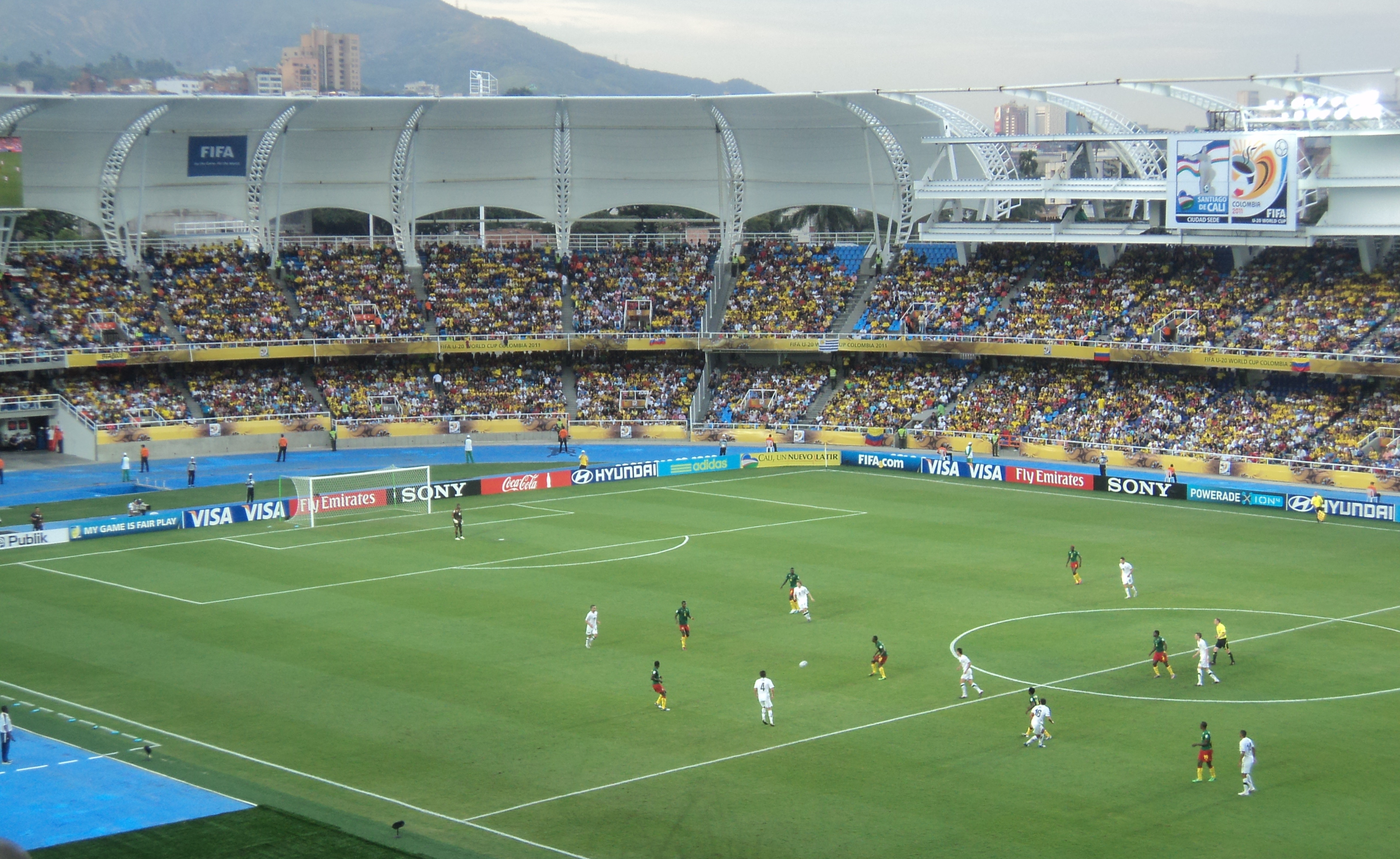
Le stade olympique Pascual-Guerrero de Cali durant la Coupe du monde de football des moins de 20 ans 2011.

Bien que le tejo, ou turmequé, un jeu d'origine indigène, soit considéré comme le sport national, le football est de loin le sport le plus populaire du pays. La Fédération colombienne de football, affiliée à la FIFA et à la Confédération sud-américaine de football, dirige la pratique de ce sport dans le pays et prend en charge les tournois internationaux qui se tiennent dans la nation, comme la Copa América 2001 et la Coupe du monde de football des moins de 20 ans de 2011. Elle gère les sélections colombiennes masculine, féminine, moins de 20 ans, moins de 17 ans, et les équipes de football en salle et de football de plage masculines. La fédération dirige la division professionnelle du football colombien, qui organise les championnats de première et deuxième division, et la division amateur du football colombien (es), chargé du football amateur et juvénile.

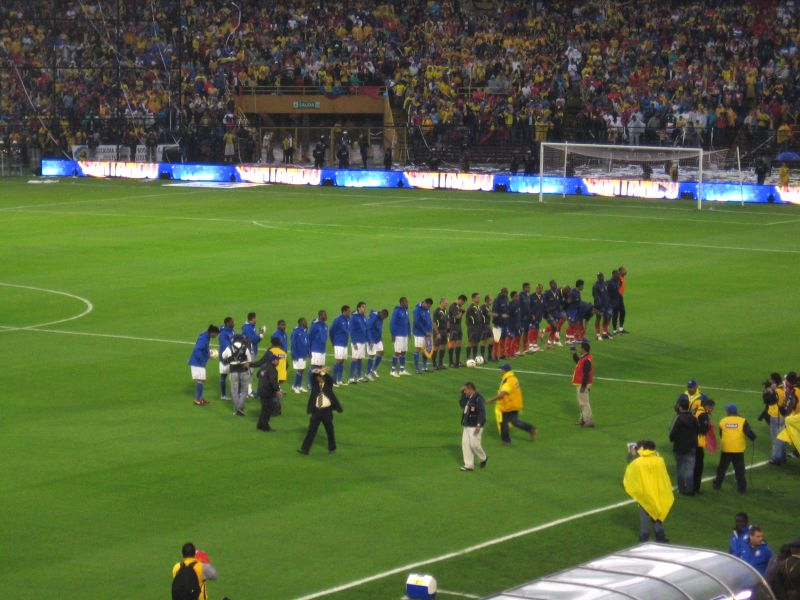
La sélection colombienne face au Brésil.

La sélection nationale s'est qualifiée pour la Coupe du Monde au Chili en 1962, en Italie en 1990 (huitièmes de finale), aux États-Unis en 1994, en France en 1998 et au Brésil en 2014. Le plus important triomphe de la sélection a été la Copa América 2001, dont la Colombie fut le pays hôte. La Colombie a été finaliste de la Copa América 1975 à Caracas contre le Pérou. En ce qui concerne les clubs, les plus grandes réalisations du football colombien ont été obtenues lors des Copas Libertadores par l'Atlético Nacional de Medellín face au Club Olimpia du Paraguay en 1989 et par l'Once Caldas contre le Boca Juniors argentin en 2004. Les Millonarios de Bogota ont été l'équipe la plus titrée en championnat colombien, remportant 14 victoires, la dernière étant en 2012.

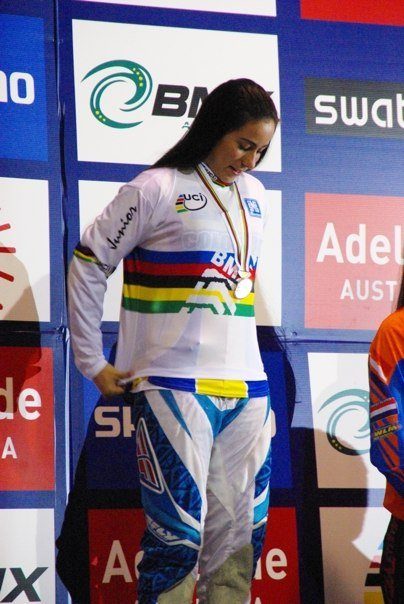
Mariana Pajón, championne olympique à Londres en 2012 et multiple championne mondiale de bicycle motocross.

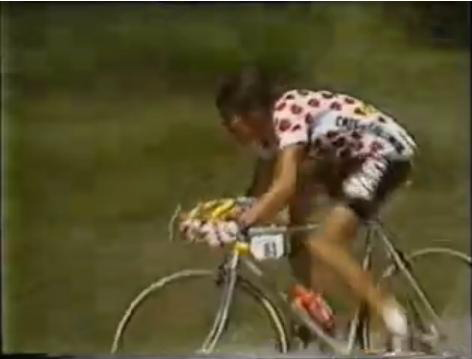
Lucho Herrera, vainqueur du Tour d'Espagne en 1987, de 4 Tours de Colombie, de 4 Clásicos RCN et meilleur grimpeur dans 3 grands tours.

La popularité du football a relégué à un rang secondaire des sports comme le cyclisme, qui a connu une grande popularité depuis la tenue du premier Tour de Colombie en 1951, atteignant son apogée dans les années 1980, quand une série de coureurs comme Luis Herrera, la principale figure, Fabio Parra et Alfonso Flórez, a remporté des victoires importantes dans les grandes compétitions européennes. Herrera est le premier Colombien à remporter une étape du Tour de France en 1984. Il est devenu champion du Tour d'Espagne en 1987 et remporta le Tour de Colombie et le Clásico RCN à plusieurs reprises. D'autres cyclistes importants ont été Efraín Forero, premier champion du Tour de Colombie, Martín Emilio Rodríguez recordman mondial de l'heure en 1970 et champion du monde en 1971, José Patrocinio Jiménez, Santiago Botero et beaucoup d'autres cyclistes colombiens. Dans le cyclisme olympique ont excellé María Luisa Calle et Rigoberto Urán, qui ont remporté des médailles respectivement sur piste et sur route. En 2013, lors du Tour de France, Nairo Quintana, à 23 ans, remporte le maillot blanc du meilleur jeune et le maillot à pois du meilleur grimpeur et finit sur le podium à la deuxième place. En 2019, le colombien Egan Bernal devient le premier coureur latino-américain à remporter le Tour de France. Il gagne aussi le Tour d'Italie 2021.
Le pays a mis en lumière la pratique du cyclo-cross ou Bicycle motocross, discipline dans laquelle les représentants colombiens ont obtenu des titres olympiques, mondiaux, panaméricains et sud-américains grâce à des sportifs comme Mariana Pajón, Carlos Oquendo, Santiago Duque, Carlos Alberto Ramírez et Augusto Castro.
La pratique de la boxe anglaise en Colombie est enracinée dans la côte Caraïbe, d'où proviennent ses grandes figures. La Colombie a eu 44 champions du monde de boxe entre 1972 et 2013. Dans la boxe anglaise se sont distingués Antonio Cervantes « Kid Pambelé », qui a donné le premier titre mondial de boxe à la Colombie en 1972, ainsi que Rodrigo Valdés, Miguel « Happy » Lora, Fidel Bassa, Tomás Molinares (en), Rafael Pineda, Bernardo Caraballo (es) et Mario Miranda (es), Jorge Eliécer Julio, lors des Jeux olympiques d'été de 1988, et Alfonso Pérez et Clemente Rojas lors des Jeux olympiques d'été de 1972, ont gagné des médailles de bronze.

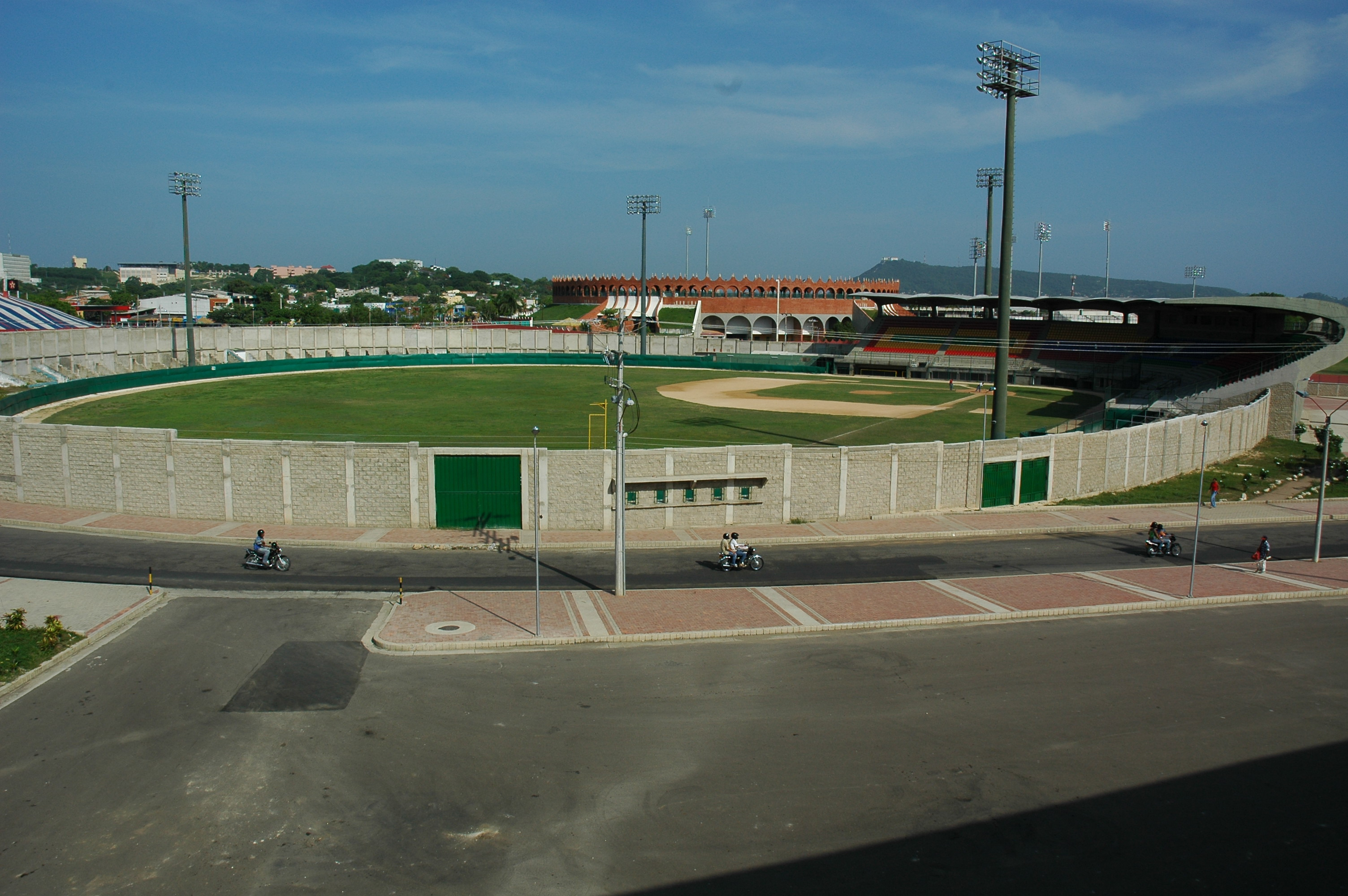
Le de Carthagène des Indes, le plus important stade de baseball de Colombie.

En baseball, un autre sport ancré dans la côte des Caraïbes, la Colombie a été championne du monde amateur en 1947 et 1965. Plusieurs joueurs de baseball ont rejoint les ligues majeures, comme Edgar Rentería, champion avec les Marlins de Miami dans la Série mondiale 1997 et avec les Giants de San Francisco de la Série mondiale 2010 (où il fut nommé meilleur joueur), et Orlando Cabrera, champion de la Série mondiale 2004 avec les Red Sox de Boston. Rentería est le seul Colombien à avoir participé au All-Star Game. D'autres Colombiens ont atteint les ligues majeures comme Joaquín Gutiérrez (es), Jolbert Cabrera (en), Emiliano Fruto (en), Yamid Haad (en), Ernesto Frieri, José Quintana, Jhonatan Solano, Donovan Solano et Julio Teherán. En 2010, le Championnat de Colombie de baseball s'est élargi de quatre à six équipes, et pour la première fois dans le pays avec des neuvaines à Bogota, Cali et Medellín. En 2011, la ligue s'est recentrée sur les quatre équipes traditionnelles de la côte caraïbe.

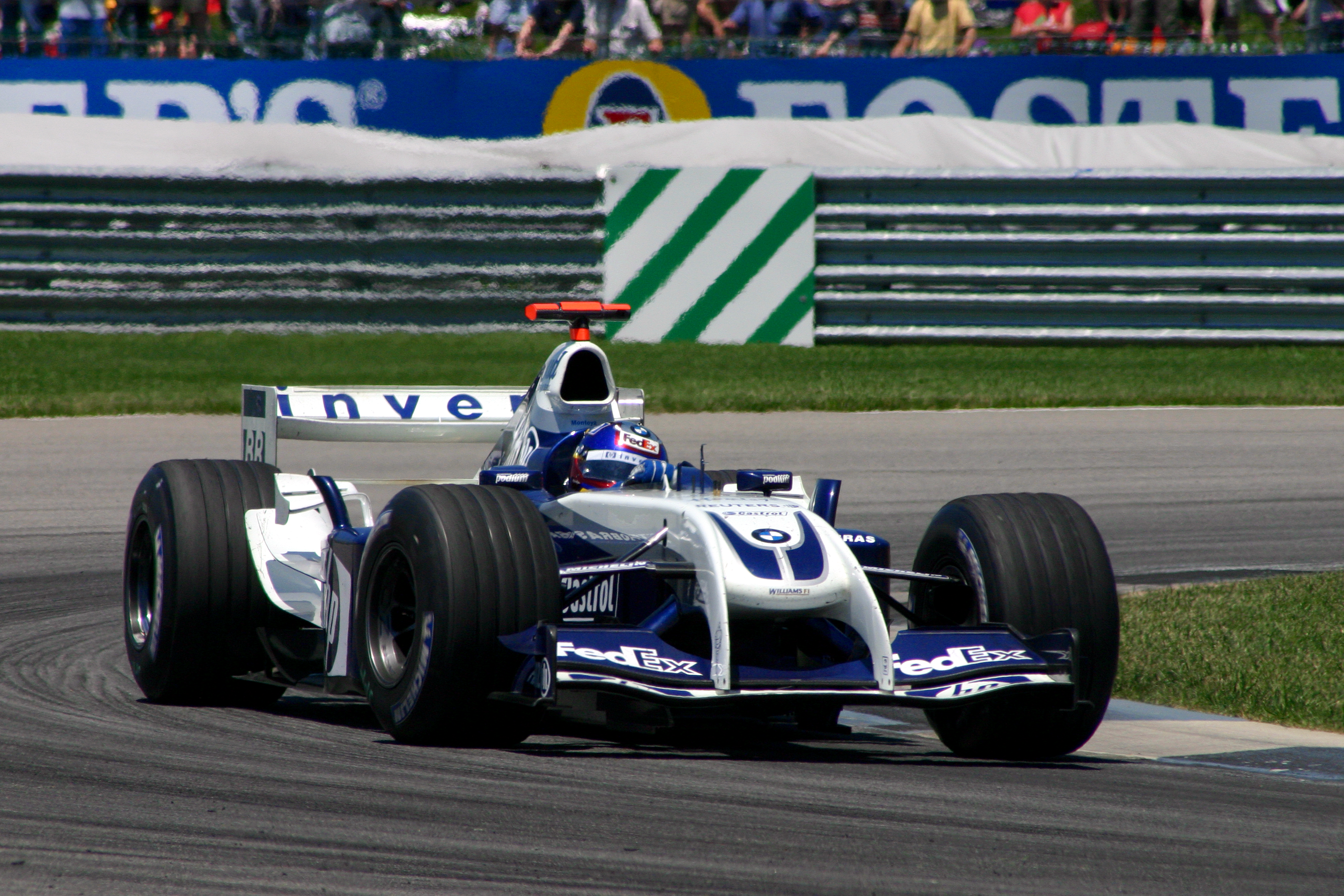
Juan Pablo Montoya dans sa Williams FW26 à Indianapolis lors du Grand Prix des États-Unis de 2004.

La popularité de la compétition automobile a trouvé son apogée à la fin des années 1990 et le début des années 2000 grâce à la participation de Juan Pablo Montoya en Formule 1 et d'autres séries aux États-Unis (NASCAR, 500 miles d'Indianapolis, 24 Heures de Daytona). Un autre pilote colombien a participé aux 500 miles d'Indianapolis et à d'autres courses aux États-Unis durant les années 1980 et 1990, Roberto Guerrero.
L'athlétisme colombien s'est distingué durant les années 1960 et 1980 avec des victoires dans les compétitions de fond et de route comme la course de San Silvestre (es) de São Paulo, remportée par Álvaro Mejía Flórez (es) en 1966, Víctor Manuel Mora (es) en 1972, 1973, 1975 et 1981 et Domingo Tibaduiza en 1977. Un autre athlète exceptionnel dans la course sur route a été le tumaqueño Silvio Marino Salazar. En 1992, Ximena Restrepo a remporté la médaille de bronze au 400 mètres lors des Jeux olympiques d'été de 1992.
Les disciplines individuelles ont obtenu les meilleures réalisations durant les Jeux olympiques. La participation la plus importante à cet événement a été celle de Londres en 2012, lorsque l'équipe olympique colombienne a remporté huit médailles, dont la médaille d'or en BMX (bicycle motocross) de Mariana Pajón. Avant cette participation, la meilleure olympiade avait été celle de Sydney en 2000 lorsque l'haltérophile afro-colombienne María Isabel Urrutia a remporté la première médaille d'or de l'histoire du pays. Le premier médaillé olympique colombien a été Helmut Bellingrodt, médaille d'argent de tir sportif à Munich en 1972. Il a obtenu la même médaille aux Jeux de Los Angeles en 1984. Le palmarès olympique colombien comprend un total de huit médailles dont deux médailles d'or, six médailles d'argent et onze médailles de bronze dans des sports comme l'haltérophilie, le cyclisme (sur route, sur piste et BMX), le tir sportif, le taekwondo, la boxe anglaise, la lutte, le judo et l'athlétisme. Aux Jeux paralympiques, la Colombie a seulement gagné une médaille de bronze avec le nageur Moisés Fuentes, et une médaille d'argent avec le marcheur Elkin Serna (en), tous deux en 2008.

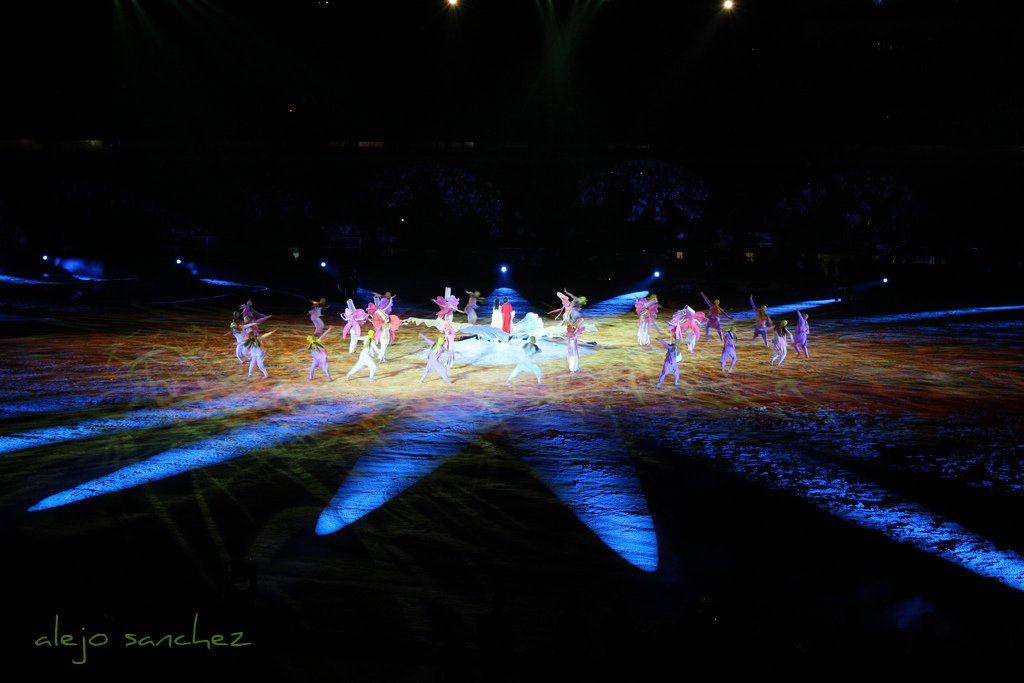
Cérémonie d'ouverture des Jeux sud-américains de 2010 à Medellín.

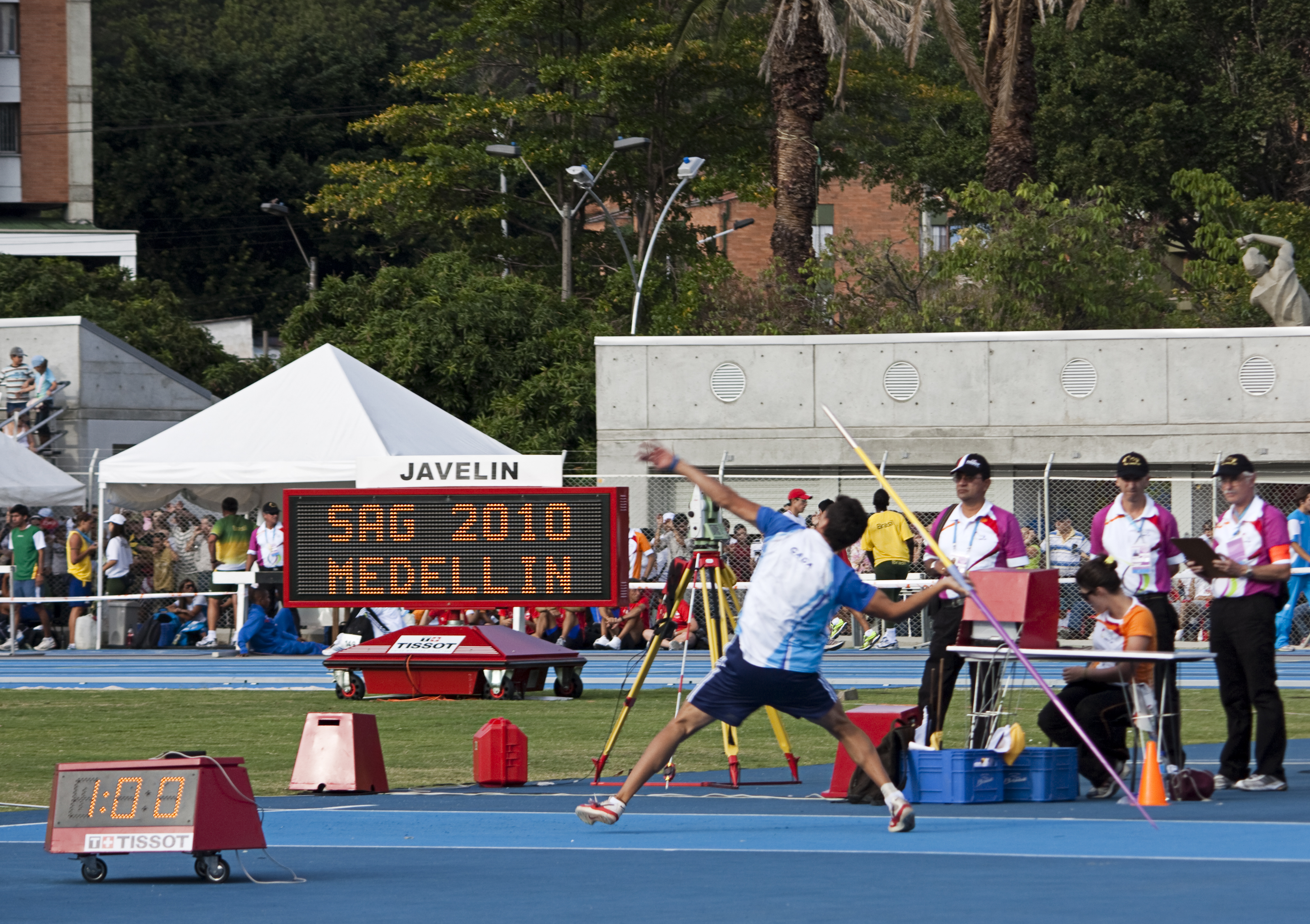
Compétitions sportives durant les IXe Jeux sud-américains en 2010 à Medellín.

Dans le palmarès des Jeux bolivariens, la Colombie se classe deuxième derrière le Venezuela avec 1 015 médailles d'or, 1 042 médailles d'argent et 847 médailles de bronze, soit un total de 2 894 médailles. Dans celui des Jeux panaméricains, la Colombie occupe la huitième place avec 82 médailles d'or, 134 médailles d'argent et 195 médailles de bronze, soit un total de 411 médailles.
Outre les Jeux olympiques, le pays a joué au niveau international dans les disciplines individuelles telles que le golf avec Camilo Villegas et le Roller de vitesse sur piste et sur route, dans lequel depuis les années 1990 la Colombie a été championne du monde dans diverses compétitions internationales avec des coureurs comme Cecilia Baena et Jorge Andrés Botero (es). Le pays a excellé dans les compétitions par équipe du même sport. La Colombie a été championne du monde de roller de vitesse onze fois, détenant le maximum de victoires de cette compétition, tout en étant à la tête du palmarès historique de cette discipline, avec 214 médailles d'or, 138 médailles d'argent et 87 médailles de bronze, soit un total de 439 médailles.

### Ouvrage utilisé
- (en) Library of Congress et Federal Research Division, Colombia, a country study, vol. 550, Washington, Federal Research Division, 1990, 364 p. (lire en ligne)